# ニコニコ動画
ニコニコ動画（ニコニコどうが）は、日本の動画共有サービス。ドワンゴによって運営されている。2006年にサービス開始。ニコニコ生放送やニコニコ静画などのサービスも展開したが、2012年5月1日にそれらのサービスとニコニコ動画は、動画サービス「niconico」（2020年10月27日に「ニコニコ」に変更）の一部となった。
2024年6月に起きたサイバー攻撃の影響により縮小営業となったものの復旧作業が進められ、2024年8月5日のリニューアルと同時にサービスが再開した。

## 概要
ニコニコ動画は日本の代表的な動画共有サイトの1つであり、多くの用語や文化を生み出している。 ニコニコ動画の特徴は、配信される動画の再生時間軸上に対してユーザーが任意のタイミングでコメントを投稿できる独自のコメント機能にあり、投稿されたコメントは右から左に流れるテロップ状で表示される仕組みになっている。コメントの大きさや色なども変えることができる。その他にもユーザーやアップロード者同士が交流できる機能を数多く備えている。日本文化の発信地の1つとして世界からも注目を浴びており、中国でも弾幕(コメント)等を書き込む動画サイトとして、模倣サービスであるAcFunとbilibiliがリリースされるに至っている。
ニコニコ動画の基本理念は、2007年6月1日にニコニコ普及委員会が発表し、2010年6月1日に改定した「ニコニコ宣言(9)」において明らかにされている
。
2007年度グッドデザイン賞受賞。2007日本オタク大賞受賞。2008年にはアルス・エレクトロニカよりプリ・アルス・エレクトロニカ・デジタルコミュニティ部門栄誉賞を授与されている。
「ニコニコ動画」という名称は、サービスの立ち上げ以前には、動画サービスは著作権問題による訴訟が発生していたことから、「カッコイイ言葉ではなく、なるべく怒られにくい、言いにくい気が抜ける名前」にすることが考えられ、当時のドワンゴ会長の川上量生の「明らかにブラックぽいのに、表面だけ取り繕ったようなふざけた名前があるじゃん。ニコニコローンとかニコニコ金融とか。だからニコニコ動画とかさ」という言葉に、西村博之が「それ面白い！ 絶対それ！」と同意したことから決定したという。

## 沿革

### 2006年
- ドワンゴが携帯電話向けの音声・画像ストリーミングサービス「パケラジ」の次世代バージョンとしてネットライブサービスのブレストを開始[13][14]
- 8月 - ドワンゴの中野真がYouTubeの動画を使うことを思いつき、YouTubeから引用した動画の右側にコメントが別ウィンドウで表示される最初のプロトタイプ「パケラジ2.0（ネットライブ）」を作成[15]。
- 当時ニワンゴ取締役管理人で2ちゃんねる管理人西村博之向けのデモとしてUEIの布留川英一が、コメントが動画上にオーバーレイされて右から左へと流れるニコニコ動画の2番目のプロトタイプ「パケラジ2.0（ネットライブ）」を作成[16]。西村博之は「パケラジ2.0」を10月に視聴[14]。
- 10月 - ドワンゴ会長（当時）の川上量生の指示によりドワンゴの戀塚昭彦が、ニコニコ動画のシステムの基礎となるニコニコ動画の3番目のプロトタイプ「ニワンゴビデオ（ニワビデ）」を作成[17]。
- 12月1日 - 「ニワビデ」プロジェクトのキックオフ・ミーティングが開催され、「ニワンゴビデオ」の仮のサービス名として西村博之が命名した「ニコニコ動画」を採用[18]。サービス開始に向け開発体制をエンジニア戀塚昭彦・鈴木慎之介、デザイナー中川直人に変更。
- 12月5日 - nicovideo.jpのドメインを取得
- 12月10日 - AmebaVisionから引用した動画を登録
- 12月12日 - 「ニコニコ動画(仮)」としてサービスを開始。YouTubeやAmebaVisionにアップロードされた動画を引用して、動画上にコメントを打ちながら鑑賞するというサービスだった[19]。
- 12月15日 - コメント数合計ランキングを追加[20]。
- 12月22日 - 再生数合計ランキングを追加。

### 2007年
- 1月15日 - 「ニコニコ動画（仮）」[21]を終了し、「ニコニコ動画(β)」としてサービス開始[22]。
- 2月7日 - 1月の月間ページビューが1億を超えていたことを発表。
- 2月17日 - Amebaの投稿者ランキングのポイントをキャッシュバックして5,000円を取得[23]。
- 2月19日 - 対応動画サイトに「フォト蔵」を追加[24]。
- 2月23日 - 3日ほど前から受け続けていたDoS攻撃の影響がドワンゴのモバイルサイトにも出たため、サービスを一時停止。また同時期にYouTubeからのアクセスを遮断される。
- 2月24日 - βテストサービスを終了し、新バージョンの開発に入ることを発表。
- 3月3日 - 「ニコニコ動画(γ)」の新規IDの募集開始。スタート直後にシステム障害が発生したが、同日中に再開。
- 3月6日 - 「ニコニコ動画(γ)」のサービスを開始。同時に、動画投稿サイト「SMILEVIDEO」もサービス開始。
- 3月6日 - 「ニコニコ動画(γ)」のサービス開始を記念してニコニコ動画でPVが大人気となった「レッツゴー！陰陽師」の着うたをdwango.jpにて配信。
- 3月7日 - AmebaVisionを運営するサイバーエージェントからの要請により、トップページとランキングからAmebaVisionの動画を一時的に削除。
- 3月13日 - 時間限定で利用可能なIDを追加。以降定期的に一定数の時間限定、および常時利用可能なIDを追加していく。
- 3月29日 - AmebaVisionからニコニコ動画（γ）に投稿された動画閲覧ページに、「MicroAd」の広告を表示。
- 5月7日 - 無料メールポータルサービスの「ニワンゴ」でニコニコ動画のモバイル版クローズドβテストのテスター5000名を募集開始[25]
- 5月19日 - ニコニコ動画掲示板（後のniconico掲示板）を設置。
- 6月1日 - ニコニコ普及委員会が、すべてのニコニコしたいネットユーザにむけて「ニコニコ宣言（仮）」を発表。
- 6月7日 - WEBサイトをブックマークしてレビューを付けられる「ニコニコブックマーク」を提供開始[26]。
- 6月18日 - 「ニコニコ動画(γ)」を終了。9時-15時の6時間に及ぶメンテナンスの後、「ニコニコ動画(RC)」の運営、及びプレミアム会員（有料）サービスを開始。残しておきたいコメントを保存できる「マイメモリー」機能を追加。
- 7月9日 - 民主党・小沢一郎代表のオリジナル動画を、特設コーナーで公開[27]。
- 7月10日 - ニコニコ動画モバイルau（実験）スタート。
- 7月12日 - 「ニコニコ市場(仮)」がスタート。
- 7月15日 - 動画再生回数が10億回を突破。
- 7月18日 - ドワンゴ・ミュージックパブリッシングよりニコニコ動画でPVが大人気となった「レッツゴー！陰陽師」を含む、DVD特典付きCDアルバム「新・豪血寺一族 -煩悩解放-」を発売[28]。
- 7月26日 - ID登録者数が200万人を突破。ニコニコプレミアム会員も5万4000人を突破[29]。
- 8月9日 - 「ニコニコ動画モバイル」を一般開放。
- 8月22日 - セキュリティ対策のため、ログイン方法が変更。
- 8月25日 - PCサイト「超!アニメロ」を経由してWebアニメ『最終試験くじら』を配信[30]。
- 9月7日 - Webドラマ『エルノオト』を配信[31]。
- 9月21日頃 - ID登録者数が300万人を突破。
- 9月27日 - ニコニコ動画に関する事業拡大に伴い、ドワンゴ内の組織変更を実施、事業開発部及びdwango.jp事業本部のニコニコ動画事業に関する部署を統合し「ニコニコ事業部」を10月1日付で新設すると発表[32]。
- 9月28日 - Viacom International Japanと提携、Viacomがニコニコ動画にMTV Networksのコンテンツを提供すると発表[33]。
- 10月1日 - AmebaVisionがニコニコ動画への対応を終了。
- 10月10日 - 「ニコニコ動画(RC2)発表会」を秋葉原UDXで開催[34]
- 10月10日 - 「ニコニコ動画(RC2)」が開始。同時に国内7社との動画配信のパートナー契約を締結したと発表[35]。「ニコニコ割り込み」正式サービス開始。
- 10月18日 - 台湾版ニコニコ動画が開始。
- 10月30日 - ソーシャルブックマークサービス「livedoorクリップ」がニコニコ動画に対応。
- 11月12日 - エイベックス・エンタテインメント所属アーティストのプロモーションビデオやオリジナル映像などの動画コンテンツの配信を開始。
- 11月12日 - ランティスに所属するアニメソングアーティスト「JAM Project」公認の楽曲リミックス特別企画を開始。
- 11月22日 - AIC×DREAMUSICのWebアニメ『Candy☆Boy』を配信[36]。
- 11月26日 - 吉本興業が制作するお笑い番組の動画コンテンツを共同展開する「よしよし動画」コーナーを配信開始[37][38][注釈 2]。
- 11月26日 - 第一回「国際ニコニコ映画祭」の選考結果を発表。
- 11月26日 - dwango.jp、アニメロ各携帯サイトにてニコニコ動画で話題の人気音声合成ソフト 「初音ミク」で製作された楽曲の着うた・着うたフルを配信[41]。
- 11月26日 - 「ニコスクリプト」サービス開始。
- 12月3日 - ニコニコ動画モバイルでau端末向けにクリック数と消費カロリーが表示される機能「ニコフィット」をサービス開始[42]
- 12月12日 - ニコニコ動画が1周年を迎える。深夜12時には時報CMによる告知が行われ、有数動画でいわゆる「祭り」が発生。一部動画ではコメントサーバに接続できない事態に。
- 12月12日 - 「旧ニコニコニュース（現ニコニコインフォ）」と「ニコニコラム」サービス開始。
- 12月25日 - 初のニコニコ生放送番組「生対談!!ひろゆきと戀塚のニコニコを作った人」を放映[43]。
- 12月31日 - 新年によるトラフィックの急激な増加を見越して23時55分で一旦営業を休止、翌年1月1日0時2分より通常営業が再開された。ただし「休止」とはいっても既に接続しているユーザーが切断されることはなく、その間、時報枠にドラマ仕立ての「ニコニコ激動の歴史」ならびにカウントダウン映像が流された。

### 2008年
- 2月8日 - ニコニコ動画に、ニコニコ市場での携帯電話向けコンテンツの購入状況を全視聴者に速報でお知らせする「電光掲示板」を設置。
- 2月18日 - 「ニコニコ動画モバイル」がiモードの公式サービス化。
- 2月14日 - (RC2)から(SP1)へバージョンアップすることをニコニコニュースにて公開。
- 2月22日 - JAM Project出演による生放送番組 「ニコニコ市場 インストアイベント」を開催[44]。
- 3月4日 - ニコ割機能を活用した「ニコ割ゲーム」第1回大会開催。
- 3月5日 -「ニコニコ動画(SP1)発表会」を秋葉原UDXで開催[45]
- 3月5日 - 「ニコニコ動画(SP1)」が開始。
- 3月6日 - ニコニコ動画で｢時報広告｣の販売を開始。
- 3月17日 - 総コメント数10億件達成[46]。
- 3月28日 - 株式会社ループドピクチャー及びデータスタジアム株式会社と共同でスポーツニュースの速報などを動画でお知らせする「ニコニコスポーツ」を試験配信開始[47]。
- 4月1日 - 0時の時報でニコ割の終了をお知らせした。エイプリルフールのジョークとして一日限定で、通常は右から左に流れるコメントが左から右に流れた。名称は「ニコニコ動画（笑）2.0」とされた。同日、マイページ及び、諸々の細かい部分が変更された。
- 4月1日 - JASRACの管理楽曲を利用するための包括契約締結。
- 4月1日 -「＠ピザ」と書き込むとピザのインターネット注文のページが開くサービスを開始
- 4月2日 - アニメ専用チャンネルである「ニコニコアニメチャンネル」を開設[48]。
- 4月19日 - ニコニコ動画内ニコニコアニメチャンネル発オリジナルアニメ「ペンギン娘♥はぁと」を配信開始。
- 5月2日 - ニコニコアニメチャンネル発オリジナルアニメ「Candy boy」を配信開始。
- 5月9日 - Yahoo! JAPANとの各種コンテンツ提携を発表。第一弾としてYahoo!ショッピングの商品がニコニコ市場に対応したほか、Yahoo! JAPANならびにYahoo!ツールバーでの検索にニコニコ動画が反映されるようになった。
- 5月12日 - 再生数50億回達成。未来検索ブラジルがオンライン百科事典「ニコニコ大百科(仮)」サービス開始[49]。
- 5月14日 - 鈴木亜美の生出演による映画 ｢エクスクロス～魔境伝説～｣のDVD試写と舞台挨拶を生放送[50]。
- 5月21日 - 回線速度測定サービス「ニコニコ渋滞情報」提供開始。
- 5月28日 - アカウントなしでも「トップページ」、「新着動画」、「きまぐれ検索」、「注目のタグ」の各ページが閲覧可能になる。同時にフォト蔵との提携が終了。
- 5月29日 - ユーザーが独自のニュース動画を作成・投稿できる「ニコニコニュースメーカー」提供開始[51]。
- 7月4日 - プレスリリースを兼ねたユーザーイベント『ニコニコ大会議2008 〜日本の夏、ニコニコの夏〜』をJCB HALL（旧：後楽園ホール）で開催[52][53]。
- 7月5日 - 正午、「ニコニコ動画(SP1)」サービス終了。同18時、「ニコニコ動画(夏)」が開始。動画限定公開機能「ニコニコミュニティ」のサービス開始。
- 7月9日 - コンピレーションアルバム「CDで聞いてみて。 〜ニコニコ動画せれくちょん〜」を発売[54]。
- 7月18日 - 台湾版に続き、ドイツ語版・スペイン語版ニコニコ動画が開始[55]。
- 7月23日 - アニメロ、dwango.jp各携帯サイトにて楽曲「ニコニコ動画流星群」を携帯コンテンツ用に書き下ろした「ニコニコ動画流星娘」を配信[56]。
- 7月28日 - HIP-HOP・R&B・REGGAEイベント「dwango.jp presents R-Festa2008」を生配信[57]。
- 7月29日 - 第1回一斉世論調査「ニコ割アンケート」実施。
- 8月15日 - 創作活動支援のための公式素材提供・利用システム「ニコニ・コモンズ」 サービス開始。
- 8月31日 - アニソンイベント「Animelo Summer Live 2008 -Challenge-」を生配信[58]。
- 9月1日 - e-Licenseとの管理楽曲を利用するための包括契約締結。
- 9月3日 - マイクロソフトと共同でWindows Live Messenger上でニコニコ動画を視聴できるサービス「ニコニコメッセ」、Windows Live Alertsを活用した情報配信サービス「ニコニコアラート」を提供開始。
- 9月30日 - 新機能発表会「ニコニコ小会議2008」を開催[59]。
- 10月1日 - 13時、「ニコニコ動画(夏)」サービス終了。「きまぐれ検索」機能が廃止される。同16時、「ニコニコ動画(秋)」が開始し、新機能として「ユーザーニコ割」を追加。
- 10月1日 - TVアニメ「あかね色に染まる坂」第1話の先行上映会を開催[60]。
- 10月15日 - 有料コンテンツに利用することのできるポイントシステム「ニコニコポイント」、ニコニコ動画を見ながらゲームをすることができる「ニコニコメダルゲーム(仮称)」、美少女コンテンツの世界を3D仮想空間に再現した無料のコミュニケーションサービス「ai sp@ce」を提供開始[61]。
- 10月21日 - 「右上の一言」が動画再生画面の広告欄にて再開。
- 11月12日 - ID登録者数が1000万人を突破[62][63]。
- 11月19日 - iPhone／iPod touch用ゲーム「ニコニコイライラ」を配信[64]。
- 12月4日 - イベント「ニコニコ大会議2008冬～ザ・デイ・ビフォー・明後日～」をJCB HALLで開催[65]。
- 12月5日 - 6時、「ニコニコ動画(秋)」サービス終了。同14時、「ニコニコ動画(冬)」が開始。
- 12月5日 - 公式動画とニコニコミュニティを統合して「ニコニコチャンネル＆コミュニティ」サービス開始[66]。t
- 12月12日 - 11時「ニコニコ動画(冬)」サービス終了。同15時「ニコニコ動画(ββ)」が開始し、新機能として「ユーザー生放送」「チャンネル生放送」を追加。同時にニコニコ動画は2周年を迎えた[67]。
- 12月22日 - 大勢の人とリアルタイムチャットができる 「ニコニコ広場」サービス開始。

### 2009年
- 2月6日 - 過去ランキング閲覧機能を追加。
- 2月12日 - 黒字化祈願！のためネット上に「ニコニコ神社」を建立[68]
- 2月14日 - 「ニコニコ直販」をオープンし、figmaビリー・ヘリントンの予約受付開始[69]。
- 3月10日 - ユーザー向け広告サービス「ニコニ広告」を開始[70]。
- 3月16日 - プレミアム会員数が30万人を突破。
- 4月1日 - エイプリルフールの企画として日本時間0時、「ニコニコ動画(βββ)」開始。高速プレイヤー（コメントが高速になりプレイヤーの配色が赤色になる）開始。翌2日にはいずれも元に戻った。
- 4月1日 - 13時半、トップページ、動画閲覧ページなどの体裁が変更。トップページから直接タグ検索をすることが可能になった。
- 4月10日 - デジタルメディアマートの提供により初の公式アダルトチャンネル「DMM.ちゃんねる」が開設[71]。
- 4月21日 - 「ニコニコ動画×ELT伊藤一朗ソロプロジェクトボーカルオーディション」を実施 [72]。
- 4月24日 - 総合携帯ゲームサイト「携帯ゲーム百選」にてダンジョン型RPG「ニコニコの塔」を配信[73]。
- 4月27日 - ニコニコ動画モバイルが 「ニコニコ動画」iPhoneアプリを提供開始[74][75]
- 5月3日 - 総再生数100億回突破[76]。
- 5月25日 - ニコニコ生放送で初の帯番組「とりあえず生中（仮）」を放送開始 [77]。
- 7月8日 - 総コメント数20億件達成[78]。
- 7月24日 - 「ニコニコ実況」第一回試験開始。
- 7月25日 - プレミアム会員数が40万人を突破[79]。
- 7月27日 - ニコニコチャンネル＆コミュニティが「ニコニコミュニティ」をページ分割して「ニコニコチャンネル」にリニューアル。
- 7月30日 - 生放送番組「夏だ！祭りだ！コメントだ！ニコニコ動画12時間ぶっ通し生放送」を配信。
- 8月4日 - 「ニコレポメール」開始。
- 8月7日 - ニコニコアニメチャンネル発オリジナルアニメ第三弾『おんたま!』を配信。
- 8月27日 - 「ニコ生アラート（本家）」開始。
- 9月19日 - 10時頃、プレミアム会員数が50万人を突破[80]。
- 10月5日 - 公式生放送に「タイムシフト機能」を実装[81]。
- 10月28日 - 「ニコニコ動画(9)発表会」を開催[82]。
- 10月29日 - 5時「ニコニコ動画(ββ)サービス終了。同9時30分「ニコニコ動画(9)」開始。「とりあえずマイリスト」「動画再生後メニュー」「ニコレポ」「ウオッチリスト」「ニコ生アラート(プレイヤー)」開始。
- 10月29日 - 生放送番組「世界の新着動画」開始。
- 11月14日～2010年2月19日「ニコニコ大会議 2009～2010 ニコニコ動画（9）全国ツアー」を開催
- 11月14日 - 静止画投稿掲示板サイト「ニコニコ静画」サービス開始[83][84]。
- 11月28日 - 「ニコニコ実況」 正式サービス開始[85]。
- 12月12日 - 日本時間14時頃、プレミアム会員数が60万人を突破[86]。
- 12月23日 - 生放送番組「ニコ生クルーズ」開始。

### 2010年
- 1月12日 - DVD映像コメント共有サービス「ニコニコDVD」開始[87]。
- 1月19日 - ドワンゴが、ニコニコ動画専用URL短縮サービス「nico.ms」を買収[88]。
- 1月30日 - ゲームズアリーナがゲームサービス「ニコニコ遊園地」をオープンβテスト開始。
- 2月6日 - 携帯電話で生放送出演者に電話ができる「ニコニコ電話」を発表。
- 3月5日 - 13時20分頃、プレミアム会員数が70万人を突破[89]。
- 3月5日 - ニコニコ静画(W)がバージョンアップし、イラストコーナー「描いてみた」を開設[90]。
- 4月5日 - 生ラジオ番組「ニコラジ」を放送開始。
- 4月7日 - 博報堂DYメディアパートナーズとドワンゴ、テレビ局が制作したコンテンツを放送前に動画コミュニティサイト「ニコニコ動画」で視聴かつコメントを可能とさせる映像配信サービス「ニコニコドラマ」を開発。
- 4月23日 - 行政刷新会議（事業仕分け第二弾）を内閣府行政刷新会議の公認のもとニコニコ生放送で生中継。
- 5月13日 - ニコニコ生放送で株式会社ドワンゴの決算説明会を生放送。
- 5月13日 - 2010年度第2四半期にニコニコ動画事業が初の黒字化を達成したことが発表された[91]。
- 5月14日 - 21時30分頃、プレミアム会員数が80万人を突破。
- 5月17日 - iPhone用アプリ「ニコニコ生放送」リリース。
- 6月16日 - ニコニコ生放送で衆議院国会の生中継開始。
- 8月3日 - 9時25分頃、プレミアム会員数が90万人を突破。
- 8月26日 - 初の有料開催イベント「ニコニコ大会議2010夏〜笑顔のチカラ〜」 をC.C.Lemonホールで開催[92]。
- 8月27日 - 「ニコニコで漫画を描いてみた（現・ニコニコ漫画）」を開始[93]
- 9月14日 - スパイク、ゲームサイト「ニコゲー」サービス開始[94]。
- 10月13日 - 19時50分頃、プレミアム会員数が100万人を突破[95][96]。
- 10月28日 - 角川グループとニコニコ動画の運営元である株式会社ドワンゴにて、電子書籍や各種コンテンツの配信に関して包括業務提携を実施。
- 10月28日 - 「ニコニコ大会議2010秋〜それはロックか?〜」をSHIBUYA-AXで開催 [97]。

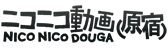
「ニコニコ動画(原宿)」のロゴ

- 10月29日 - 日本時間6時「ニコニコ動画(9)」正式サービス終了[注釈 3]。同10時頃、「ニコニコ動画(原宿)」サービス開始。「スタンプ」機能など追加[98][99]。
- 10月29日 - ニュースサイト「ニコニコニュース」サービス開始。それに伴い旧ニコニコニュースはニコニコインフォに名称変更。
- 11月3日 - ニコニコ生放送にて「小沢一郎ネット会見～みなさんの質問にすべて答えます！」を放送[100]。
- 11月10日 - 検索サービスBingの動画検索機能を利用して、ニコニコ動画の動画を検索できるInternet Explorer用ツールバー「ニコニコツールバー」をリリース[101]。
- 11月11日 - 2010年9月期決算発表にてニコニコ動画事業が初の通期黒字化を達成したことを発表[102]。
- 11月30日 - 株式会社ロッテとのコラボ商品「ニコニコ動菓」を全国発売
- 12月9日 - ゲームプラットフォーム「ニコニコアプリ」サービスの開始。
- 12月12日 - 踊ってみたの祭典「ニコニコダンスマスター」第1回をラフォーレミュージアム原宿にて開催[103]。
- 12月15日～2011年2月5日 - 「ニコニコ大会議2010-2011全国ツアー～ありがとう100万人～」を開催。
- 12月22日 - ニコニコミュージカル公演第一弾「クリスマス・キャロル」を有料配信。
- 12月27日 - アンテナショップ「ニコニコ本社」が原宿にプレオープン[104]。

### 2011年

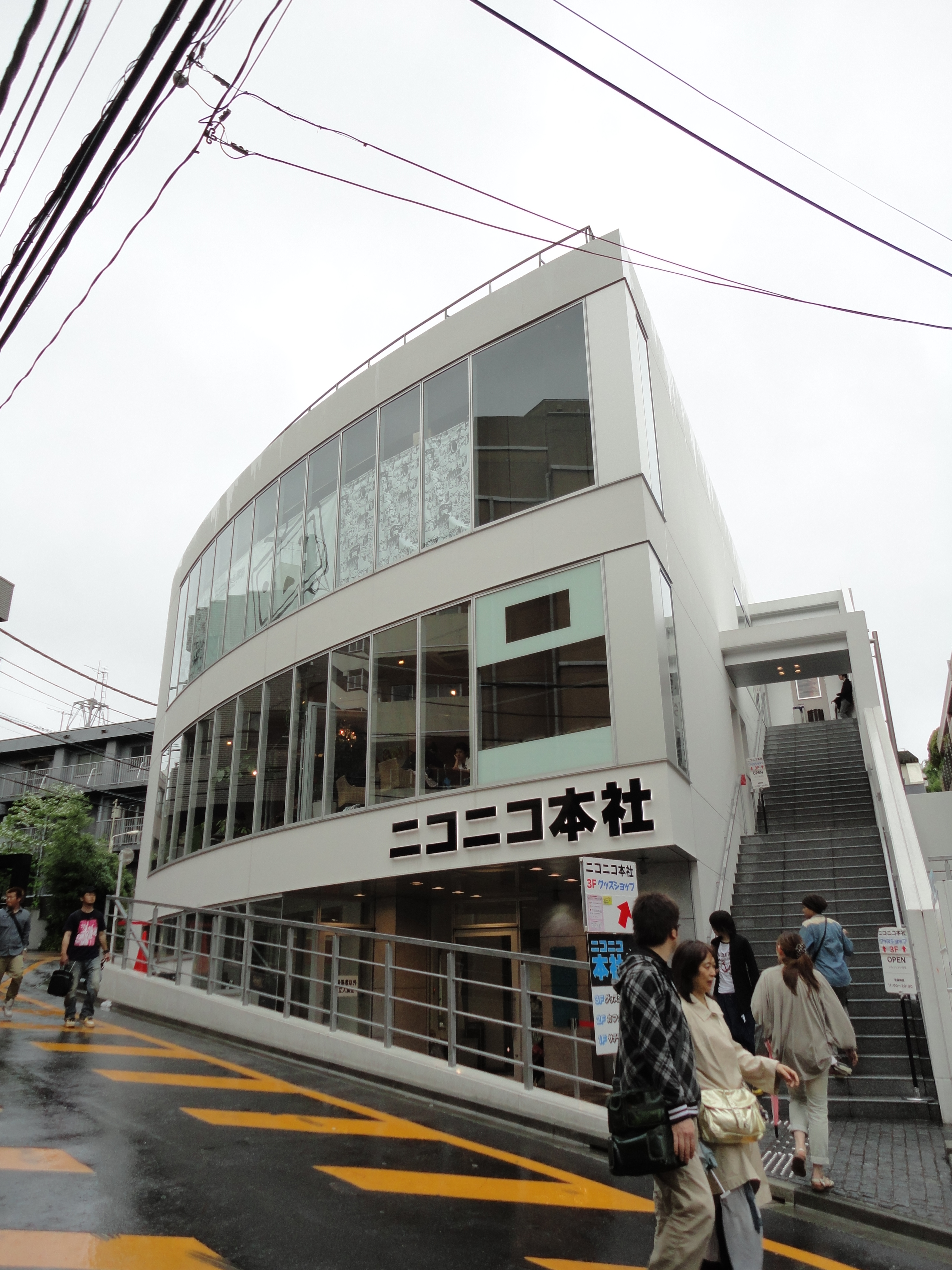
「ニコニコ本社」(2012年)

- 1月 - プレミアム会員数が110万人を突破[105]。
- 1月8日 - ヤマハ株式会社の技術である「NETDUETTO β」を利用して、生放送中にセッションが出来る「ニコ生セッション♪」リリース。
- 2月4日 - 株式会社フューチャースコープが提供によりニコニコ動画内の遊べるクーポンサービス「ニコクーポン」を開始。
- 2月12・13日 - 「生主の祭典ナマケットこと『ナマケ』」を開催[106]。
- 2月14日 - GACKT出演のニコニコ動画のテレビCMを地上波テレビ局にて放送[107]。
- 3月27日 - ボランティア情報サイト「ニコニコボランティア」開設。
- 4月11日 - アンテナショップ「ニコニコ本社」グランドオープン。
- 4月17日 - ニコニコ動画とは独立した独自運用の英語版サービス「Niconico β」を稼働開始。
- 5月 - 言論チャンネル「ニコ論壇」を開設。
- 5月2日 - ニコニコムービー第1弾「動画探偵ぐれいと・すぺしゃる ニコニコ連続殺人事件」試写会イベントを開催。
- 5月8日 - 大相撲五月技量審査場所の全取組を生中継。
- 5月22日 - Legacy台北にて「ニコニコ大会議 2011 in 台湾」を開催。
- 6月2日 - 携帯電話をリモコンにしてニコニコ動画を操作できる「ニコニコリモコン」サービス開始[108]。
- 6月19日 - 踊ってみたの祭典「ニコニコダンスマスター2」をディファ有明にて開催。
- 7月12日 - ネットチケット情報サイト「ニコニコチケットセンター」開設。
- 7月12日 - ボーカロイド専門ページ「ボカロ音楽」開設[109]。
- 7月18日 - ライブハウス「ニコファーレ」オープン。
- 8月2日 - ニコニコ動画・ニコニコ生放送・ニコニコチャンネルがAndroidに正式対応。
- 8月11日 - 「ニコニコ春画」サービス開始。
- 9月12日 - スマートフォン向け音声コミュニケーションアプリ「ニコルソン」をリリース[110]。
- 9月22日 - モバオクでニコニコ動画関連アイテムが出品される「ニコオークション」を開催
- 9月27日 - 初のショッピング番組「ニコニコショッピング～秋のELECOM祭り～」を放送[111]。
- 10月1日 - ニコニコR18生放送（のちのニコニコアダルト生放送）サービス開始。DMM.comの提供により「DMM.ちゃんねるpresentsみんなのおもちゃ」を放映。
- 10月2日 - ニコニコ生放送及びニコニコチャンネルで「Fate/Zero」最新話を8ヶ国語字幕付き世界同時配信[112]
- 10月9日 - ニコニコ生放送でTVアニメ「未来日記」を先行配信。
- 10月14日 - ググッドマーケティングの提供により「ニコガジェット」を開始[113]。
- 10月15日 - 踊ってみたの祭典「ニコニコダンスマスター3」をニコファーレにて開催。
- 11月8日 - 「ニコニコ静画（電子書籍）」サービスの開始。ニコニコ動画と角川書店のWEB漫画誌「角川ニコニコエース」をサービス開始[114]。
- 11月23日 - 「ニコニコ映画上映会」をスタート。
- 11月26日 - ニコニコ本社に、ニコニコ動画のオリジナルプリントシール機「ニコプリ」を設置。
- 12月 - 光iフレーム2向けアプリケーション「ニコニコ」をリリース[115]
- 12月13日 - 「クリエイター奨励プログラム」の開始。コモンズツリーが「コンテンツツリー」にリニューアル。
- 12月17日 - PlayStation Vita用アプリ「ニコニコ」をリリース。

### 2012年
- 1月9日 - TVアニメ「アクエリオンEVOL」第1話・第2話をテレビ東京と同時放送。
- 1月14日 - 第1回将棋電王戦「米長邦雄永世棋聖 vs ボンクラーズ」を開催。
- 1月24日 - ニコニコ生放送で参議院国会の生中継開始。
- 2月9日 - ニコニコ生放送配信ソフト「Niconico Live Encoder」リリース。
- 3月 - 「ニコニコプロ野球チャンネル」開設。
- 3月6日 - イベント情報サイト「ニベントカレンダー」開設。
- 3月13日 - ニコニコ静画に漫画投稿機能が追加[116]。
- 4月28日・29日 - ニコニコ文化の祭典「ニコニコ超会議」とライブイベント「ニコニコ超パーティー」を幕張メッセで開催[117][118]。
- 5月1日 - プレミアム会員先行で「ニコニコ動画:Zero・ニコニコ生放送:Zero」リリース、またサービスの総称が「niconico」に変更[119]。
- 5月3日 - ユーザー参加型のショッピングサイト「ニコニコショッピング(仮)」サービス開始。
- 7月29日 - 鳥取県八頭町で第1回「ニコニコ町会議」全国ツアー2012が開幕。
- 7月31日 - 「ニコニコ動画:Zero・ニコニコ生放送:Zero」が、一般会員にも公開[120]。
- 8月18日 - 踊ってみたの祭典「ダンスマスター4」をディファ有明にて開催。
- 8月21日 - ニコニコチャンネルでブログとメールマガジンを統合したテキスト発信サービス「ブロマガ」サービス開始[121]。
- 9月25日 - パナソニック、ビエラ・コネクト用アプリ「niconico」サービス開始。
- 9月27日 - ソニー、アプリキャスト用アプリ「ニコニコ動画～ピックアップ～」サービス開始[122]。
- 10月5日 - アドウェイズと協業でリワード広告サービス「ニコニコポイントをお得にもらおう！（現：ニコニコポイントをもらおう！）」を開始[123]。
- 10月17日 - 「ニコニコ動画:Q・ニコニコ生放送:Q」リリース。同日、台湾版、英語版をniconicoに統一。
- 10月24日 - ビエラ・コネクト用アプリ「niconico」がブルーレイレコーダーDIGAに対応[124]。
- 10月26日 - Windows 8向けアプリ「niconico」をリリース。
- 10月30日 - 一部機能更新。再生履歴の保存数が20件から30件に増え、従来のcookieからアカウント自体に履歴が保存されるように変更され、保存期間が90日となった。
- 11月21日 - 「niconico」Androidアプリをリリース。
- 11月18日 - 参加型ゲームイベント「ニコニコゲームマスター with 風来のシレン」本戦をニコファーレにて開催[125]。
- 11月28日 - Smart TV Box向けアプリ「niconico」をリリース。
- 11月29日 - ニコファーレにて「ネット党首討論会」を開催。
- 12月8日 - Wii Uソフト「ニコニコ」サービス開始。
- 12月20日 - レコメンド機能「ニコメンド」がサービス開始[126]。

### 2013年
- 1月 - 「ニコニコプロレスチャンネル」を開設。
- 2月4日 - ニコニコ動画への投稿数が2000万件を突破[127]。
- 2月18日 - 西村博之が株式会社ニワンゴの取締役管理人を辞任[128]
- 2月22日 - チョコレート「ハローキティ×ニコニコ動画 つめてねチロル」をサンリオより発売
- 3月 - ニコニコ動画の広告会社スカイスクレイパーが角川グループホールディングスの子会社株式会社スマイルエッジとなる。
- 4月 - 体験型謎解きゲーム「ニコニコ本社爆発」を開催[129]。
- 4月27日・28日 - 「ニコニコ超会議2」と「ニコニコ超パーティーⅡ」を幕張メッセで開催[130]
- 4月28日 - 第1回「ニコニコ自作ゲームフェス」授賞式を開催。
- 6月5日 - 「ニコニコ連載小説」を開始[131]。
- 6月22日16時48分 - プレミアム会員数が200万人を突破[132]。
- 8月18日 - 踊ってみたの祭典「ニコニコダンスマスターFINAL」をディファ有明にて開催。
- 9月30日 - 「niconico」iPhoneアプリをリリース。

「ニコニコ動画:GINZA」のロゴ

- 10月8日 - 「ニコニコ動画:GINZA-ニコニコ生放送:GINZA」リリース。
- 10月10日 - Arcstar Universal One 100ギガビットイーサネット専用線を商用利用開始[133]。
- 11月27日 - ウォルト・ディズニー・ジャパンのMovieNEX Clubに対応したDVDやブルーレイ対象商品購入者に、特典として映画本編をPC・iOS・Androidで視聴できるサービス「niconicoデジタルコピー（niconicoDRM）」提供開始[134]。
- 12月2日 - 光BOX+向けアプリ「ニコニコ ～動画・生放送～」リリース[135]。
- 12月9日 - ニコニコチャンネルにて一般ユーザー向け専用プラットフォーム「ユーザーチャンネル」を開始。

### 2014年
- 2月14日 - ニンテンドー3DS向けのダウンロードソフト「ニコニコ」をリリース。
- 4月1日 - 株式会社MAGES.、アニメ・声優関連のライブ映像を配信する有料サービス「animeloLIVE!」の運営を開始[136]。
- 4月10日 - ニコニコ動画の「再生前動画広告」販売を開始。
- 4月22日 - 「ニコニコポイント」をファミリーマート店舗に設置しているマルチメディア端末Famiポートにて発売開始。
- 4月26日・27日 - 「ニコニコ超会議3」と「ニコニコ超パーティーⅢ」を幕張メッセで開催[137]。
- 4月30日 - PlayStation 4のブロードキャスト機能がニコニコ生放送に対応。
- 5月1日 - 株式会社大英グループとの共同企画としてオンデマンドグッズ通販サービス「ニコニコ静画の印刷工房」を開始。
- 5月2日 - 立体投稿共有サービス「ニコニ立体」を開始。
- 7月5日 - アニメ「美少女戦士セーラームーンCrystal」海外12言語対応で世界同時配信。
- 7月18日 - ニコニコチャンネルにてdwango×KADOKAWA×グループSNE合同プロジェクト読者参加型Web小説「3D小説 bell」を連載。
- 7月19日・20日 - 生放送番組「ニコニコ23時間テレビ」を配信。
- 8月5日 - Androidアプリ「niconico コメントビューア」をリリース。
- 8月8日 - スマートフォンアプリ用ソフトウェア開発キット「ニコニコスマホSDK」提供開始。
- 8月12日 - ブラビア向けアプリ「niconico」をリリース[138]。
- 10月1日 - 株式会社KADOKAWAと株式会社ドワンゴの経営統合によってKADOKAWA・DWANGOが誕生[139]。統合キャンペーンとしてニコニコカドカワ祭り「本屋さんに行くと、いいことザクザクフェア！」を開催。
- 10月6日 - niconico×ダ・ヴィンチ「次にくるマンガ大賞」創設。

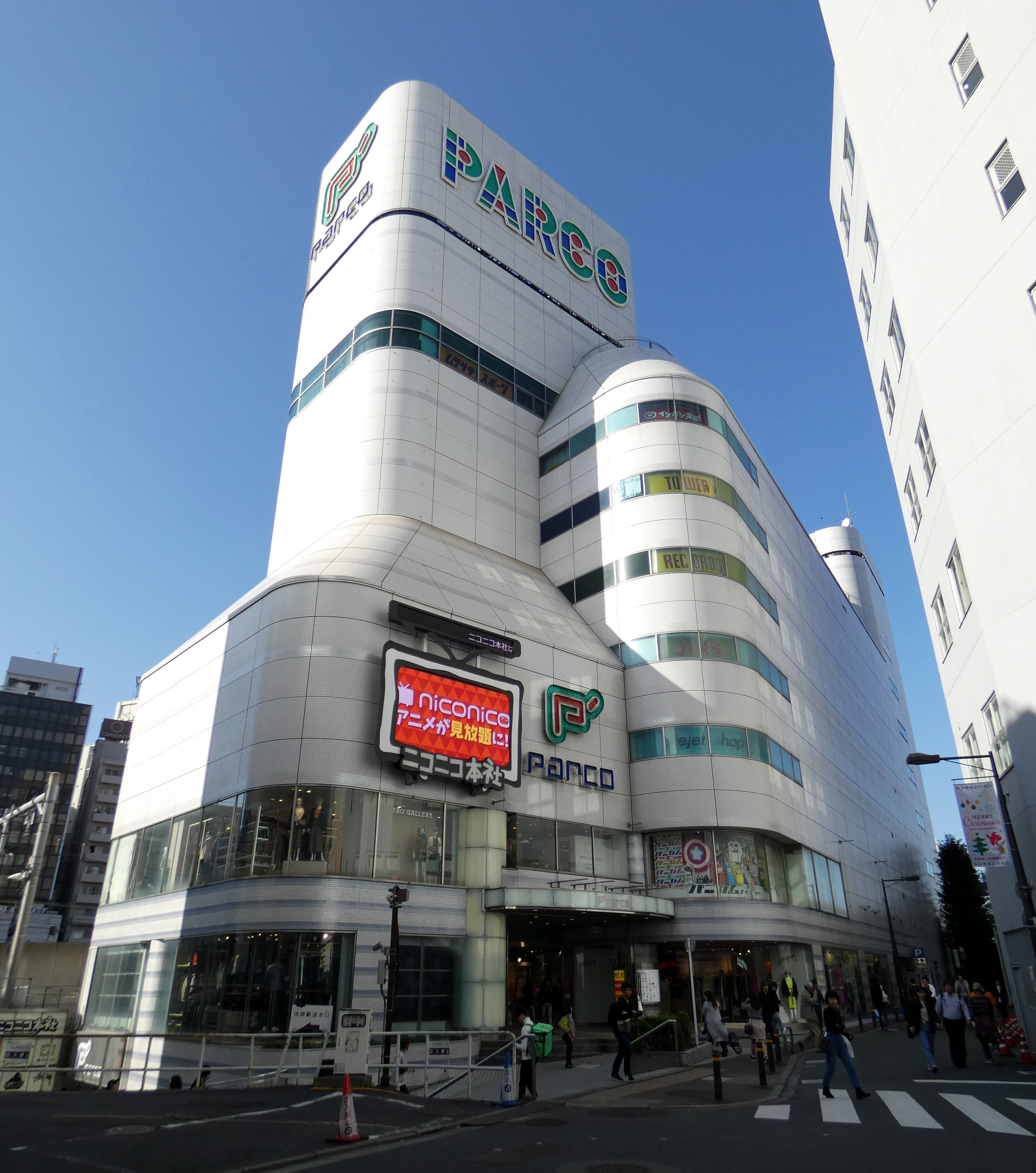
「ニコニコ本社」(2018年)

- 10月25日 - アンテナショップ「ニコニコ本社」が池袋に移転リニューアルオープン。
- 11月17日 - 任天堂の著作物を含む動画が「クリエイター奨励プログラム」に対応。
- 11月17日 - ニコニコ生放送にて「Oculus Rift」を活用した、バーチャルリアリティLIVE配信サービスを開始。
- 11月20日 - Xbox One向けアプリ「niconico」 をリリース。
- 11月21日 - 「ニコニコアンケート」サービス開始。
- 12月5日～7日 - シンガポールで「ニコニコ国会議 -Japan Internet Culture Festival-」を開催。
- 12月12日 - iPhoneアプリからTwitterアカウントでログインし、ライブ動画配信ができるサービス「nicocas」提供開始。
- 12月12日 - ニコニコチャンネルに新機能「イベント」を追加[140]。

### 2015年
- 1月8日 - 音声再生に特化したアプリ「NicoBox」iOS版リリース。
- 1月31日・2月1日 - ゲームファンとゲーム大会の祭典「闘会議」第1回を開催。
- 2月8日 - 「電王戦×TOYOTA リアル車将棋」を生中継。
- 3月 - ヴィジュアル系音楽番組「ときめき☆びじゅナイト」が「ニコびじゅ」としてリニューアル[141]。
- 3月19日 - ニコニコ動画やネットで話題になっているクリエイター様の作品を販売する通販サイト「ドワンゴジェイピーストア」をオープン。
- 4月25日・26日 - 「ニコニコ超会議2015」を幕張メッセで開催[142]。
- 5月27日 - 毎週新たな自作ゲームを配信する連載型サービス「ニコニコゲームマガジン（現ゲームマガジン）」を開始。
- 6月20日 - 第1期叡王戦開幕局を生中継。
- 6月25日 - Android TV搭載ブラビア向けアプリ「niconico」をリリース[143]。
- 7月5日～8月30日 - ニコニコ本社で「ニコぶくろ夏フェスタ2015」開催。
- 7月18日・19日 - 生放送番組「ニコニコ23.5時間テレビ」を配信。
- 7月28日 - プレミアム会員数が250万人を突破[144]。
- 7月30日 - ドキュメンタリーを中心とした世界中の映像作品を配信する「ニコニコドキュメンタリー」を開始
- 8月5日 - ID登録者数が5000万人を突破[144]。
- 8月16日 - トミーウォーカー、niconicoと連携したプレイ・バイ・ウェブゲーム「ケルベロスブレイド」をサービス開始[145]。
- 9月15日 - Android版アプリ「ニコニコ漫画」リリース[146]。
- 10月1日 - 株式会社ドワンゴが株式会社ニワンゴを吸収合併。
- 10月25日 - ニコニコで活躍するユーザーや著名人とリアルタイムでチャットを楽しむことができるスマホアプリ「ニコルン」、音声付きプレゼン作成&共有サービス「ニコナレ」サービス開始[147]。
- 10月25日 - 「ニコニコ超パーティー2015」をさいたまスーパーアリーナで開催[148]。
- 10月26日 - 「タグレポ」サービスの開始。
- 10月28日 - Amazon Fire TV向けアプリ「niconico」をリリース[149]。
- 11月13日 - iOSアプリ「ニコニコ漫画」リリース[150]。
- 11月28日 - 電撃文庫×niconicoのメディアミックス企画、ユーザー参加型新感覚プロジェクト「多数決ドラマ」を開始。
- 12月10日 - LGテレビ向けアプリ「niconico」リリース[151]。
- 12月18日 - Gear VR向けアプリ「niconicoVR」サービス開始[152]。

### 2016年
- 1月20日 - スマートフォン用リアルイベントアプリ「niconico event+」リリース[153]。
- 2月8日 - 電撃×ファミ通×niconico（＋4Gamer）によるゲーム情報サービス「電ファミニコゲーマー」サービス開始[154]。
- 2月27日 - 踊ってみたの祭典「ニコニコ踊ってみたフェス」をディファ有明で開催[155]。
- 4月27日 - ネットカフェ向けサービス「ニコニコ@ネットカフェ」βテスト開始[156]。
- 4月29日・30日 - 「ニコニコ超会議2016」を幕張メッセで開催[157]
- 5月 - 「ニコニコ競馬チャンネル」を開設[158]。
- 5月25日 - シャープ AQUOSココロビジョンプレーヤー向けアプリ「niconico」をリリース。
- 6月 - プレミアム会員数が256万人を突破。
- 7月7日 - ニンテンドー3DS版「ニコニコ」のv3.00のアップデートで生放送を導入。さらにamiiboとの連携にも対応。
- 8月2日 - 体験型サウンド生放送「LR NICOLIVE」サービス開始。
- 8月3日 - JOYSOUND × niconico 「カラオケ配信プログラム」開始[159]
- 8月4日 - 東芝 レグザ向けアプリ「niconico」をリリース[160]。
- 8月26日 - 中華人民共和国の国営放送局である中国中央電視台と提携[161]。
- 10月4日 - 株式会社ブックウォーカー、タレント生放送プラットフォーム「生テレ」を開始し[162]、niconicoID・ニコニコポイントと連携。
- 10月27日 - 「動画視聴ページ HTML5版（β）」をプレミアム会員限定でリリース。
- 11月3日 - 「niconico ch」iOS版リリース[163]。
- 11月3日 - 「ニコニコ超パーティー2016」をさいたまスーパーアリーナで開催[164]。
- 11月24日 - 「RPGアツマール」サービスの開始。
- 12月12日 - ニコニコ動画サービス開始から10周年
- 12月16日 - ニコニコ×NHN PlayArt共同ゲームプロジェクト「＃コンパス 戦闘摂理解析システム」を提供開始
- 12月17日 - ニコニコ生放送×SCRAP、あなたのコメントで優勝させるクイズ番組 「クイズ！コメントでアンサー」を放送[165]

### 2017年
- 1月 - 競馬・ゲーム・ネットが融合した新プロジェクト「リアルダービースタリオン」開始
- 2月27日 - ニコニコ生放送×Twitterプロモライブビデオクロスメディア手法を用いた新広告パッケージ販売開始[166]
- 3月3日 - 「niconico ch」Android版リリース[167]。
- 3月21日 - ニコニコ静画（電子書籍）×COMIC ZIN「薄い本プロジェクト」開始[168]
- 4月19日 - 「マストドン（friends.nico）」サービス開始[169]。
- 4月29日・30日 - 「ニコニコ超会議2017」を幕張メッセで開催[170]
- 7月13日 - Nintendo Switch版ソフト「niconico」がリリース[171]。
- 7月13日 - 動画視聴ページ HTML5版を正式リリース[172]。
- 8月24日 - 「クリエイター奨励プログラム」がニコニコ生放送に対応。
- 9月 - 任天堂と任天堂著作物を利用したニコニコ生放送に関する包括許諾契約を締結
- 10月 - 「伏見つかさチャンネル」にてNTTメディアインテリジェンス研究所×ドワンゴの対話AI育成プロジェクト「なりきり質問応答 新垣あやせ」のサービス開始[173]。
- 11月 - ケーブルプラスSTBに「niconico」アプリが搭載される[174]。
- 11月3日 - 「ニコニコ超パーティー2017」をさいたまスーパーアリーナで開催[175]。
- 11月11日 - Android TV対応シャープ AQUOS向けアプリ「niconico」をリリース[176]
- 11月28日 - 株式会社evaluniが動画に特化したキュレーションプラットフォーム「ニコニコまとめ」をサービス開始[177]。
- 11月28日 - Apple TV向けのアプリ「niconico TV」をリリース[178]。
- 11月28日 - 新配信・視聴システム「niconico（く）」の発表会。紹介された機能が期待外れで、他の動画サービスと比べたサーバーの重さや、画質・遅延の問題をどうするのかの展望が見えず、発表会場も動画コメントも大荒れとなった[179][180]。
- 12月1日 - 初のアニメ見放題チャンネル「dアニメストアニコニコ支店」サービス開始。
- 12月12日 - 「動画と生放送サービスに対する意見交換会」生放送。栗田穣崇が新たに運営代表として就任し、川上がniconicoの運営責任者から退くことが発表される。以後、栗田穣崇がユーザーと生放送やSNS等で対話し、「niconico（く）」の進捗、動画と生放送のサービス改善などについての報告会が継続的にニコニコ生放送で配信された。
- 12月28日 - 「ニコニコ 踊ってみたフェス Powered by Japan Airlines」をJAL羽田格納庫にて開催[181]。

### 2018年
- 1月18日 - Air Stick・Life Stick向けアプリ「niconico」をリリース[182]
- 1月23日 - ユーザー生放送の視聴ページがHTML5版に完全移行（動画配信カテゴリを除く）。
- 2月28日 - ニコニコ動画が会員登録・ログイン無し視聴を対応開始[183]。
- 4月13日 - VRライブ・コミュニケーションサービス「バーチャルキャスト」サービス開始。
- 4月26日 -「Nアニメ」サービス開始。
- 4月29・30日 - ニコニコ文化の祭典「ニコニコ超会議2018」を幕張メッセで開催[184]。
- 6月5日 -「ユーザーレベル」機能のサービス開始。
- 6月21日 - ニコニコチャンネルの有料登録者数が70万人を突破[185]。

「ニコニコ動画(く)」のロゴ

- 6月28日 - 「ニコニコ動画(く)・ニコニコ生放送(く)」リリース[186]。
- 7月5日 -「ニコニコQ」サービス開始[187]。
- 7月24日 - スタンプがリニューアル。「バッジ」サービス開始。
- 8月1日 - ニコニコ生放送にて新機能「ギフト」に対応した実験放送を開始し、同機能に対応した実験放送用Androidアプリ「nicocas（現：ニコニコ生放送）」をリリース[188]。
- 9月25日 - ニコニコ生放送がログイン不要で視聴可能になる。
- 9月25日 - 「BOOK☆WALKER」と「ニコニコ書籍」のスマートフォンアプリを統合し、名称を「BN（BOOK☆WALKER・niconico） Reader」に変更。同時にWebストア「ニコニコ書籍」での書籍販売を終了し、Webストア「BOOK☆WALKER」が、ニコニコアカウントでのログインとニコニコポイント決済を導入[189]
- 10月1日 - ニコニコ生放送配信ソフト「N Air」正式版をリリース[190]。
- 10月3日 - nicocasと連携して、簡単に生配信ができるVTuber配信スマホアプリ「カスタムキャスト」サービス開始。
- 10月11日 - 「ニコニコニュース」のアプリ版をリリース。
- 10月 - ASMRまとめサイト「ASMR村」を開設[191]。
- 10月25日 - nicocas及び実験放送の「実験放送ゲーム」において、自作ゲームの投稿が可能となる[192]。それに伴い、「実験放送ゲームコンテスト」を開催。
- 10月31日 - 実験放送がログイン不要で視聴可能になる。
- 11月2日 - バーチャルキャストにて新機能「ニコニコ動画視聴アイテム」を実装[193]。
- 11月3日 - 「ニコニコ超パーティー2018」をさいたまスーパーアリーナで開催[194]。
- 12月12日 - ニコニコ12周年。
- 12月14日 - ニコファーレにてニコニコ大百科×ピクシブ百科事典の共同企画「ネット流行語100」を開催[195]。
- 12月14日 - トミーウォーカー×niconicoのプレイ・バイ・ウェブゲーム「第六猟兵」がサービス開始[196]。
- 12月18日 - nicocas生放送（実験放送）を通じて多くのユーザーと同時に観察できる人工生命観察プロジェクト「ARTILIFE」を正式リリース[197]。

### 2019年
- 1月9日 - 「バッジ」公開（正式リリース）。
- 2月6日 - 自分のマイリストページで動画を選択しやすくなる[198]。
- 2月7日 - ニコナレが「niconare」としてリニューアル[199]。
- 2月23日 - 株式会社バーチャルキャスト、各種VRサービスや連携アプリ共通で利用できる流通プラットフォーム「THE SEED ONLINE（アルファ―版）」を公開[200]。
- 3月7日 - PC版ニコニコ生放送がHTTPSに対応[201]。
- 3月12日 - 「スタンプ」の新規発行を停止。なお、以前取得したスタンプについてはマイページで閲覧可能。
- 3月26日 - パナソニック製機器向け「niconico」アプリのサービス提供を終了。
- 3月27日 - AbemaTVとパートナーシップを締結。4月1日よりAbemaTVで配信されているドラマやバラエティなどのオリジナルコンテンツを中心にニコニコ生放送やニコニコチャンネル内Abema TVチャンネルにて配信開始[202]。
- 4月1日 - ニコニコアプリにて電撃文庫×niconico「エンゲージプリンセス」サービス開始[203]。同年9月30日サービス終了[204]。
- 4月11日 - ユーザー生放送にギフト機能、ニコニコ新市場、マルチカメラを追加。生放送クルーズ（ニコ生クルーズのリニューアル版）サービス開始。生放送視聴ページのレイアウト、アンケートの起動条件、生放送プレーヤーの設定項目を変更。実験放送廃止。niconareでエクスポート機能が追加[205][206]。
- 4月22日 - ニコニコミュニティのフォロー中のコミュニティページのデザインを変更[207]。
- 4月27・28日 - 「ニコニコ超会議2019」を幕張メッセで開催[208]。同日、「マストドン（friends.nico）」サービス終了[209]。
- 5月22日 - ニコニコまとめサービス終了[210]。
- 5月30日 - 公式生放送へニコニコ新市場、ギフトの機能を追加[211]。
- 6月3日 - チャンネル放送へギフト、ニコニコ新市場の機能を追加[212]。
- 6月13日 - 投稿した動画をシリーズごとにまとめられるように[213]。
- 6月26日 - 動画ランキングがリニューアル。「カスタムランキング」サービス開始[214]。
- 8月29日 - 「ニコる」がプレミアム会員限定で復活[215]。
- 9月3日 - iOS版アプリを強制アップデート。これにより動作サポートOSがiOS 11以降となった。
- 9月9日 - Android版アプリを強制アップデート。これによりサポートOSがバージョン5.0（Lollipop）以降となった。
- 9月12日 - N Airの実験版の提供を開始[216]。
- 9月25日 - キーワード検索が同義語に対応[217]。
- 10月3日 - ニコる(β)をリリース[218]。
- 10月17日 - ニコニ広告がニコニコ大百科に対応[219]。
- 11月1日 - 池袋に新たなサテライトスタジオ「ハレスタ」をオープン。
- 11月6日 - タイムシフト機能をニコニコ生放送アプリへ移管[220]。
- 11月28日 - Wii Uでのサービスを終了。
- 12月3日 - PC版ニコニコ生放送でInternet Explorer 11のサポートを終了[221]。
- 12月11日 - 生放送視聴機能をニコニコ生放送アプリへ移管[220]。
- 12月17日 - Android版niconicoアプリとiOS版niconicoアプリを機能移管のため最新バージョンへ強制バージョンアップ[220]、PlayStation Vita・PlayStation Vita TVでのサービスを終了。
- 12月24日 - 自動で前後のシリーズの動画が表示されるように[222]。

### 2020年
- 1月15日 - 動画のサムネイルの下部に以前最後に視聴した位置を示すバーが表示されるように[223]。
- 1月16日 - スマートフォンアプリのログイン画面のデザインを変更[224]。
- 1月23日 - コマンドNG機能をコマンドの装飾されているコメントを非表示にするように変更[225]。
- 1月28日 - ニコニコ新市場の名称を放送ネタへ変更[226]。
- 1月29日 - 動画のボリュームの自動調節機能を追加[227]。ニコニコ動画の視聴ページにおけるニコニコ市場のリニューアル[228]。
- 2月5日 - Android版アプリでニコレポに「絞り込み」「ミュート」の2つの機能を追加[229]。
- 2月12日 - 0時の時報を終了[230]。マーキーエリアをプレミアム会員限定で非表示にできる機能を追加。自動再生機能が一般会員でも利用可能に。
- 2月13日 - ニコニ広告で、新しいスマホ対象の広告枠を追加[231]。
- 2月18日 - 生放送の番組表の仕様を変更[232]。
- 3月1日 - 2017年以前に投稿された動画のサムネイル変更が一般会員でも可能に[233]。
- 3月3日 - N Airでコメントの閲覧が可能に[234]。iOS版、Android版アプリで動画の視聴画面で前後のシリーズ動画が表示されるように[235]。
- 3月12日 - スマホブラウザ版ニコニコ動画で他のユーザーのフォロー中一覧、フォロワー一覧を確認できるように[236]。
- 3月18日 - ユーザー生放送で番組開始の予定時刻を5分単位で設定できるように[237]。
- 3月23日 - iOS版アプリに再生リスト、フォロー中一覧、フォロワー一覧が確認できるように[238]。ニコニコポイントがアメックスで購入できるように[239]。
- 3月24日 - 投稿待ち動画数、混雑状況、アスペクト調整機能、動画投稿時の動画翻訳機能の廃止。動画投稿ページのデザインを調整[240]。今後のシステムの変更に伴う。
- 3月25日 - シリーズ動画の初めから連続再生する機能を追加[241]。
- 3月26日 - ニコニコミュニティのトップページで、閲覧者が興味を持ちそうなコミュニティが表示されるように[242]。
- 3月31日 - ランキングにカスタムランキングを簡単に設定できる機能を追加[243]。スマホブラウザ版でヘッダーにお知らせ機能を追加[244]。
- 4月1日 - Android版アプリで再生リストが追加[245]。
- 4月7日 - 全放送ネタがユーザーレベル1から利用できるように[246]。
- 4月13日 - iOS版アプリでタグの編集、スキップ、スキップ秒数変更の機能を追加[247]。
- 4月16日 - Android版アプリでスキップ機能をリニューアル[248]。
- 4月21日 - 生放送の「生ゲームプレイ中」ページに掲載される番組数が拡大[249]。
- 5月11日 - ユーザーレベルの経験値を放送ネタの押し出しでは獲得できなくなった[250]。
- 5月14日 - スマホブラウザ版で動画音量の自動調節機能を追加[251]。
- 5月20日 - Android版でマイページをリニューアル[252]。
- 5月25日 - iOS版がダークモードに対応[253]。
- 5月26日 - ニコニコ生放送で「エモーション」のα版をリリース。なお、α版はプレミアム会員のみ[254]。
- 5月28日 - スマホブラウザ版で動画説明文にシリーズ前後の動画が自動表示されるように[255]。
- 6月4日 - スマホブラウザ版で投稿した動画一覧のページをリニューアル[256]。
- 6月15日 - 生放送で放送者がエモーションのON/OFF設定や表示時間などの機能を追加、調整[257]。
- 6月16日 - 生放送で「二次会会場」機能を追加[258]。
- 6月23日 - スマートフォン版大百科で記事の作成や編集が可能になる[259]。
- 6月24日 - 「エモーション」のβ版をリリース。制限付きで一般会員も利用可能に[260]。
- 6月25日 - プロフの自己紹介欄の編集機能がリニューアル[261]。
- 6月30日 - シリーズごとに公開、非公開が選択できる機能を追加[262]。
- 7月1日 - ブロマガに投稿されたコメントの通知機能がスマホに対応[263]。また、PC版で通知機能とヘッダーがリニューアル[264]。ニコニコプレミアム会員限定「プレミアム限定動画」の配信を開始[265]。
- 7月6日 - ニコニコミュニティの最大参加可能人数が2倍になった[266]。
- 7月9日 - スマホブラウザ版で動画の一シーンをツイッターに投稿できるようになった[267]。
- 7月14日 - 7月末ごろに追加されたいいね!機能のお礼を設定できるようになった[268]。
- 7月27日 - ニコニコ動画に新機能「いいね!」「かんたんコメント」「アナリティクス」、ニコニコ生放送に新機能「二次会」「コメントフィルター」を追加[269]。また、生放送で以前まで分かれていた「部屋」が統合。公開している投稿動画やマイリストの公開設定を廃止[270]。原則公開となった。
- 7月30日 - ニコニコ動画への攻撃とされるアクセスの処置のため、Yahoo!メールアドレスを使ったアカウント登録を一時的に停止[271]。
- 8月3日 - ニコニコ生放送で「フォロー番組通知」の位置変更[272]。
- 8月6日 - 動画投稿のアップロード速度を約3倍に改善[273]。生放送開始前のガイド機能が追加[274]。
- 8月9日 - 「ニコニコ動画(Re)・ニコニコ生放送(Re)」リリース[275]。
- 8月19日 - ランキング最高順位にジャンルのランキングを追加[276]。
- 8月25日 - 「いいね!」が通知に表示されるようになった[277]。
- 9月1日 - niconicoコンテンツをまとめるサイト「Nトレンド」のサービス開始[278]。ニンテンドーネットワークIDでのログイン機能を終了[279]。また、ニコるを更新。投稿したコメントが投稿者にニコられた場合、そのことが履歴に表示されるようになった[280]。
- 9月2日 - Android版アプリで通知が確認できるようになった[281]。
- 9月16日 - ニコニ立体で「埋め込みプレーヤー」を終了[282]。
- 9月29日 - iOSアプリAndroid版アプリでニコる機能を追加[283]。
- 10月1日 - 一般会員が動画のタグを編集できるか設定できる「タグ編集許可設定」を追加[284]。
- 10月6日 - フォローが通知されるようになった[285]。iOS・Android版アプリにて「節約視聴機能」が追加[286]。ニコニコ動画のアナリティクスの性別欄に、「その他」が追加[287]。
- 10月13日 - ニコニコ動画でコメント付きで動画をTwitterへ投稿できるようになった[288]。
- 10月14日 - 放送ネタでニコニコQがリクエストを不可に[289]。

「ニコニコ(Re)」のロゴ

- 10月27日 - マイページを完全に新版へ移行[290]。トップページをリニューアル[291]。サービス総称を「niconico」から「ニコニコ」へ変更[292]。エモーションに新種類のものを追加、「放送者エモーション」を追加[293]。
- 10月29日 - ニコニコ動画トップページにおける「いきなり！動画紹介」の表示を開始[294]。
- 11月5日 - Android版アプリで「お気に入りコメント」機能、コメント入力中の動画一時停止機能、コマンド保存機能を追加[295]。
- 11月19日 - ニコニコ生放送でコメントの透過度を選択できる機能を追加[296]。
- 12月1日 - エモーションがコメント一覧へ表示されるようになる[297]。
- 12月2日 - コンテンツツリーの子作品が表示されるようになる[298]。
- 12月15日 - 動画のFlash版を終了（Adobe Flash Player終了のため）[299]。
- 12月16日 - ニコニコ実況をニコニコ生放送内のサービスとしてリニューアル（Adobe Flash Player終了のため）[300][301]。ニコニコ生放送のFlash版を終了（Adobe Flash Player終了のため）[302]。初の動画広告で広告チケットが付与されるようになった[303]。
- 12月17日 - N Airをバージョンアップ（必須）[304]。生放送でページのデザイン変更[305]。

### 2021年
- 1月19日 - 「getplayerstatus」を終了[306]。
- 2月4日 - RPGアツマールのサービス名を「ゲームアツマール」に変更。
- 2月25日 - 生放送のタグレポを終了[307]。
- 3月1日 - 過去ログが変更[308]。
- 3月11日 - ニコニコアカウントでのログインがSongleに対応[309]。
- 3月15日 - マイメモリー、削除動画のコメントの投稿や表示を終了[308]。
- 3月18日 - いいね!の数が表示されるようになった[310]。ゲームアツマールで「マルチプレイゲーム」をリリース（α版）[311]。
- 3月30日 - 好みタグの視聴者によるフォローが可能になった[312]。生放送アプリで視聴者の有無を知ることができるようになる[313]。
- 4月8日 - 放送ネタの自作ゲームの検索ができる機能を追加[314]。
- 4月12日 - ニコニコミュニティでフォロワー以外のブロックが可能となる[315]。
- 4月20日 - シリーズのサムネイルの設定が可能となる[316]。
- 4月24日 - ニコニコ動画の1日当たりの投稿数が過去最高となる6805本を記録[317][318]
- 5月20日 - iOS版動画アプリのマイページをリニューアル[319]。
- 5月26日 - N Airにコメントを読み上げる機能を追加[320]。
- 6月1日 - 動画編集ページの表示を変更[321]。投稿動画の一覧ページに連続再生ボタンを追加[322]。
- 6月9日 - 「ニコニ貢献」をリリース[323]。
- 6月15日 - ニコニコ生放送のTOPページをリニューアル[324]。
- 6月17日 - ゲームアツマールで「マルチプレイゲーム投稿機能」をリリース[325]。
- 6月29日 - 動画情報に「いいね！」数を追加[326]。
- 7月12日 - ニコニコ実況にNHK BS1チャンネルを追加[327]。
- 7月7日 - コメントサーバー引越し作業開始[328]。
- 8月4日 - プレミアム特典を集約したページをリリース[329]。
- 8月11日 - 動画投稿時に動画がニコニコ生放送で配信される「ライブ公開機能」をリリース[330]。
- 8月19日 - 一般会員の動画投稿数の制限をユーザーレベルに合わせて拡張するシステムに変更[331]。
- 9月2日 - コメントサーバーの引越しが完了[332]。
- 9月8日 - Internet Explorer 11サポート終了[333]。
- 9月15日 - Android版ニコニコ動画アプリでのプレミアム会員登録がGoogle Play支払いに対応[334]。
- 10月7日 - ユーザーブロマガのサービスを終了[335]。
- 10月13日 - ニコニコ動画にギフト機能を追加[336]。
- 10月27日 - Android/iOS版のニコ生アプリの［TOP］画面に人気の過去番組を追加[337]
- 11月1日 - ニコニコチャンネルのアニメポータルを閉鎖し、Nアニメに一本化[338]。
- 11月30日 - ニコニコ動画モバイルのサービスを終了[339]。
- 12月1日 - PC版ニコニコ動画の動画プレーヤーに［再生速度］変更ボタンを追加[340]。
- 12月6日 - ニコニコポイントがセブンイレブン・ローソン・ミニストップで販売開始[341]。
- 12月8日 - Android 4.4 系以前のOSのサポートを終了[342]。ショートカットキー操作時、動画プレーヤー上にアイコンを表示されるようになった[343]。プレミアム会員のみ、動画サムネイル画像上に「前回視聴した位置」が表示されるようになった[344]。
- 12月12日 - ニコニコ動画サービス開始から15周年。特設サイトを開設[345]。

### 2022年
- 1月7日 - ニコニコチャンネルの新機能「ニコニコチャンネル+」のテスト運用を一部のチャンネルで開始し、13日に第一弾番組「前田佳織里の世界攻略計画 #1」のライブ配信を実施[346]。
- 2月28日 - 放送者が放送ネタをリクエストする場合の制限を廃止[347]。「放送リクエスト」機能が追加[348]。
- 2月16日 - 生放送マイページを総合マイページへ統合[349]。
- 3月14日 - ニコニコ景品BOXが終了[350]。
- 4月21日 - フォローできる上限が600人から800人へ引き上げ[351]。
- 6月23日 - ニコニコチャンネルに「会員ランク」を追加[352]。
- 7月20日 - スマホブラウザ版でコメントの削除が可能になった[353]。
- 7月26日 - 動画を上書きできる機能、5本までの動画をまとめてアップロードできる機能が追加[354]。
- 8月3日 - PC版でもコメントの削除が可能に[355]。
- 9月1日 - ヘッダーの右端に表示されるサービスメニューをリニューアル[356]。
- 9月13日 - 一般会員でも、ユーザーレベルに応じてプレミアム会員向け動画投稿特典が利用できるように[357]。
- 9月26日 - Androidニコニコ動画アプリでもコメントの削除が可能に[358]。Android版ニコニコ動画アプリにて、指定した投稿者の動画を検索結果やランキング上で非表示にできるように[359]。
- 9月27日 - iOS版ニコニコ動画アプリにて、指定した投稿者の動画を検索結果やランキング上で非表示にできるように[360]。
- 9月28日 - PC版ニコニコ動画にて、指定した投稿者の動画を検索結果やランキング上で非表示にできるように[361]。PC版ニコニコ動画がセンシティブな内容を含む可能性があるコンテンツの表示／非表示設定に対応[362]。
- 9月29日 - Nintendo Switch版ニコニコ動画アプリにて、アカウントなしでも再生リストを使って連続再生できるように[363]。
- 10月5日 - クリエイター奨励プログラムをアップデートし、各種改善（スマホ対応やリエイター収入窓口）の設置等を実施[364]。
- 10月6日 - 「クリエイターサポート」開始。誰でも自由に月額330円で応援でき、応援される側はユーザーレベル18以上のユーザーなら誰でも利用できる[365]。ユーザーページにカバー画像を表示できるように[366]。
- 10月16日 - ニコニコ超パーティー2022のDAY2最後にて、2年ぶりのニコニコ動画の新バージョン名(eR)が発表された。[367]
- 10月17日 - iOS版ニコニコ動画アプリでもコメントの削除が可能に[368]。

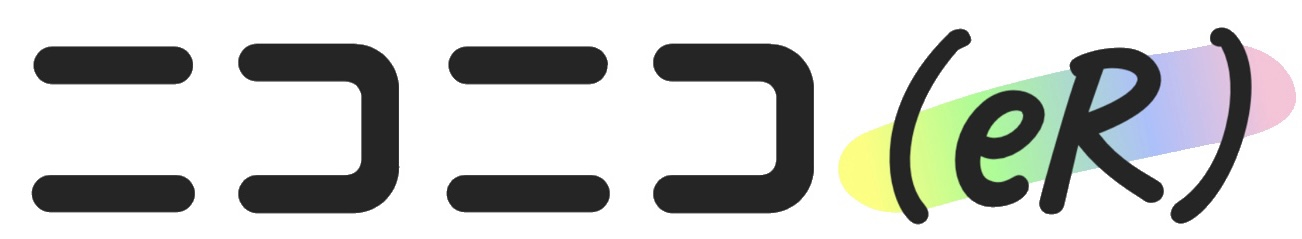
「ニコニコ(eR)」のロゴ

- 10月26日 - 「ギフト図鑑」をリリース。ニコニコ生放送やニコニコ動画で贈ったギフトがギフト図鑑に登録され、コレクションすることができる[369]。
- 12月12日 - 「ニコニコ動画(eR)・ニコニコ生放送(eR)」リリース。
- 12月15日 - ニコニコ生放送でシアターモード（β版）を追加[370]。
- 12月20日 - ユーザーページに生放送タブを追加[371]。

### 2023年
- 1月16日 - ニコニコミュニティにて、コミュニティの作成ページがリニューアル[372]。
- 3月1日 - ユーザーレベルに応じて一般会員でもニコニコ生放送の延長などといったプレミアム会員限定機能が利用可能になる[373]。
- 3月16日 - Nintendo Switch版ニコニコ動画アプリにて、コメントを削除する機能を追加[374]。
- 3月29日 - NFTマーケットプレイス「NicoFT」のサービスを開始し、デジタル資産型のクリエイター応援アイテム「ニコニコパートナーパス」 を数量限定で販売開始[375]
- 3月31日 - ニンテンドー3DS版「ニコニコ」サービス終了[376]。
- 4月19日 - ニコ生ゲームの投稿ページを開設。ゲームアツマールでの新規投稿・更新やニコニコポイント決済を停止[377]。
- 5月23日 - 実験機能としてニコニコ生放送に番組を独立した小さなウインドウで視聴することができる「ピクチャ・イン・ピクチャ」を追加[378]。
- 6月28日 - 「ゲームアツマール」サービス終了。ニコニコアプリでのゲーム内課金を停止[379]。
- 7月3日 - Android/iOS版のニコニコ動画アプリが同日配信の最新パージョンからChromecastに対応[380]。
- 7月25日 - ニコニ・コモンズを大規模アップデート。「楽曲収益化サービス」をリリース[381]。ニコニコ生放送の放送履歴をニコニコガレージに移動し、生放送マイページが終了[382]。
- 8月28日 - ニコニコ生放送に「なふだ機能」をリリース[383]。
- 9月27日 - 「ニコニコアプリ」サービス終了[379]。
- 11月1日 - ニコニコ動画にサイドメニューを追加[384]。
- 11月7日 - ニコニコ生放送の検索機能が放送者に対応[385]。
- 11月8日 - 一部のMastercardによる決済を停止[386]。
- 11月28日 - ニコニコ生放送で放送者によるNG機能をリニューアルし、匿名コメントのNGも永続化[387]。
- 11月30日 - 「ニコニコ市場」サービス終了[388]。

### 2024年
- 2月8日 - ニコニコ生放送の実験機能に「コメントガチャ」を追加。この機能の使用中に投稿されたコメントから抽選で一つのコメントを選ぶことができ、当選したコメントは放送者コメントにて表示される[389]。
- 3月1日 - ニコニコプレミアム会員料金を改定し、月額550円から月額790円に値上げ[390][391]。
- 3月15日 - American Expressによる決済を一時停止[392]。
- 3月25日 - ニコニコ動画アプリのホーム画面をリニューアル[393]。
- 5月10日 - 同日からVISAによる決済を順次一時停止[394]。
- 5月24日 - Diners Clubによる決済を一時停止[395]。
- 5月28日 - 「＠ピザ」機能が提供終了[396]。
- 6月8日 - 大規模なサイバー攻撃を受け、ニコニコ動画やニコニコ関連サイトのサービスが一時停止する。運営会社のドワンゴ、親会社のKADOKAWAのサイトが閲覧できなくなるなどの不具合も発生した[397][398]。「ニコニコ(Re:仮)」のロゴ

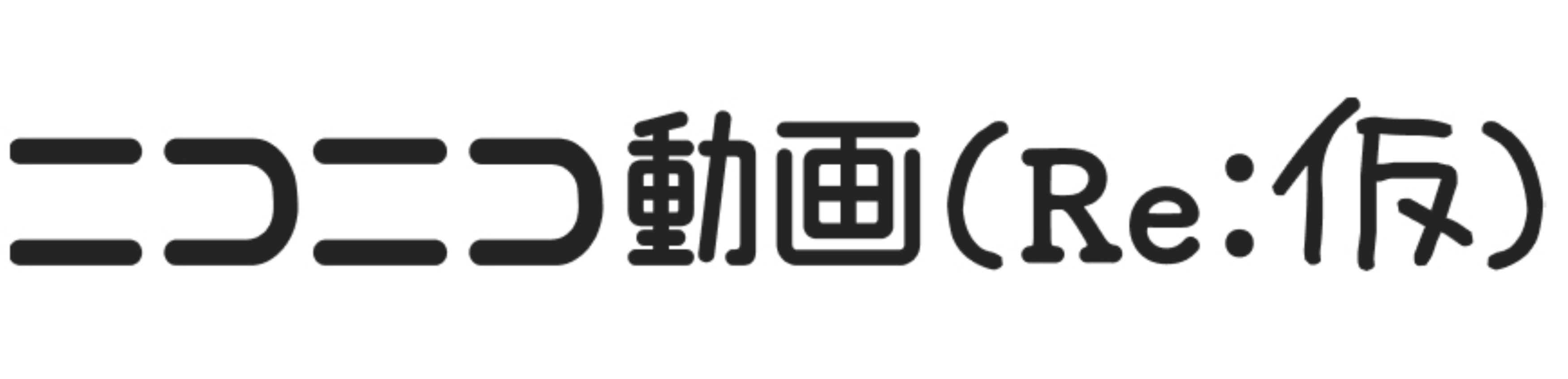
「ニコニコ(Re:仮)」のロゴ

- 6月14日 - 「ニコニコ動画（Re:仮）」リリース[397][399]。復旧までの仮サービスとの位置づけで、必要最低限の機能のみが実装された。リリース最初は2007年に投稿された人気動画が表示され、以降数日ごとに順次動画を入れ替えて表示していた。「帰ってきたニコニコ」のロゴ

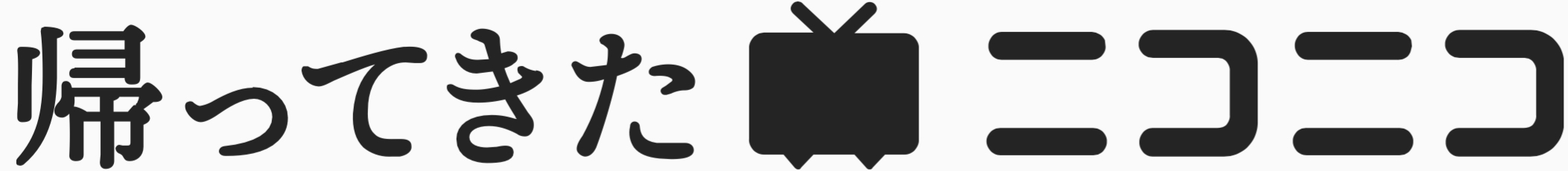
「帰ってきたニコニコ」のロゴ

- 8月5日 - 「帰ってきたニコニコ」リリース[400]。ニコニコ動画やニコニコ関連サイトのサービスを再開[401]。これに伴い、「ニコニコ動画（Re:仮）」をはじめ「(Re:仮)」としてリリースした仮設サイトは終了した[402]。ただし、ニコニコミュニティは復旧に必要なデータおよびシステム消失により、事実上サービス終了[401][403]。また、ニコレポ機能もサービスの再開が難しいとして提供を終了。
- 8月8日 - ニコレポ機能の後継となる「フォロー新着」機能をリリース。8月下旬リリース予定としてアナウンスされていたが、前倒しでの提供になった[404]。

「ニコニコ(Re:turn)」のロゴ

- 9月17日 - 「ニコニコ動画（Re:turn）」リリース。
- 10月16日 - ニコニコ生放送に「サムネイル機能」をリリース[405]。
- 10月29日 - 投稿できる動画の容量が3GBから6GBになった。また、動画投稿時のタグを設定する画面で同じタグを設定している動画数や類似しているタグの確認が可能になった[406]。
- 10月30日 - 外国・地域から一部アクセス不可能になる。
- 11月18日 - ニコニコ生放送に「合い言葉付き限定公開配信機能」をリリース[407]
- 11月21日 - 正式版「ニコる」リリース[408]。一般会員にも制限付きで利用できるようになるほか、投稿したコメントがニコられたことが通知されるようになる[409]
- 11月26日 - 「バッジ」の復旧を断念し、サービス終了[410]。

### 2025年
- 1月16日 - 同月29日をもって「ニコニコ春画」を終了し、投稿されたイラストは全て削除する、と発表した[411]。すでに投稿したユーザーにはデータを保存するよう呼びかけた[412]。ニコニコ側は社会環境や国際情勢[411]さらには海外の法令[412]を鑑みたことを背景に挙げている。
- 1月19日 - 5万3998本の動画が削除された。これに伴い減少した総再生数は9億229万1730再生である[413]。昨年10月30日に規約とガイドラインを改定し、その運用であるという説明があった[414]。
- 1月29日 - 予告通り「ニコニコ春画」は終了され、イラストは全て削除された[412]。
- 2月21日 - 約9か月ぶりにVISAによる決済を再開[415]。
- 5月28日 - 「ニコニコ(to i)」リリース[416]。

### 時期未定
- 字幕表示機能[409]
- PC版ダークモード対応[409]

## 収益
ニコニコの収益の大部分は、2007年6月入会スタートし7月に課金がスタートしたプレミアム会員収入である（2018年3月期では、ポータル事業の売上の78%がプレミアム会員収入）。その他、2007年7月にスタートしたウェブサイト上のバナーや動画上に表示される広告収入、2008年10月15日にスタートした「ニコニコポイント」からのポイント収入、ニコニコチャンネルの月額有料会員収入がある。
ニコニコの運営会社を統括するKADOKAWAは、プレミアム会員数に依存しない収益要素の強化を目指している。
サービス開始初年度である2007年9月期（2006年10月から2007年9月末）のポータル事業は売上高1億96百万円で営業損失は6億71百万円だった。
プレミアム会員と呼ばれる有料会員の獲得や、広告の募集に注力した結果、2009年12月には単月での黒字化を達成した。2010年5月13日の決算発表会で取締役の夏野剛は、2010年1-3月期に初めて黒字化を達成したと発表した。夏野は、「ユーザー投稿型の動画サービスで黒字化というのは、世界でも聞いたことがない。世界初に近いのではと考えている」と語っている。初の通期黒字化を達成した2010年9月期（2009年10月から2010年9月末）のポータル事業は売上高63億35百万円で営業利益は23百万円だった。
2018年3月通期、有料会員数の減少や新サービス投入の遅れからポータル事業が含まれるWebサービス事業は再度赤字となった。
2019年2月13日の発表によると、ニコニコチャンネルの月額有料会員数が911,759人（2018年12月現在）となっており5年で約6.5倍に増加していることが公表された。また、開設からの累計収益は5年で約30倍の総額125億1100万円となっており、プレミアム会員登録者数による収益だけに依存していない背景もある。
2020年3月通期、ポータル事業が含まれるWebサービス事業は、収益構造の改善より再度黒字となった。

## 利用者数
アカウントは登録するメールアドレスごとに発行されるため、登録メールアドレスを変えれば1人で一般会員用アカウントを複数持つことが可能である。また、アカウントごとに会員費を払えば、プレミアム会員用アカウントを複数持つことも可能であり、複数アカウント所持への制限は無い。
サービス開始から1年に満たない2007年11月の時点で、既に日本全体のトラフィックの約12分の1を占めていた といわれており、その急成長ぶりが窺える。
株式会社ジャストシステムの2017年4月の月次定点調査結果によると、10代が現在利用しているSNSサービスについて「LINE」が88%と一番多く、2番目が「YouTube」で81%となっており「ニコニコ動画」は20.0%で8番目でだった。
2025年5月30日、総務省によって株式会社ドワンゴ（サービス名：ニコニコ）が、大規模特定電気通信役務提供者（平均月間利用者数1000万人以上）に指定された。

### ID発行数の推移
- 導入 - 2007年3月
- 100万人[430] - 2007年5月16日
- 403万人（モバイル会員数60万7千人） - 2007年11月15日時点
- 982万人（モバイル会員数256万人） - 2008年10月末
- 1461万人（モバイル会員数434万人） - 2009年10月末
- 1895万人（モバイル会員数567万人） - 2010年10月末
- 2369万人（モバイル会員数687万人） - 2011年9月末
- 2946万人 - 2012年9月末
- 3626万人 - 2013年9月末
- 4320万人 - 2014年9月末
- 4706万人 - 2015年3月末
- 5541万人 - 2016年3月末
- 6832万人 - 2017年9月
- 7032万人 - 2017年12月
- 7222万人 - 2018年3月
- 7333万人 - 2018年6月
- 7583万人 - 2018年12月
- 7709万人 - 2019年3月

※2020年3月期1Qより集計方法をID発行数から退会者数・不正ID数を除いた有効会員数に変更。

### 有効会員数の推移
- 7306万人 - 2019年6月
- 7466万人 - 2019年9月
- 7638万人 - 2019年12月
- 7867万人 - 2020年3月
- 8017万人 - 2020年6月
- 8300万人 - 2020年9月
- 8413万人 - 2020年12月
- 8549万人 - 2021年3月
- 8662万人 - 2021年6月
- 8792万人 - 2021年9月
- 8903万人 - 2021年12月
- 9039万人 - 2022年3月
- 9156万人 - 2022年6月
- 9260万人 - 2022年9月
- 9367万人 - 2022年12月
- 9510万人 - 2023年3月
- 9606万人 - 2023年6月
- 9708万人 - 2023年9月
- 9796万人 - 2023年12月
- 9878万人 - 2024年3月
- 1億164万人 - 2024年9月
- 1億324万人 - 2024年12月
- 1億474万人 - 2025年3月
- 1億597万人 - 2025年6月

#### プレミアム会員数の推移
- 導入 - 2007年6月18日
- 10万人 - 2007年9月 - 10月
- 14万5千人 - 2007年11月15日時点
- 20万人 - 2008年5月24日
- 30万人 - 2009年3月16日
- 40万人 - 2009年7月25日
- 50万人 - 2009年9月19日
- 60万人 - 2009年12月12日
- 70万人 - 2010年3月5日
- 80万人 - 2010年5月14日
- 90万人 - 2010年8月3日
- 100万人 - 2010年10月13日
- 110万人 - 2011年1月
- 120万人 - 2011年4月
- 130万人 - 2011年7月12日
- 139万人 - 2011年9月末
- 150万人 - 2012年1月3日
- 170万人 - 2012年7月
- 175万人 - 2012年9月末
- 200万人 - 2013年6月22日
- 211万人 - 2013年9月末
- 223万人 - 2014年3月
- 236万人 - 2014年9月末
- 250万人 - 2015年7月28日[431]
- 253万人 - 2015年9月
- 254万人 - 2015年12月
- 256万人 - 2016年3月
- 256万人 - 2016年6月
- 256万人 - 2016年9月
- 252万人 - 2016年12月
- 243万人 - 2017年3月
- 236万人 - 2017年6月
- 228万人 - 2017年9月[432]
- 214万人 - 2017年12月[433]※2017年12月12日栗田穣崇がニコニコ代表に就任[434]
- 207万人 - 2018年3月[435]
- 200万人 - 2018年6月[436]
- 194万人 - 2018年9月[437]
- 188万人 -2018年12月[438]
- 180万人 -2019年3月
- 175万人 -2019年6月
- 171万人 -2019年9月
- 167万人 -2019年12月
- 163万人 -2020年3月
- 161万人 -2020年6月
- 159万人 -2020年9月
- 157万人 -2020年12月
- 153万人 -2021年3月
- 148万人 - 2021年6月
- 147万人 - 2021年9月
- 143万人 - 2021年12月 ※2021年10月7日ユーザーブロマガ、2021年11月30日ニコニコ動画モバイルサービスの提供を終了
- 140万人 - 2022年3月
- 137万人 - 2022年6月
- 136万人 - 2022年9月
- 134万人 - 2022年12月
- 131万人 - 2023年3月
- 130万人 - 2023年6月 ※ゲームアツマールの提供を終了
- 128万人 - 2023年9月 ※ニコニコアプリの提供を終了
- 125万人 - 2023年12月 ※2023年11月8日一部Mastercardでの有料会員支払い一時停止の影響
- 117万人 - 2024年3月末 ※2024年2月29日OCNニコニコ動画プレミアムの提供終了、2024年3月1日ニコニコプレミアム会員料金を改定（値上げ）、2024年3月15日アメリカン・エキスプレスでの有料会員支払い一時停止の影響
- 108万人 - 2024年9月末 ※2024年5月10日Visaでの有料会員支払い一時停止、2024年6月6日ダイナースクラブでの有料会員支払い一時停止と自動解約、2024年6月～8月大規模サイバー攻撃によるサービス停止の影響、ニコニコミュニティの提供を終了
- 107万人 - 2024年12月末 ※2024年10月30日規約改定と海外アクセス制限の影響
- 98.9万人 - 2025年3月末 ※2025年1月29日ニコニコ春画の提供終了。2025年2月28日一部Mastercardでの自動解約の影響
- 99.4万人 - 2025年6月末

## バージョン
サイトには「ニコニコ動画（β）」のようにバージョンが付随しており、バージョン名の更新とともに、サイト構成の大幅な見直しや新機能の追加がまとめて行われている。歴代のバージョンは以下のとおり。
| 順番 | 名称       | 開始日         | 終了日         | 新機能・サービス | 備考 |
| ---- | ---------- | -------------- | -------------- | --- | --- |
| 1    | 仮         | 2006年12月12日 | 2007年1月15日  | - YouTubeとAmebaVisionにアップロードされている動画ファイルにリンクして表示する機能 - 引用した動画の画面上にコメントを付ける機能 - コメント表示のコマンド機能 - コメント数ランキング機能 - ニコニコ動画開発ブログの開設 - 閲覧数ランキング機能 - ブログ向けに動画の埋め込みコードを提供 - 視聴履歴機能 - サイト内の動画の検索機能      | ニコニコ動画（仮）は、ニワンゴビデオの仮のサービス名だったことに由来。そのため、niwavideo.jpでもアクセスすることができた。 ニコニコ動画普及委員会の運営で開始。 |
| 2    | β          | 2007年1月15日  | 2007年2月24日  | - 笛のおにいさんFooさんによる笛の演奏をバックに削除アナウンスが流れる削除動画の演出 - フォト蔵にアップロードされている動画ファイルにリンクして表示する機能 | 運営会社がニワンゴと表記される。 |
| 3    | γ          | 2007年3月6日   | 2007年6月18日  | - アカウント機能（完全登録制に移行） - 動画投稿機能（SMILEVIDEO） - 動画タグ機能 - マイページ機能 - マイリスト機能 | |
| 4    | RC         | 2007年6月18日  | 2007年10月10日 | - プレミアム会員 - ニコニコ市場（仮） | （RC）はRelease Candidateの略。 |
| 5    | RC2        | 2007年10月10日 | 2008年3月5日   | - ニコニコ割り込み - ニコスクリプト - 投稿者専用コメント機能 - 投稿者によるコメント編集機能 - フィルター機能 - NG設定機能 - 公式生放送 | |
| 6    | SP1        | 2008年3月5日   | 2008年7月5日   | - ニコニコ大百科 - ニコニコ外部プレーヤー | |
| 7    | 夏         | 2008年7月5日   | 2008年10月1日  | - ニコニコミュニティ - ニコニ・コモンズ - ニコ割アンケート | （夏）の読みは「サマー」。 |
| 8    | 秋         | 2008年10月1日  | 2008年12月5日  | - ユーザーニコ割 - ニコニコポイント - ニコニコメダルゲーム(仮称) - ai sp@ce | |
| 9    | 冬         | 2008年12月5日  | 2008年12月12日 | - ニコニコチャンネル | 次のバージョン（ββ）の新機能を先行で搭載したつなぎのバージョン。 |
| 10   | ββ         | 2008年12月12日 | 2009年10月29日 | - 過去ランキング閲覧機能 - ユーザー生放送 - ニコニコ広場 - ニコニコ直販 - ニコニ広告（ユーザー広告） - タイムシフト機能が公式生放送に対応 | （ββ）の読みは「ダブルベータ」。（β）の頃の原点に立ち戻ることを目指して名付けられた。 なお、2009年4月1日はエイプリルフール企画としてニコニコ動画（βββ）が稼働された。 |
| 11   | 9          | 2009年10月29日 | 2010年10月29日 | - 世界の新着動画 - ニコニコ静画 - ニコニコ実況 - ニコ生クルーズ - ニコニコDVD - ニコニコ遊園地 - ニコニコ電話（公式放送でのみ） - タイムシフト機能がユーザー生放送・チャンネル生放送に対応 - 一部機器においてHTML5に対応 - ニコニコで漫画を描いてみた - ニコゲー                                                                      | （9）の読みは「キュウ」。9番目のバージョンであることに由来する。 稼動終了後もしばらくはユーザー単位で（9）へのバージョン切替ができるよう動作していた（動作未保証）。 |
| 12   | 原宿       | 2010年10月29日 | 2012年5月1日   | - ニコニコ動画総合トップを新設 - ニコニコニュース総合ランキングを新設 - スタンプ（2019年3月12日終了） - フレンド機能 - ニコニコアプリ - ニコニコ春画 - ニコルソン - ニコニコアプリ - ニコニコ静画（電子書籍） | ニコニコ本社を原宿に設立することに因む。 2011年7月5日まで各ユーザーで旧バージョン（9）と（原宿）の切替・選択が随時可能であった。 |
| 13   | Zero       | 2012年5月1日   | 2012年10月17日 | - ニコる（サービス終了、2019年8月復活） - NicoSound - Nsen - タイマー公開機能 | 原点回帰をメインテーマとしている。旧バージョン（原宿）とZeroとの切替・選択が随時可能。前回のバージョンアップと違い強制アップデートされない仕様となっている。 当初はプレミアム会員のみがバージョンを切り替えできたが、2012年7月31日より一般会員でも切り替えが可能となった。 新規ユーザーや非ログイン時のバージョンは、2012年12月20日までは標準で（原宿）となっていた。 |
| 14   | Q          | 2012年10月17日 | 2013年10月7日  | - ニコメンド | Zeroをベースに使いやすく改善。zero（0） に「毛が生えた」程度の小さな変更を加えたことから名付けられた。『ヱヴァンゲリヲン新劇場版:Q』とのコラボレーション企画も行っている。旧バージョン（原宿）に戻す機能も継続された。 |
| 15   | GINZA      | 2013年10月7日  | 2018年6月28日  | - 動画プレーヤーと生放送プレーヤーの背景画像（ウォール）を変更する機能 - 動画視聴ページのHTML5版 - ニコニ立体 - NicoBox - ニコルン - ニコナレ（2019年8月15日にサービス終了） - タグレポ - niconico event+ - RPGアツマール - マストドン、（friends.nico） - ニコニコまとめ（2019年5月22日サービス終了） - バーチャルキャスト - Nアニメ | 東京の銀座が由来（ドワンゴ及びニワンゴが同年7月に本社を銀座・歌舞伎座タワーに移転している）。 「ニコニコ史上もっとも些細なバージョンアップ」としている。長く続いた、旧バージョンの（原宿）に戻す機能は2013年12月3日に提供を終了し、このバージョンに完全に統合された。 |
| 16   | く         | 2018年6月28日  | 2020年8月9日   | - バッジ（スタンプのリニューアル版） - ニコニコQ - nicocas（後に生放送アプリにリニューアル） - カスタムキャスト - N Air - ギフト機能 - ニコニコ新市場 - 生放送クルーズ - エモーション - 二次会会場 | くはクレッシェンドの意味。2017年4月に発表された。当初の予定では同年10月に開始予定だったが、同年11月28日の発表会でリリース日時を延期すると発表され、翌年6月28日に「ニコニコ動画（く）–ニコニコ生放送（く）」がリリースされた。リリース日には動画や生放送のトップページ等が大幅に変更された。 |
| 17   | Re         | 2020年8月9日   | 2022年12月12日 | - かんたんコメント機能 - いいね！機能 - アナリティクス機能 - コメントフィルター機能 - ニコニ貢献 - クリエイターサポート | （Re）の読みは「アールイー」。名称はユーザーから公募。2020年6月に発表された。「ニコニコを、誰もがわくわくどきどきできる、今の時代にあった遊び場へリメイクする」ことをテーマとしている。ニコニコ動画やニコニコ生放送では諸機能の追加やマイページのリニューアルが7月27日に実施された。ニコニコネット超会議2020夏が開幕する8月9日16時にリリースされた。 また、今回のバージョン変更以降「ニコニコが目指す未来を表現する【年号】のような役割で、その時代のニコニコの姿を象徴するような存在として位置付けている」と後日発表した。 |
| 18   | eR         | 2022年12月12日 | 2024年6月14日  | - NicoFT | （eR）の読みは「イーアール」。2022年10月に発表された。「～する者」という意味の接尾辞「er」から取られており、何かを創る人の「-er」（Singer、Dancer、Streamer、Painter、Writer、Designerなど）とそれを応援する人「-er」（supporterなど）に共通することから「創る人もそれを応援する人も『全員が主役』である」という想いが込められており、さらに「Re」を「eR」に反転させることで、前バージョン名である(Re)に込められた「Remake」「Restart」を経て、ニコニコが次のステップに進んでいくことも表している。 |
| 19   | Re:仮      | 2024年6月14日  | 2024年8月5日   | - つりっくま | （Re：仮）の読みは「りかり」。大規模サイバー攻撃による前バージョン（eR）のサービス停止を受け、開発チームが3日で開発したバージョン。サービス開始時のバージョン（仮）と同様に動画視聴とコメントの必要最低限の機能を実装したシンプルな構成となっていた。負荷を考慮して、ユーザーは過去の投稿動画からテーマに沿って機械的に抽出された複数の動画より、見たい動画を選び視聴する。公開される動画テーマは、運営側が定期的に入れ替えを行った。 このほか、ニコニコ生放送で公開されていたゲーム「つりっくま」に一人用モードを新たに実装しページ内に設置されていた。動画の投稿機能や検索機能は無かったが、動画の説明文やタグも表示されるのを利用し、検索用外部サイトを有志が制作する形で支援が行われていた。なお、投稿されるコメントは「Re：仮」用に一時的に確保されている仕様であり、次期バージョンになる際には記録されたコメントは引き継がれなかった。 |
| 20   | 帰ってきた | 2024年8月5日   | 2024年9月17日  | - サイトリニューアル | 正式名称は「帰ってきたニコニコ」であり、初めて「ニコニコ」より前にバージョン名を表す文言がついた。 2024年7月26日19時頃、サービス復旧と同時に新バージョンになることが発表され、8月5日15時頃に正式に新バージョンを発表した。元々は2024年2月に同年9月下旬のリリースを目指すと告知されていたものだったが、サイバー攻撃を受けて提供を前倒しした。 |
| 21   | Re:turn    | 2024年9月17日  | 2025年5月28日  | - 名称変更のみ | （Re:turn）の読みは「リターン」。2024年9月17日にニコニコ動画復活祭にて発表された。名前には、「もう一度文化を戻していく、文化を復活させていく」という意味が込められている。 |
| 22   | to i       | 2025年5月28日  |                | | （to i）の読みは「トゥーアイ」。 |

## 機能

### 視聴
基本無料でログインしていない状態でも視聴することができる（仮、β、2018年2月28日以降）。ただし、コメント投稿などには会員登録が必要。

#### エコノミーモード
ニコニコ動画が混雑する時間帯（平日：18:00～26:00、土曜日・日曜日・祝日の12:00～26:00）に、無料の一般会員やログインしていない状態でニコニコ動画を視聴する場合、niconicoの回線帯域の節約のため、低ビットレート（エコノミーモード）での視聴となる。
エコノミーモードは、画質や音質を落とすためにニコニコ動画のサーバサイドで再エンコードされた動画が再生されるため、動画によっては、まれに音ずれする、動画の再生時間が短くなる、さらに珍しいケースとして画面がモザイク状に乱れるなどの現象まで起こる場合がある。
エコノミーモードへの切り替えは当初は19時から行われていた。2009年2月より時間帯が拡大され、平日が18時から、休日は12時からとなった。2010年1月23日には休日の開始時間をさらに早め、10時からになった。
2024年3月1日、サービスの大幅刷新に伴い廃止。また、一般会員および非ログインユーザーが選択可能な最大画質が720pに緩和される。

### コメント機能

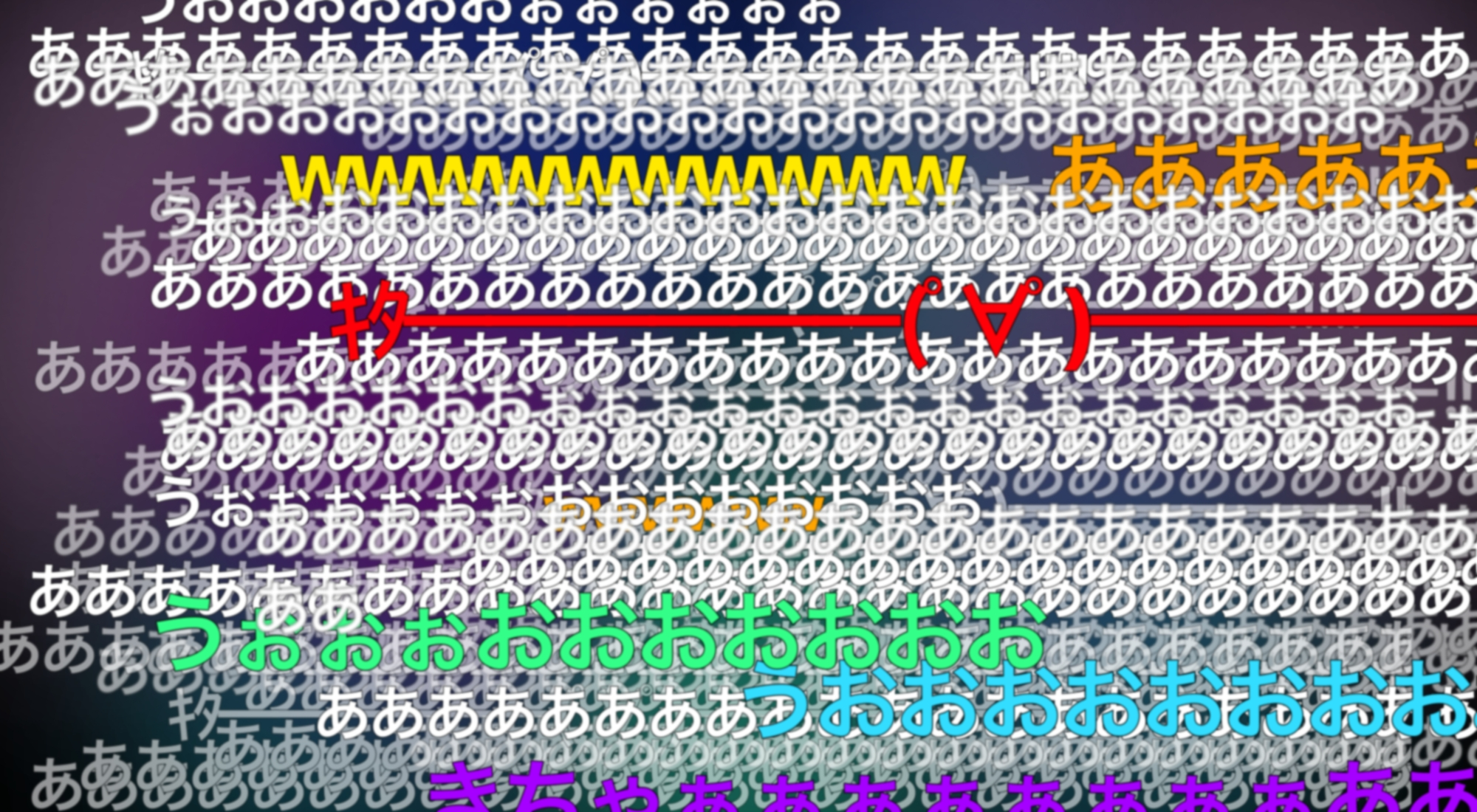
「弾幕」のイメージ

閲覧者は、再生中の動画に対して再生画面上にコメントを書き込むことができる。コメントは、現在再生しているタイミング（時間軸）に対して投稿することができ、それ以降に動画が再生された際は、そのタイミングから画面の右から左に3秒間横切る形で表示される（後述のコマンド機能により画面の上下に字幕のように表示させることも可能）。この独特のコメント機能がニコニコ動画の最大の特徴であり、ドワンゴは特許を取得している。2023年には特許侵害の裁判が知財高裁で行われ、ドワンゴが勝訴、FC2が敗訴した。又2025年での最高裁でも特許侵害が認められ，結果は前述と同じものとなった（最高裁は，FC2動画の配信停止と1億1000万円余りの賠償を命令した）。
コメントの表示タイミングは、書き込まれた現在時刻に関係なく、すべて「動画内の時間軸」で扱われる。そのため、コメント投稿そのものに時間差があっても、動画上では書き込まれた時と同じタイミングで表示される（自分の投稿とそれ以前・以後に書き込まれたコメントが並存する）ことになる。その結果、閲覧者はチャットや掲示板のような時系列とは異なり実時間を超越して擬似的に時間を共有することができる（運営側はこれを「非同期ライブ」と名づけている）。メディアの分類方法として、情報の送信されるタイミングと受信側に届くタイミングのギャップの有無により「同期型（ギャップなし）」「非同期型（ギャップあり）」に分けるものがあるが、ニコニコ動画のコメントの場合は「実際にはコメントが投稿される時刻とそれが別の利用者に読まれる時刻は異なる（非同期）が、動画の再生時間上では同一のタイミングでそのコメントが投稿される/読まれることになるため同期的であるかのように錯覚する」という意味で、「擬似同期」の性質を持っていると論じられることがある。コメントに時間の概念を導入したことで、ニコニコ動画は従来の動画投稿には無い「利用者同士の一体感」を獲得することに成功している。コメントを駆使して作成したアスキーアート（AA）で投稿動画を彩ったり、「歌ってみた」カテゴリ動画に歌詞を表示したりといった職人と呼ばれる存在もある。動画の中でも特に盛り上がる場面では、画面を覆い尽くすほど大量のコメントが一斉に書き込まれることもあり、これらを弾幕と呼ぶ。
コメントは動画上にかぶさって表示されるため、邪魔に感じる場合は「コメント非表示」をチェックすることにより、その動画に関するコメントを非表示にすることができる。標準設定は「表示する」であり、コメント非表示設定は記憶されない（プレイヤー上では「忘れっぽいです」と注意書きされている）。
書き込まれたコメントが一定件数を超えると、古いコメントから順に表示されなくなるが、「マイメモリー」に動画を登録することで、その時点のコメントを保存できる。保存したマイメモリーの閲覧時には、任意のコメントの表示・非表示を設定することも可能である。
（γ）まではコメントに投稿者の名前を付加することができたが、気軽にコメントするユーザーが大半であったため、ハンドルネームを付加するユーザーはごくわずかであった。そのため、この名前欄は、「ニコニコ動画（RC）」サービス開始と同時に廃止された。

#### コマンド機能
通常のコメントは白色の文字が動画上を右から左へと流れていく。コマンド機能を併用することで文字色や文字の大きさ・表示方法などを数種類から選び、その動画の好きな位置に自由にコメントを行うことができる。コマンドはコメント入力欄の左側にあるボックスに入力（「big」「red」「ue」など）し、位置や色といった異なる属性同士であれば併用もできる。一般会員が使える色は8色だが、プレミアム会員（有料会員。詳細は後述）はHTMLカラーコードにより全色使える。
これを応用することで、コメントを利用して動画に字幕をつけることができる。また、コマンドと特殊文字（Unicode）などを複雑に組み合わせてイラストや巨大な文字が作られることもあり、これはアスキーアート（AA）にちなみ「コメントアート」（CA）と呼ばれる。CAには、アニメーション機能が付加されている場合もある。

#### 投稿者コメント
自分が投稿した動画に対し、投稿者自身が特別なコメントを付けることができる。投稿者専用コメントは通常のコメントと区別され、コメント表示数を超えても表示されなくなることがなく、表示期間を設定することも可能である。投稿者専用コメントが使われている動画は当初、プレミアム会員と動画投稿者のみが視聴できたが、現在は一般会員も視聴できる。

#### フィルター機能
自分の投稿した動画に書き込まれた特定の単語を、ユーザーが任意で設定した他の単語に置換（例：「田中」→「佐藤」、「u」→「ｳｯ-ｳｯ-ｳﾏｳﾏ」など）することができる機能。

#### ニコスクリプト
投稿者・利用者共に使用できる「ニコスクリプト」が搭載されている。この機能を使うことで、コメント機能を使った投票を行ったり、動画の一部に穴を空けてコメントで動かすことができるなど、コメント機能を使った遊びなどが実現できる

#### NG設定
特定の言葉を含んだコメントや、特定のユーザーが書き込んだコメントを非表示にすることができる機能。表示したくない言葉、暗号化されたユーザーIDやコマンドを設定（両者の合計で最大20件、プレミアム会員は最大100件）することで、設定した言葉を含むコメント、特定のユーザーのコメントを非表示にすることができる。コメント非表示とは違い、自分が不快に思うコメントのみを非表示に出来るというメリットがある。

#### コメントの表示件数
動画上のコメントは、サービス開始以来に書き込まれた全てのコメントが保存されており、動画の削除や時間の経過、件数によって消えることはない。ただし、一度に表示される件数は動画の長さによって制限されており、それを超えると、古いコメントから順に表示されなくなる。プレミアム会員であれば「過去ログ」機能により、任意の日時を指定することで古いコメントの閲覧が可能である（一度に表示されるコメント数は通常と同じ）。
コメントの最大表示件数は、何度か仕様変更が行われている。
- サービス開始当初は、書き込まれたすべてのコメントを表示していた。
- 2006年12月19日より、表示されるコメントが最新250件までに制限された。
- 2007年1月5日より、表示されるコメント数が動画の長さで段階的に切り替わるようになった。1つの動画につき、5分未満で最新250件、5分以上10分未満で最新500件、10分以上で最新1000件のコメントまでが表示されるようになった。
- 2008年2月1日15時より、2分半未満の動画において、表示されるコメントが最新100件までに制限された。この仕様変更については、ユーザーから「厳しすぎる」という意見が多く挙ったため、3日後に緩和されることとなった。
- 2008年2月4日17時より、コメントが最新100件に制限される動画の長さが1分未満に緩和され、1分以上2分半未満の動画は、これまでの250件に戻された。
- 2010年12月22日より、表示されるコメントが「1分ごとに最新100件」に変更された[472]。従来の「動画全体で最新○件」とは異なり、動画の時間軸を1分ごとに区切り、その中でそれぞれの最新100件が取得される[473]。そのため、特定の時間帯にコメントが集中し偏ってしまうことがなくなったうえに、4分、9分といった中途半端な長さの動画や、10分を大幅に超える長い動画でも、一定のコメント密度が保たれるようになった。この仕様変更が行われて以降でも、動画プレイヤー上のメニューで「コメントを減らす」のチェックを入れておくことで、以前と同じ仕様でコメントを取得することが可能である。
- 2011年2月3日より、新仕様の「1分ごとの最新100件」とそれ以前の仕様「動画全体の最新100 - 1000件」の両方のコメントを混ぜたものが表示されるようになった[474]。これにより、たとえば10分ちょうどの動画では、状況により最大1900件のコメントが表示されるようになり、新仕様で逆に消えていたコメントも全て仕様変更以前通りに表示されるようになった。

#### コメントの傾向
投稿されるコメントの内容には、インターネットなどで用いられるスラングがしばしば見られる。

#### 脆弱性を突いた荒らし
2007年4月上旬頃より、何らかの不正なツールを使った攻撃により、閲覧数やコメント数などを大幅に増やしランキングの順位を操作する行為が行われていることが発覚し、この影響により再生回数とコメントがリセットされた動画が存在する。
同時期には、投稿用のURLを用いた投稿動画の異常増殖・重複投稿事件が発生しているが、これらのような不正な行為を行うとアカウント削除の対象になると運営側は警告している。

#### ニコニコ活動ガイドライン（コメントの削除）
悪質なユーザーには、動画再生ページの下に設けられた「不適切なコメントを通報する」というリンクから、2ちゃんねると同じスレッドフロート式の「削除依頼掲示板」にアクセスすることができ、問題のあるコメントの削除を依頼することができる。削除依頼掲示板には原則として、コメント削除などの権限を持った「ひっそり削除人」というハンドルネームのスタッフが常駐しており、削除と判断された場合、掲示板への書き込みから短時間で「対応しました」という定型の返信とともに対処される。また、この掲示板ではコメント機能以外を使った悪質行為も報告可能で、運営の判断によってコメント機能を一時的にあるいは長期的に停止される対処が行われることもある。この機能は荒らし行為ばかりでなく、「死ね」等といった誹謗中傷コメントや不適切なタグにも対応することができる。これらは掲示板上で行われている性質上、報告内容を含め全ユーザーに公開されている。
また、動画の投稿者は「コメント編集」の権限を持っており、任意のコメントを非表示（事実上の削除）にすることができる。ただし、運営者による削除とは違い、コメントデータに非表示のフラグが立つだけなので、あくまで動画プレイヤー上において非表示になるだけである。そのため、一度非表示にしたコメントを元に戻したり、サーバから受け取る生のテキストデータを見ることで非表示にされたコメントの内容を参照したりすることができる。
しかし、それでもユーザーが増えるにつれて動画のコメントが荒れることが多くなったのを受けて、運営は2015年10月1日、ユーザーの皆さまへと題しニコニコ活動ガイドライン策定を発表した。ニコニコ活動ガイドラインにより、誹謗中傷を初めとした運営者が運営上問題があると判断した場合も、コメントの削除が行われる場合があると発表された。

### ニコる

#### 概要
気にいった動画やコメントなどに対し「いいね!」の要領で押すことができる機能。ニコニコ動画：ZEROで追加され、2015年6月18日に廃止、2019年8月29日にリニューアルの上復活した。一部利用者に人気があり、廃止された際には「疑似ニコる」という再現ソフトまで制作された。

#### 経緯

##### 旧ニコる
- 2012年4月27日 - ニコニコ動画の新サービス先行記者発表会にて「ニコる」サービスの提供を発表[483]。
- 2012年5月1日 - 「ニコニコ動画:Zeroニコ生放送:Zero」のリリース（プレミアム会員先行）と同時に「ニコる」ボタンのサービス開始。
- 2015年5月28日 - 6月18日14時頃に「ニコる」サービスを終了（新規追加、ニコるによる色変更、マイページ内の総ニコられ数の表示を廃止）することを発表[484]。
- 2015年6月18日 - 14時頃にサービス終了。（マイページ内のニコる・ニコられ履歴は以後も閲覧可能）
- 2015年10月8日 - ユーザーが「ニコる」サービスの一部機能を再現し、「類似ニコる」という名でGoogle Chromeプラグインとしてリリースした。
- 2017年4月19日 - ドワンゴが同日にリリースした Mastodonインスタンス「friends.nico」にて、お気に入りがユーザーの要望により「ニコる」へと変更された[485]。

##### 新ニコる
- 2018年4月28日 - ニコニコ超会議2018にて運営責任者である栗田穣崇がTwitterにて、「ニコる」が新しい仕様での復活を予定していると発表した[486]。（過去にニコった・ニコられ履歴が見られなくなることとなった）
- 2019年3月11日 - ニコニコ運営生放送にて PC版ニコニコ動画で「ニコる」が復活することが発表された[487]。
- 2019年8月29日 - 「ニコる」α版がリリースされた（プレミアム会員限定にて提供開始、PC版ニコニコ動画 HTML5プレーヤーのみ使用可能）[488]
- 2019年10月3日 - 「ニコる」β版がリリースされ、動画プレーヤーにて流れているコメントに直接ニコれる機能、ニコるを取り消せる機能が追加された。また、コメントリスト上でニコられた回数が表示されるようになった。なお、ニコられたコメントが動画上でも目立つ機能は検討の結果導入が断念された[489]。
- 2020年9月1日 - 動画投稿者がコメントをニコった場合、投稿者にコメントをニコられたことが表示されるようになり、コメントが長期間表示されるようになった[490]。
- 2022年6月4日 - 現取締役の栗田穣崇がTwitter上での視聴者のニコるの一般開放についての質問に対して「ニコるを一般開放すると工作の対象になり得るので今のところ予定はありません」と返答している。
- 2024年11月21日 - 正式版リリース（コメントがニコられたことを知らせる通知機能を搭載、一部の機能を一般会員に開放予定）

#### 旧ニコると新ニコるの違い
2012年から2015年までサービス提供されていた「ニコる」（以下「旧ニコる」）と2019年からサービス提供されている「ニコる」（以下「新ニコる」）には機能に違いがある。
| 内容                                         | 旧ニコる                                                                 | 新ニコる |
| -------------------------------------------- | ------------------------------------------------------------------------ | --- |
| 対象のサービス                               | ニコニコ動画・コメント・タグ・ニコニコ市場の商品・ニコレポ・動画レビュー | 動画のコメントのみ |
| ニコられる場所                               | コメントパネル上・動画プレーヤー上・コメント一覧上                       | コメントパネル上（動画プレーヤー上やコメント一覧上は今後のアップデートで追加予定）                                     |
| ニコられたコメント                           | 文字の色が変わる                                                         | 背景の色が変わる |
| 同じコメントに関するニコる                   | 可能                                                                     | 不可能 |
| ニコられた回数の多いコメントに対する機能     | 特になし                                                                 | 動画上に残りやすい（「旧ニコる」でも動画上に残りやすいと言われていたが都市伝説・デマであり、「新ニコる」にて正式採用） |
| マイページからどのユーザーにニコられたか確認 | 可能                                                                     | 不可能 |
| ニコられた・ニコった履歴の公開               | 公開か非公開か選べる・強制的に公開                                       | 非公開 |
| ニコられた通知                               | あり                                                                     | あり |

### 検索機能
検索機能では、動画につけられているタイトルや説明文中のキーワード、およびタグを元に動画の検索ができる。検索結果は投稿日時、再生回数、最新コメント日時などのそれぞれで昇順、降順にソートすることが可能である。（夏）バージョンまでは、「きまぐれ検索」というニコニコ動画に登録されている動画を任意に抽出して検索する機能もあった。

### タグ機能・カテゴリ機能
各動画には説明文のほか、タグと呼ばれる動画の内容を指し示す検索用キーワードを10個まで登録することができる。タグの導入により似たような動画を容易に探せるような仕組みになっている。タグは2008年5月より導入された「ニコニコ大百科」と連動しており、そのタグに関する解説や経緯、そのタグをつけられた代表的な動画などを知ることができる。
ニコニコ動画では動画投稿者だけではなく閲覧者も自由にタグを登録することができるのが特色である。本来は検索機能として用いられるタグだが、動画の内容に絡めたタグ付けやニコニコ特有のタグ付け（「才能の無駄遣い」や「孔明の罠」など）も多く見られ、独自の異彩を放っている。利用の実態としては、検索のための分類というより、その動画の見所をユーザーに教える役割を果たすこともあり、タグ同士でユーザーのコミュニケーションに使われることもあり（会話するタグ）、同じ素材（例えば「歌ってみた」「アイドルマスター」などの人気ジャンルに属する無数のサブジャンル）を扱った動画や同じ投稿者による動画に対して閲覧者の間で自発的にタグが発明され、より深い検索のニーズに応えている側面もある。
しかし、この仕組みが災いし、タグ付けが検索の妨げとなってしまうメタ・ノイズや、タグを用いた他者の誹謗中傷などの荒らしの発生にしばしばつながってしまう。特に注目を集める動画やランキング上位の動画においては、閲覧者らが自分のふさわしいと信じるタグ付けとタグ削除を相互に争うように行う「タグ戦争」と呼ばれる現象も発生する。これはオンライン百科事典のウィキペディア上で起こる「編集合戦」と類似した現象である。荒らし回避のため、あるいは著作権上問題のある（もしくは規約に抵触するおそれのある）動画が削除されるのを防ぐため、意図的にタグを付けない事もある。情報工学者の伊藤聖修は、有限個（最大10個）のタグしかつけられないがゆえに、時間の経過にしたがってタグ戦争による「淘汰」が起こり、より優秀なタグが生き残るようになるのだと指摘する。濱野智史はタグ戦争の過激化で他の既存の動画にも当該タグがばらまかれ、それら新たなタグを付与された動画に対する解釈の可能性が増大することを指摘している。
閲覧者によるタグ削除（削除荒らしなど）への対処として、動画投稿者の設定により最大5個のタグをユーザーによる削除を不可能にするタグロック機能がある。
特定ワードのタグ（「ゲーム」「エンターテイメント」「料理」「音楽」など）は「カテゴリタグ」と呼ばれ、動画のカテゴリとして扱われる。メインのカテゴリは動画投稿者がそのタグをロックすることでのみ設定可能で、カテゴリ別ランキングの集計対象となる。当初はメインカテゴリ1つのみ登録可能だったが、「アイドルマスター」「東方」「VOCALOID」などのカテゴリが新設された際に、「アイドルマスター」「ゲーム」や「VOCALOID」「音楽」など、従来行われていたタグの組み合わせ登録が不可能となってしまったため、検索専用としてサブのカテゴリタグを最大2つ指定可能となり、合計3つのカテゴリタグを登録できるようになった。
動画のタグは、「続き→sm123456」のように、しばしばユーザーが他の動画へ案内するのにも用いられる。このような動画IDを含むタグをクリックした場合、タグの検索ページにその動画へのリンクが「もしかして」として表示される機能も備わっている。
また、タグは各言語版それぞれに異なるものを持っており、日本語版から見た海外版のタグを「海外タグ」と呼ぶ。他言語版のサイトが出来た当初は海外タグの閲覧も可能だったが、現在は日本語版からの閲覧は出来ない仕様になっている（ニコニコ大百科の動画記事ページ、およびそのほかの言語間では閲覧可能）。他言語版のタグはその言語のサイトにアクセスしない限り編集出来ない。

#### ニコニコ大百科
ニコニコ動画のタグからリンクされているオンライン百科事典。

### マイリスト機能
マイリスト機能は、お気に入りの動画などを複数登録してリスト化できる機能である。マイリストは、他の利用者に公開することも可能。ブックマークとしての個人利用のほか、動画投稿者が自分の投稿作品をリストアップする目的で公開する使われ方も多い。RSS機能を搭載している。また、閲覧している動画に登録されている公開マイリストを検索する機能や、特定のマイリストが更新された際にメールで通知する機能（メール通知機能は2009年10月1日にサービス終了）もある。
マイリストの登録人数は、再生数やコメント数とは違い不正行為で数字を増やすのが困難であることや、動画閲覧者の評価が反映されやすい（ユーザーが気に入らない動画であれば、再生やコメントはされてもマイリストに登録されることがないため）ことから、後述のランキング機能などで動画の人気を示す指標としても用いられている。2010年9月8日にはマイリストの連続再生機能が同月14日にはランダム再生機能がテスト実装され、9月中には正式実装される予定。

### ニコニ広告
「ニコニ広告」は、ユーザーがニコニコポイントを使って好きな動画を宣伝できる（ユーザー広告）サービスで、お気に入りの動画や、自分が投稿した動画を宣伝することができる。なお、宣伝した動画には、動画の最後に宣伝者の名前がテレビ番組の提供クレジット風に表示される。詳細は「ニコニ広告」を参照。

### 動画投稿機能
ニコニコ動画の動画投稿は、PC版niconicoと、スマートフォンブラウザ版niconicoから行うことできる。
（β）バージョンまでは、ニコニコ動画自体は動画アップロード機能を備えておらず、YouTube・AmebaVision・フォト蔵の動画共有サイトに投稿された動画からの引用のみに対応していた。当時は事実上、サイト上の大半の動画がYouTubeのものであった。しかし、ニコニコ動画からYouTubeのサーバーへのアクセスを完全に遮断されたため、（β）としてのサービス終了を余儀なくされ、（γ）としての再開時には対応を完全に打ち切った。ここで、その代替として用意されたのが前述のSMILEVIDEOである。なお、YouTube側はアクセスを遮断した理由に関して公式な発言をしていないが、ニワンゴはYouTubeのサービスに「ただ乗り」し、動画を直接参照する形でサービスを開始し、人気とともにアクセス数やトラフィックが爆発的に上昇したため、YouTubeのサーバに多大な負荷がかかってしまったことが理由と推測している。
また、（RC）バージョンの途中まではAmebaVisionにアップロードされた動画にも対応していたが、2007年10月1日に行われたメンテナンスを機に、運用上の理由から対応を終了した。サイバーエージェントによると、SMILEVIDEOに規約違反の動画（違法なものや、わいせつなものなど）をアップロードしアカウントを停止されたユーザーが、その逃げ口として「AmebaVisionのアカウントを取得し、再び問題のある動画をアップロードする」という使われ方が横行したことを終了の理由としている。同様に、フォト蔵の動画にも対応していたが、2008年5月28日のメンテナンスに伴い新規投稿の受付を終了した。
（β）バージョン開設から2010年10月29日までは、動画のアップロードおよびアップロード済動画の管理のシステムのみ「SMILEVIDEO」という別ドメイン（smilevideo.jp）のサイトに分かれていた。SMILEVIDEOはニコニコ動画専用の動画投稿サイトであり、そのサイト自体には動画を視聴する機能は一切無く、アップロードされたすべての動画が自動的にニコニコ動画に登録されるシステムとなっていた。SMILEVIDEOとして分離していたすべての機能と投稿動画は、現在はニコニコ動画上の「ニコニコマイページ」に統合されている。
動画数や利用者数の規模が拡大して既存のシステムでの運用コストが増加したことに加えて、Flash廃止の流れや利用者環境が多様化したことをうけて、2015年から2016年にかけて動画配信インフラストラクチャーの再設計が行われた。新たな配信システムであるDwango Media Cluster(DMC)は、2016年8月に一部のユーザが投稿した動画に対して適用が開始され、2016年12月までに全てのユーザが投稿した動画に対して適用されるようになった。
投稿した動画は、サーバー側で必ず再エンコードされる。そのため、オリジナルファイルを投稿するのが最も高画質となる。

#### 動画上書き修正機能
プレミアム会員のみ、動画の公開から24時間以内であれば内容を修正した動画を上書きする形で再投稿することができる。上書きされた動画については、修正前に行われたコメントや視聴者数は引き継がれる。機能を利用した動画は修正済みの旨が別個表示される。
一度投稿した後、再び上書き修正機能を利用する場合、1時間空ける必要がある。

### バッジ
バッジとは、ニコニコ内で特定の条件を達成すると獲得できる達成の証である。

#### 概要
獲得したバッジは自分のマイページから閲覧することが可能。同様の機能として「スタンプ」があるが、バッジはそのリニューアル版であり、スタンプの新規発行は2019年3月12日をもって終了した。なお、すでに獲得していたスタンプは引き続きマイページで閲覧可能。

##### 改善点
- 発掘にかかわる機能を強化。
  - バッジを獲得した理由になった動画やユーザーが閲覧可能に。
  - 発掘において果たした役割が可視化されるように。
- 「継続プレミアム」が継続した期間の累計に変更。

#### 歴史
以下はバッジの歴史である。

##### 2018年
- 8月13日 - バッジの獲得条件を明示するように。高グレード獲得条件の達成回数を変更。
- 12月19日 - 「休憩のベテラン」バッジの高グレード獲得条件の達成回数を変更。

##### 2019年
- 1月9日 - 「貢献方程式の開拓者」バッジを追加。「隠しバッジ」をリリース。次のグレードのバッジを獲得するまでの進行メーターの表示を追加。他の利用者のバッジ一覧からバッジ詳細ページへ遷移できるように。
- 3月12日 - 「スタンプ」の新規発行を終了。
- 3月28日 - 「休憩する」機能が廃止されたため、「休憩のベテラン」バッジの新規発行を終了。
- 4月11日 - 「仕掛け人」の達成条件を変更。実験放送番組が終了したため、「静寂を破る」バッジの新規発行を終了。
- 4月23日 - 「仕掛け人」のグレード4-10を解放。
- 7月9日 - 「生ゲームランカー」バッジを追加。放送者が「生ゲームランカー」を獲得すると「バッジ獲得演出」が表示されるように。ニコ生ゲームのランキング発表時に1位-5位のユーザーが獲得している「生ゲームランカー」を表示されるように。
- 10月23日 - 同年10月29日まで「秋の生ゲームクエスト」を開催[505]。ランキング形式のゲームで1位になると「秋の生ゲームクエスト」バッジを獲得できる。
- 10月31日 - 「秋の生ゲームクエスト」の開催期間終了時にランキング100位以内のユーザーに「生ゲームクエストマスター」バッジを配布。
- 12月23日 - 2020年1月6日まで「年越しつりっくま」を開催[506]。つりっくまで5位以内になると「年越しつりっくま」バッジを獲得できる。

##### 2020年
- 1月8日 - 「年越しつりっくま」の開催期間終了時にランキング100位以内のユーザーに「つりっくマスター」バッジを配布。
- 2月26日 - 「生ゲームランカー」でコミュニティ限定、チャンネル限定の放送で取得できないように。
- 4月14日 - 同年4月20日まで「春の編集祭り」を開催[507]。ニコニコ大百科で記事作成や編集、お絵カキコ、ピコカキコをすると「大百科！春の編集祭り」バッジを獲得できる。
- 4月22日 - 「春の編集祭り」の開催期間終了時にランキング100位以内のユーザーに「大百科！クエストマスター」バッジを配布。

### スタンプ（終了）
スタンプとは、ニコニコのサービスの使用で条件を満たすと取得できる、かつてドワンゴが提供していたサービスである。

#### 概要
スタンプは、それぞれレア度に応じて経験値が設定されており、レア度が高いほどたくさん経験値を獲得することができる。その経験値によって、ランキングの順位が決まる。また、1度獲得したスタンプは削除できない。
2018年に、スタンプのリニューアル版であるバッジがサービス開始。2019年3月12日、スタンプの発行を終了。なお、以前まで獲得したスタンプはマイページで引き続き閲覧することができる。

#### 歴史
2010年
- 10月29日 - ニコニコ動画（原宿）のリリースに伴いサービス開始。

2011年
- 2月17日 - 取得したスタンプの割合をスタンプ帳に表示されるように。
- 9月15日 - ニコニコアプリのスタンプをリリース。
- 12月22日 - ニコニコ本社にあるニコニコマシンに携帯電話をかざすと取得できる「ニコニコ本社に行ってみた」スタンプを追加。

2012年
- 8月27日 - 同年8月5日-8月8日に行われた「100万人アンケート」に参加したユーザーに「ニコ割アンケート」の付与が完了。

2019年
- 3月12日 - スタンプの発行を終了。

### 機能一覧
| 機能                               | 開始日         | 終了日         | サービス内容 |
| ---------------------------------- | -------------- | -------------- | --- |
| 初期プレーヤー                     | 2006年12月12日 | 2007年6月18日  | 動画視聴のための動画プレーヤー。 |
| コメント機能                       | 2006年12月12日 |                | コメント投稿とコメントの表示機能 |
| コメントパネル                     | 2006年12月12日 |                | コメントリストと動画リストを表示する枠 |
| コマンド機能                       | 2006年12月12日 |                | コメントのコマンド機能 |
| 名前（省略可）                     | 2006年12月12日 | 2007年6月18日  | 名前入力欄。 （仮）とβ時は名前欄とコメントを入力するとコメントが動画上に「名前コメント」と表示 γ時代は名前欄とコメントを入力するとコメントが動画上に表示されずコメントパネルに「名前：コメント」と表示 |
| YouTubeの動画の引用                | 2006年12月12日 | 2007年2月24日  | 動画ID識別用英字「ut」 |
| AmebaVisionの動画の引用            | 2006年12月10日 | 2007年10月1日  | 動画ID識別用英字「am」 |
| ランキング機能                     | 2006年12月15日 |                | 2006年12月15日コメント数合計ランキングを開始、2006年12月22日に再生数合計ランキングを追加、2006年12月28日本日ランキングを追加 2006年3月マイリスト数ランキングを追加 2010年10月29日計算方法非公開の総合ランキング 2019年6月26日に再生数・コメント数・マイリスト数ランキングが廃止 |
| ブログ貼付タグ                     | 2006年12月22日 |                | |
| 最近見た動画の履歴                 | 2006年12月27日 |                | 動画の視聴履歴を表示する機能 |
| 動画検索機能                       | 2006年12月28日 |                | 2019年9月25日に同義語検索に対応。 |
| 削除動画の演出                     | 2007年1月15日  |                | 笛のおにいさんFooさんによる笛の演奏をバックに削除アナウンスが流れる削除動画の演出 |
| 気まぐれ検索                       | 2007年1月25日  |                | |
| フォト蔵の動画の引用               | 2007年2月20日  | 2008年5月28日  | 動画ID識別用英字「fz」 |
| niconicoアカウント                 | 2007年3月6日   |                | niconicoのアカウント 外部サイトでは、ドワンゴの通販サイト「ドワンゴジェイピーストア」と電子書籍ストア「BOOK☆WALKER」と連携している |
| マイページ                         | 2007年3月6日   |                | 個人情報ページ |
| マイリスト                         | 2007年3月6日   |                | お気に入りの動画リストを作成する機能 |
| 動画タグ                           | 2007年3月6日   |                | |
| 動画投稿機能                       | 2007年3月6日   |                | ニコニコ動画の動画投稿機能 ニコニコ動画専用の動画投稿サイト「SMILEVIDEO」として開始 2010年10月29日にSMILEVIDEOとニコニコ動画本体に統合してニコニコ動画（原宿）にバージョンアップ |
| プレーヤーVer.1                    | 2007年6月18日  | 2007年10月10日 | 動画視聴のための動画プレーヤー。このプレーヤーよりマーキーエリアが追加された。 |
| マーキーエリア                     | 2007年6月18日  |                | 運営からのお知らせや「ニコニコニュース」などが流れる動画プレーヤー上部の枠 開始当初は「ニワニュース情報局」欄と呼ばれていた。 |
| ニコニコプレミアム                 | 2007年6月18日  |                | ニコニコ動画が快適に楽しめる有料会員サービス 混雑時の「低画質モード」を回避し、高画質のまま視聴できる。 動画の視聴中に挿入される「ニコ割」（時報やアンケートなど）時に一部の重要なニコ割は除き動画を停止しないようにできる。 動画再生前に再生される広告をOFFにすることができる。 動画をお気に入り登録できる「マイリスト」登録数が100件から25000件に増える。 90日前までに見た動画の「視聴履歴」保存件数が50件から200件に増える。 過去のコメントを保存しておける「マイメモリー」登録数が50件から250件に増える。 指定したユーザーのコメントを表示しない「NGワード」登録数が40件から200件に増える。 iOS版/Android版niconicoアプリで動画のバックグラウンド再生や倍速再生などの機能が利用できる。 投稿動画数が無制限になる（一般会員は50本まで）。 混雑時間帯（19時～26時）に動画を投稿した際、一般会員に対し順番が優先される。 指定した日付、時間に動画を公開することができる。 動画投稿時に好きな画像をアップロードし、サムネイルに設定することができる。 決済は、クレジットカードとPaypalなどの自動継続課金決済と、WebMoneyなどの90日間前払い課金決済がある。 |
| マイメモリー                       | 2007年6月18日  |                | 動画に表示されているコメントを保存する機能 |
| 過去ログ                           | 2007年6月18日  |                | 過去のコメントを日付を指定して取得し、当時の状態を再現することができる機能 |
| ニコニコ市場                       | 2007年7月12日  | 2023年11月30日 | PC版ニコニコ動画の視聴ページの下部にAmazonの商品広告を貼り付けることができる機能 ニコニコ市場の商品画像にコメント流せる「ひと言コメント」機能や ニコニコ動画で「＠ピザ」と書き込むと、別ウィンドウでニコニコ市場内のピザコーナーが開く機能があった |
| ニコニコ割り込み                   | 2007年10月9日  | 2020年2月12日  | 視聴中の動画に割り込んでCMや時報、ゲーム、アンケートなどを流す機能。 「時報」が内容のメインとなっているため、「ニコ割」よりも「時報」という呼び名が普及していた。 時報には午後7時、午前0時（日付の変わり目のお知らせ）、午前2時（エコノミー対応終了のお知らせ）があった。 2010年7月に運営放送での投票により午後7時の時報は廃止された。2018年3月2日に2時の時報が廃止された。 2020年2月12日から午前0時の時報が廃止され、niconicoからのお知らせや季節にあわせた時報およびユーザーニコ割を除き事実上ニコ割は終了した。 |
| プレーヤーVer.2                    | 2007年10月10日 | 2010年4月30日  | ニコニコ動画を視聴する際に使われる動画プレーヤー |
| 投稿者コメント                     | 2007年10月10日 |                | 視聴者に対して表示させられる動画投稿者のみが使用できる特別なコメント |
| ニコスクリプト                     | 2007年11月26日 |                | 通常では表現できない演出や、特定のコメントに反応して動くインタラクティブな機能を加えることができる@から始まる特別な書き方の投稿者コメント |
| 電光掲示板                         | 2008年2月8日   | 不明           | どのユーザーがどの動画を見て購入したか携帯電話向けコンテンツの購入履歴をリアルタイムで動画視聴ページの上部に表示 |
| ニコニコ外部プレーヤー             | 2008年3月5日   |                | 他社のサービスに動画を貼り付けられ会員でなくても視聴できる。 コメントは不可。 2016年の10月頃からは、HTML5版に少しずつ置き換わっている。 |
| ユーザーページ/プロフィール        | 2008年3月5日   |                | ユーザーのプロフィールページ IDの番号・ニックネーム・フォロー中のユーザー・フォロワー数・レベル・バッジが表示される ニコレポ・公開マイリスト・投稿動画一覧などの公開ができる |
| ニコ割ゲーム                       | 2008年3月4日   | 2010年1月15日  | ニコ割の機能を使って動画プレーヤー上でミニゲームを一斉配信するサービス ゲーム終了後ランキングを発表 |
| ニコニコ大百科                     | 2008年5月12日  |                | ニコニコ動画のタグからリンクされているオンライン百科事典。 |
| ニコニコ渋滞情報                   | 2008年5月21日  | 2009年         | 最後に見た動画の転送速度と所要時間が表示される機能 2012年11月に「ニコニコスピードチェッカー」として復活。 |
| ニコニコニュースメーカー           | 2008年5月29日  | 2009年5月15日  | プレミアム会員が動画ニュースを作る事が出来たる機能 |
| ニコニコアンケート                 | 2008年7月29日  | 2014年11月21日 | ニコ割の機能を使って、一斉参加のアンケートを行う機能。 ニコ割アンケートとして開始され2014年11月21日に名称変更 |
| ニコニコミュニティ                 | 2008年7月5日   | 2024年8月5日   | 特定のテーマに沿ったユーザー同士で交流を行うことが出来る機能。 niconicoのコミュニティ機能でコミュニティにニコニコ動画を登録する機能と ニコニコ動画でコミュニティフォロワーのみに動画の限定公開する「コミュニティ専用動画」機能がある |
| ニコニ・コモンズ                   | 2008年8月15日  |                | プロ・アマチュア問わず、動画製作に利用可能な素材を投稿・管理・利用できる機能 |
| ユーザーニコ割                     | 2008年10月1日  | 2015年6月18日  | 動画の上段部分を動画投稿者が作成し、動画と連動して使うことが出来る機能。 |
| ニコニコポイント                   | 2008年10月15日 |                | ニコニコ動画関連サービスで使えるポイントシステム 2009年4月1日にチャンネルごとの有料動画販売（TVOD）に対応 |
| ニコニコメダルゲーム（仮称）       | 2008年10月15日 | 2008年10月21日 | ゲームズアリーナとT&E SOFTが運営するニコニコ動画プレイヤー上でゲームを楽しめるサービス。 |
| ニコニコチャンネル                 | 2008年12月5日  |                | 企業・団体・一般ユーザーが動画や生放送、記事コンテンツを配信し収益化を選択できる機能 2008年12月5日にタグ検索で「公式動画」と打ち込むことでしか探すことが出来なかった動画がチャンネルとしてまとめられた |
| ニコニコ広場                       | 2008年12月22日 | 2010年7月21日  | 不特定多数のユーザーとチャットできる画面を動画プレーヤー上に表示する機能 コメントに他に「niconico vision」という形で動画ランキングや現在配信されている生放送の情報が表示されていた |
| ニコニ広告                         | 2009年3月10日  |                | オススメの動画をユーザがサイト内の広告枠や動画再生前などで宣伝できる機能 |
| プレーヤーVer.3                    | 2009年4月27日  | 2010年7月      | コードが完全に書き換えられた動画プレーヤー。 上級者モード |
| ニコレポメール                     | 2009年8月4日   | 2017年9月28日  | 自分の所属するチャンネル、コミュニティ、自分が投稿した動画の情報などをメールでお知らせ。 |
| とりあえずマイリスト               | 2009年10月9日  |                | |
| 動画再生後メニュー                 | 2009年10月9日  | 不明           | |
| ニコレポ                           | 2009年10月9日  |                | 自分や自分のお気に入りに関する情報をマイページですべて確認することができる。 |
| フォロー                           | 2009年10月29日 |                | お気に入りのユーザを登録すると、そのユーザが公開している行動を把握することができる。 2012年5月1日「お気に入りユーザー」に、2016年10月31日には「フォロー」に名称が変更された。 |
| ニコ生アラート(プレイヤー)         | 2009年10月29日 |                | ニコニコ動画の動画プレイヤー上で生放送をお知らせする |
| ニコニコ遊園地                     | 2010年4月15日  | 2011年1月27日  | ゲームズアリーナが運営するニコニコ動画プレイヤー上でゲームを楽しめるサービス。 2010年1月30日～2月8日にプレミアム会員限定でクローズドβテストを行う 2010年4月15日にオープンβテスト開始し、ユーザー生放送に対応 |
| プレーヤーVer.4                    | 2010年7月21日  | 2013年12月3日  | ニコニコ動画を視聴する際に使われる動画プレーヤー |
| スタンプ                           | 2010年10月29日 | 2019年3月12日  | ニコニコ動画上で決められた行動や経験をすることで獲得できる活動の証。 新サービス「バッジ」リリースと同時に新規スタンプの発行終了が発表された。 |
| ニコニコアプリ                     | 2010年12月9日  | 2017年8月1日   | ニコニコ動画プレイヤー上でゲームアプリを楽しめるサービス。HTML5版への移行に伴い、ニコニコ動画での提供を終了 |
| コンテンツツリー                   | 2011年12月13日 |                | 作品の元になった親作品や作品を元に作られた子作品を、ツリー形式で表示する作品の関係を表す機能 親作品の作者が望まない子作品をツリーから切り離せる勘当機能もある 元々コモンズ素材のみに対応していた「コモンズツリー」を、ニコニコ動画など |
| クリエイター奨励プログラム         | 2011年12月13日 |                | プレミアム会員収入と広告収入の一部を原資に、クリエイター奨励プログラムに登録されたniconicoの投稿作品に対して、 人気度などに応じてクリエイター奨励スコアを支払う制度 作品を一緒に作ったコラボレーターを登録することで、クリエイター奨励スコアを指定した分配比率で分配することができる 子作品の人気度などに応じて、奨励プログラムに登録された親作品にクリエイター奨励スコアを支払う子ども手当もある |
| クリエイター奨励スコア             |                |                | クリエイター奨励プログラムから付与されるスコア（点数） 貯まったスコア（点数）は一定数以上でニコニコポイントと現金、Amazonギフト券(2021年3月10日より) に交換可能。 ニコニ広告(有償ポイント)およびギフトについては、システム上こちらを利用する形で加算する。 一般会員は、交換時に本人確認の手続きが必要。プレミアム会員は手続きが不要となる。 |
| タイマー公開機能                   | 2012年7月2日   |                | プレミアム会員限定の動画投稿時のタイマー公開機能 |
| NicoSound                          | 2012年5月1日   | 2014年12月17日 | 投稿者が許可した投稿動画の音声をダウンロードできるサービス。 |
| ニコる                             | 2012年5月1日   | 2015年6月18日  | 動画、コメント、タグ、ニコレポ、市場商品など、niconico内の様々なものを評価し、また評価される事が出来る機能。 |
| ニコる                             | 2019年8月29日  |                | プレミアム会員限定の動画のコメントをほめる機能 |
| 動画レビュー                       | 2012年5月1日   | 2016年10月4日  | 動画に関する感想を動画再生ページ下部に書き込むことができる機能。 |
| 言語設定                           | 2012年10月17日 |                | ニコニコ動画の言語設定機能、日本語・英語・中国語（繁体字）に選択可能 |
| Qwatch                             | 2012年10月17日 |                | ZeroWatchに毛の生えた程度の改良を加えた動画プレーヤー |
| ニコニコスピードチェッカー         | 2012年11月下旬 | 2015年6月18日  | 動画を見るときの回線快適度をチェックできる機能 |
| ニコメンド                         | 2012年12月20日 | 2014年1月14日  | 任意の動画や静画に、自分のオススメする動画や静画、マイリストなどを貼り付けることが出来る。 |
| ウォール機能                       | 2013年10月8日  |                | Flash版の視聴ページで背景画像（ウォール）を変更する機能 |
| タグレポ                           | 2015年10月26日 |                | マイページから閲覧可能なタグを軸に今何が起こっているかがわかる機能 |
| カラオケ配信プログラム             | 2016年8月3日   |                | ユーザーが「ニコニコ動画」に投稿した楽曲動画を全国の「JOYSOUND」にカラオケ配信することができるクリエイター支援サービス |
| レジューム再生（続きから再生）機能 | 2016年12月8日  |                | |
| コメント透過機能                   | 2017年5月18日  |                | |
| HTML5プレーヤー                    | 2017年7月13日  |                | ニコニコ動画のHTML5対応の動画プレーヤー 2016年10月27日に（β）版として試験運用してから2017年7月13日に正式に導入 |
| 画質の自動調整機能                 | 2018年         |                | 動画視聴ページHTML5版での画質を視聴環境に合わせて自動で切り替える機能 |
| 動画投稿のレジューム機能           | 2018年7月10日  |                | アップロード途中で通信が一時的に途切れたとしても、また途中から再開できる機能 |
| ユーザーレベル                     | 2018年5月31日  |                | niconicoアカウントのレベル。ユーザーのフォロー数によって経験値（プレミアム会員からのフォローは大幅に）が溜まり、一定値ごとにレベルが上がる。 ユーザーレベルによって、一般会員やプレミアム会員で活動する際にレベル一覧に応じた特典が付与される。 |
| バッジ                             | 2019年1月9日   |                | niconicoを利用中に特定の条件を達成すると獲得できる達成の証 2018年7月24日にベータ版が公開され、2019年1月9日に正式リリースとなった |
| 左右反転再生機能                   | 2019年3月20日  |                | プレミアム会員限定の動画を左右反転再生機能 |
| シリーズ                           | 2019年6月13日  |                | 動画投稿者が自分の動画を順番にまとめられる機能 続き物の動画をシリーズとして公開できる |
| カスタムランキング                 | 2019年6月26日  |                | ジャンルやタグを指定して、好きなジャンルやタグのランキングを表示できる機能 |
| ラウドネスノーマライゼーション     | 2020年1月29日  |                | 動画音量の自動調整機能 |

## ニコニコのサービス

### ニコニ・コモンズ
プロ・アマチュア問わず、動画製作に利用可能な素材を投稿、利用できる機能。登録された素材には独自のIDが付与され、投稿者の設定した範囲で動画素材として2次利用が許諾される。また、素材登録者は素材利用者によるID申請をもとに利用状況を逐次把握することが出来る。既存のクリエイティブ・コモンズの概念とは異なり、後から登録者によって利用制限範囲を変更することが可能となっている点が大きな特徴。これまで曖昧だった権利関係を明確にすることで、動画サイト共通の課題であった著作権問題に対するニコニコなりのひとつの回答を提示したものといえる。APIを提供することでニコニコ動画だけでなく、外部との連携も可能となっている。「ニコニコ大会議2008」では対応サイトとしてクリエイター系SNS「pixiv」の参加が発表された。

### ニコニコチャンネル
企業・団体・個人が配信している公式動画がコミュニティ形式で分類・まとめられたもの。これまでタグ検索で「公式動画」と打ち込むことでしか探すことが出来なかった動画がチャンネルに区分され、チャンネルコミュニティに入会することでまとめて閲覧できるようになった。

### ニコニコミュニティ
特定のテーマに沿ったユーザー同士で交流を行うことが出来る機能。コミュニティ製作者は「管理人」となり、コミュニティ内部のみ閲覧可能な「コミュニティ動画」や参加者への権限管理などが出来る。また、コミュニティ内部には掲示板があり、参加者や管理人との交流が可能。コミュニティへの参加は、既に参加しているメンバーからの招待、もしくは自ら参加の申請を行い、管理人に承認されることで可能となる。コミュニティの作成はプレミア会員が20件まで。一般会員は1件まで可能となっている。また、コミュニティには「コミュニティレベル」があり、参加メンバー内のプレミアム会員の数によって変動する。レベルによってコミュニティ参加可能メンバーの数とコミュニティ内部の動画投稿数が変化する。

2024年6月8日に発覚したKADOKAWAグループセンター内の専用ファイルサーバーへのサイバー攻撃の影響により､復旧に必要なデータおよびシステムを消失､サービス再開不可と判断され2024年8月5日にサービスを終了した。

### ニコニコプレミアム
ニコニコ動画を快適に利用できる有料サービス。2007年6月18日の（RC）バージョンと同時に提供を開始した。決済は、クレジットカードとPaypalとキャリア決済の自動継続課金決済と、WebMoneyなどの90日間前払い課金決済がある。また、ニコニコ動画およびニコニコ生放送のギフト機能により「プレミアム会員権(30日、90日、365日（1年）の日数制別）」を受け取ることによる、他の一般会員へのプレミアムチケットの譲渡も可能（要チケットセンターでの任意による使用。複数個の会員権使用時は期間を合算）。
プレミアム会員を解約すると、一般会員になり、プレミアム会員のメリットは受けられなくなる。2019年9月末時点でのプレミアム会員数は171万人
。
プレミアム会員は、以下の特典があるが、サービスの更新によって仕様が変更されることがあることに留意。また、下記に記載する特典は視聴するデバイス環境によって、特典の対象とならないものもある。

#### 動画を視聴するときの特典
- プレミアム限定動画の視聴。
- 一般会員に提供されている標準画質、標準音質よりも高解像度、高音声ビットレートなものを設定で切り替えることができる。
- HTML5版動画プレイヤーで、ニコ割とマーキーエリアを非表示にできる。
- 動画視聴前の動画広告が非表示になる
- 動画を視聴した際、シークバーにカーソルを合わせると、サムネイルが表示される
- 視聴を中断した続きから動画を再生できる（レジューム再生）
- あとで見るに登録できる動画件数が100件から500件に増える
- マイリストに登録できる動画件数が100件から25000件に増える
- 作成可能なマイリスト数が25件から50件に増える
- フォローできるマイリストの件数が20件から50件に増える
- 指定したユーザーのコメントを表示しない「NGワード」登録数が40件から200件に増える。
- 90日前までに見た動画の「視聴履歴」保存件数が50件から200件に増える。
- 使用可能なコメントカラーが増える
- 利用可能な再生速度が1.25倍までから2.0倍までに増える
- スキップする秒数を送り/戻しそれぞれ変更できる
- バナー広告などの一切の広告が非表示になる（PCを除く）
- 同時に開ける視聴ページが3タブまでから無制限に増える
- 左右反転して動画が再生できる
- 動画毎のコメント一覧画面内で、コメントされたシーンのサムネイルを表示できる
- アプリをバックグラウンドにしても音声のみ再生することができる
- カスタムランキングでタグを指定したランキングを作成できる
- カスタムランキングで作成できる件数が1件から5件に増える
- ランキングTOPでカスタムできる列数が1列から5列に増える
- ランキングアーカイブスでのデイリーランキングで日付指定ができる
- 動画の読み込み速度が一般会員より早くなる
- 再生リストの手動並び替えができる
- 節約視聴機能を利用できる
- コメントをニコることができる
- 「いいね！」履歴の表示件数が50件から1600件に増える
- iOS版/Android版ニコニコアプリで動画のバックグラウンド再生や倍速再生などの機能が利用できる。

#### 動画を投稿するときの特典
- 投稿可能動画数が50件までから無制限になる（一般会員でもプレミアム会員のフォロー数に応じて変わるレベルによっては無制限になる）
- 混雑時間帯(19時～2時)に動画を投稿した際、一般会員に対して投稿処理順番が優先される
- 指定した日付、時間に動画を公開することができる
- 好きな画像をアップロードし、動画のサムネイルに設定することができる
- 好きな画像をアップロードし、シリーズのサムネイルに設定することができる
- 投稿済みの動画のサムネイルを変更できる

#### 生放送を視聴するときの特典
- ニコニコ生放送で、一般会員より優先的に視聴ができる。
- 生放送番組の配信中でも、既に放送されたシーンを追っかけ再生することができる。
- 事前の予約なしで、公開期限まで生放送番組のタイムシフト視聴ができる。
- ニコニコ生放送で指定したワードやユーザーのコメントを表示しない機能を最大500件登録できる（一般会員は最大40件まで）。
- バナー広告などの一切の広告が非表示になる（PC以外）
- アリーナ部屋以外に割り当てられた場合、投稿したコメントがアリーナ部屋にも優先されて流れる。
- ニコ生ゲームをはじめとした、番組を盛り上げる様々な放送ネタをリクエストすることができる。
- すべてのコマンドを利用できる。
- 公式生放送で、放送の一部をプレミアム会員のみ視聴可能なプレミアム会員限定パートを視聴できる。

#### 生放送を配信するときの特典
- ニコニコ生放送で、ユーザーレベルに関わらずユーザー生放送の配信時間を30分毎、最大12時間(プレミアム会員かつユーザーレベルが一定以上で24時間)まで延長がすることができる。
- 配信時の画質設定を6Mbpsまで設定できる。
- 配信した番組のタイムシフト用映像データをダウンロードできる。

#### その他特典
- ブロマガ（ブログ）の開設ができる。※2021年にユーザーブロマガ廃止。
- クリエイター奨励プログラムでの報酬の受取の際、本人確認の手続きが不要になる。
- ニコニコ動画モバイルでは、混雑時に動画を視聴する際にプレミアム会員が優先される。ドコモ、ソフトバンク(要Wi-Fi接続)で、混雑時にも生放送を優先的に視聴。
- ニコニコ動画モバイル(フィーチャーフォン)で最長180分の動画を再生できる(一般は最長40分)。
- コミュニティをフォローできる件数が最大100件から最大600に増える。
- ニコニ・コモンズで登録されたJASRAC管理楽曲のダウンロードおよび素材の利用ができる。
- ニコニコ静画に投稿したイラストの差し替えができる。
- ニコニコ春画のジャッジ機能を何回でも利用できる。
- ニコニコ静画のイラスト定点観測機能でタグを10件まで登録可能(一般は5件)。
- ニコニコ静画のイラスト定点観測機能で最大5000件のイラストが閲覧可能(一般は100件)。
- ニコニコ漫画形式のマンガの自動再生ができる。
- マンガ作品を100件まで投稿できる(一般は20件)。
- 投稿したマンガに自分で用意したBGMを設定できる。
- マンガのお気に入りを1000件まで登録できる(一般は200件)。
- ニコニコモンズでJASRAC信託楽曲を利用した作品をダウンロードできる
- ニコニコQであらかじめ作成したQをリアルタイムで限定公開することができる
- ニコニコ実況でのNG設定が40件から200件に増える。※ニコ生内のサービスへ移行
- ニコニコ大百科で記事の作成・編集が可能になる。
- ニコニコ市場で、他のユーザーが登録した商品の削除(ロックされた商品以外)できる。
- 3DS版ニコニコ動画内のゲーム「すれちがいマーケティング」で通常より攻撃力の高い看板が手に入れられる[535]。※2021年にすれちがいマーケティング廃止
- 新サービスを優先的に利用できる。

### ニコニコポイント
ニコニコ動画およびその関連サービス内で使える仮想通貨サービスで、2008年10月15日に開始された。一般・プレミアム関係なく利用できる。プレミアム会員全員に対してニコニコポイントをプレゼントするキャンペーンが不定期に行われることもある。
ポイントの保持に関しては数年の有効期間が設定されており、購入してから有効期間を迎えると該当するポイントが失効する。

#### 購入
ニコニコポイントは、1ポイント=1円で購入でき、金額は500、1000、2000、3000、5000、10000円から購入できる。2019年4月1日からはクレジットカードで購入すると、1％増量される（例　500ポイント購入時+5ポイント）。1か月ごとに購入限度がある。
ニコニコポイントには、有効期限がある。また、プレミアム会員の会費に利用することはできない。2011年11月14日からポイントが足りない時に自動でポイントが購入できるオートチャージ機能が加わった が、オートチャージは2018年10月に廃止された。
ニコニコポイントの購入方法には以下がある。2020年3月23日よりアメックスでも購入できるようになった。
- クレジットカード（VISA・MasterCard・JCB・AMEX） - VISAおよびMasterCardについては、一時的に決済の取り扱いが停止している。
- コンビニ支払い
- WebMoney
- BitCash
- ドコモspモード決済
- d払い
- auかんたん決済
- 楽天あんしん支払い
- ソフトバンクまとめて支払い ・ワイモバイルまとめて支払い
- Apple Pay
- 楽天Edy
- 楽天ペイ
- BitCash
- 楽天ペイ
- PayPay
- Paidy翌月払い

#### 無料獲得
ニコニコポイントは無料でもらうこともできる。各スポンサーサイトに登録し、一定条件を満たすとそれぞれ定められたポイントをもらうことが出来る。もらったポイントにも有効期限がある。ニコニ・コモンズのサービスであるクリエイター奨励プログラムで獲得したスコアをニコニコポイントの交換することもできる。かつてはニコニコ市場のポイントプレゼントキャンペーンなども存在した。

#### 使用方法
利用可能なサービスは以下の通り。
- ニコニ広告の出稿
- ニコニコ生放送・ニコニコ動画上で利用できるギフトチケットの購入[541][542]
- ニコニコチャンネルでの有料動画購入（有料動画パックを含む、ただし有料チャンネルの月額会員費は除く）
- ニコニコチャンネル（ブロマガ）での有料記事の個別購入[543]
- 有料ブロマガチャンネルの入会月の前に配信されたバックナンバー記事の購入[544]
- 有料生放送のネットチケット購入[545]（ドワンゴチケットがニコニコポイントに対応していない為、ドワンゴチケット経由で販売されるネットチケットではニコニコポイントは利用できない）
- ニコニコアプリのゲーム内でのアイテム購入
- ゲームアツマールのゲーム内でのアイテム購入
- BOOK☆WALKER（PC版・Androidアプリ版）での電子書籍購入[546]

### ニコニコ生放送
ライブ動画配信サービス。

### ニコニコ静画
静止画サービスの総合サイト。2009年11月14日にスライドショー再生機能付きの画像掲示板サービスとして開始。コメント欄付きのイラスト投稿サイトのニコニコ静画 (イラスト)、コメント欄付きのちょっと大人なイラスト投稿サイトのニコニコ春画、コメント機能付きの漫画サイトニコニコ静画 (マンガ)、2018年9月25日以前にニコニコポイントで購入した電子書籍を閲覧するWebサイトのニコニコ書籍で構成されている。

### RPGアツマール
作って遊んでコメントできる自作ゲーム投稿コミュニティサービス。

### ニコニコアプリ
PCブラウザゲームプラットフォーム。

### ニコニコQ
アンケートやクイズを実施することができる新サイト。

### ニコニ立体
3Dモデルの投稿共有サービス。

### ニコニコ実況
テレビやラジオを使いながら、リアルタイムでコメントを共有できるサービス。

### ニコニコのサービス一覧
現在稼働しているサービスと終了したサービスの一覧
| 名称                                        | 開始日         | 終了日                                     | サービス内容 |
| ------------------------------------------- | -------------- | ------------------------------------------ | --- |
| ニコニコ動画                                | 2006年12月12日 |                                            | 動画配信サービス |
| ニコニコ開発者ブログ                        | 2006年12月12日 | 2017年12月12日                             | ニコニコ動画の開発者のブログサイト blog.nicovideo.jpのサブドメインで開始 |
| ニコニコアカウント                          | 2007年3月6日   |                                            | |
| ニコニコ動画モバイル                        | 2007年 5月9日  | 2021年11月30日                             | ニコニコ動画の携帯電話（ガラケー）専用サイト 携帯端末（docomo・au・SoftBank）に対応 システムにPC版の「パケラジ2.0（ニコニコ動画）」より先に開発されていた携帯電話向けサービス「パケラジ2」を使用 |
| niconico掲示板                              | 2007年5月19日  | 2018年10月31日                             | niconicoの公式掲示板サイト ニコニコ動画掲示板としてbbs.nicovideo.jpのドメインで開始、2012年5月1日のniconicoへの名称変更に伴い変更 2018年10月31日にユーザ同士の質問＆交流掲示板、niconicoの今後や著作権についてなどの議論掲示板、niconicoへの要望掲示板、niconicoの不具合報告掲示板を閉鎖 2020年1月現在コメント削除依頼板が放置されている |
| ニコニコブックマーク                        | 2007年6月7日   | 2007年10月5日                              | ソーシャルブックマークサービス Webページのキャプチャ画面上に付箋コメントをすることができた バージョンは2007年6月7日～9月19日までが（仮）、2007年9月19日6月7日～10月5日まで（β） |
| ニコニコ市場                                | 2007年7月12日  | 2023年11月30日                             | PC版ニコニコ動画の視聴ページの下部にAmazonの商品広告を貼り付けることができる機能と、ニコニコ大百科やブロマガなどにAmazonの商品広告を貼り付けられるブログパーツ。 2020年1月29日に「ニコニコ市場」のサイトを閉鎖した。 Amazon以外にYahoo!ショッピング、iTunes Store、dwango.jp、ニコニコチャンネル、チケットぴあ、JAPANCOOL.ASIA、ニコニコ直販、ニコニコショッピング（仮）の商品広告に対応していた。 ニコニコ動画とニコニコ大百科の他にニコニコ静画・ニコニコ生放送・ニベントカレンダーのページに貼り付け可能だった ニコニコ市場の商品画像に「ひと言コメント」を流せる機能 やニコニコ動画で「＠ピザ」と書き込むと、別ウィンドウでニコニコ市場内のピザコーナーが開く機能 があった バージョンは2007年7月12日～9月6日までが（仮）、2007年9月6日7月12日～5月20日までが（β）だった |
| ニコニコ動画台湾版                          | 2007年10月18日 | 2012年10月17日                             | 中国語（繁体字）版のニコニコ動画 ニコニコ動画の言語設定に統合 |
| ニコニコインフォ                            | 2017年12月12日 |                                            | ニコニコの最新情報、サービスの機能、メンテナンス情報をお知らせするサイト 2007年にニコニコニュースとして開始され、2010年10月29日にサービス名を変更 2007年までは「ニコニコ動画 開発者ブログ（着情報）」が同じ役を担っていた ニコニコニュースは現在も別のものとして運営が続いている |
| ニコニコラム                                | 2007年2月12日  | 2008年7月23日                              | ニコニコ動画運営スタッフによるコラム |
| ニコニコラム                                | 2008年1月19日  | 2010年2月24日                              | |
| ニコニコ生放送                              | 2007年12月19日 |                                            | ニコニコのライブストリーミングサービス |
| ニコニコアニメチャンネル                    | 2008年4月2日   | 2010年1月                                  | ニコニコ動画のアニメ専門チャンネル 音声読み上げソフトによるアニメ動画ニュース「ニコアニニュース」、ニコニコ動画が初放映となる「ニコニコアニメ」、 声優出演の動画・ラジオ番組「ニコTV＆ニコラジオ」、美少女ゲームのPVやラジオ番組「虹視聴覚室」のコーナーがあった ニコニコチャンネル内に「アニメロチャンネル」と「虹視聴覚室」が開設して閉鎖 |
| ニコニコ大百科                              | 2008年5月12日  |                                            | あらゆる単語や動画・商品について記事を編集したり、コメントができるオンライン辞書。 2008年5月12日～2017年7月まで未来検索ブラジルが運営していた |
| ニコニコ渋滞情報 ニコニコスピードチェッカー | 2008年5月21日  | 2009年                                     | ニコニコ動画で動画を視聴した際の情報を基にして、転送速度を表示するサイト 2008年5月ニコニコ渋滞情報としてtraffic.nicovideo.jpのサブドメインで開始 終了したが、2012年11月に「ニコニコスピードチェッカー」として復活。 |
| ニコニコ渋滞情報 ニコニコスピードチェッカー | 2012年11月下旬 | 2015年6月18日                              | ニコニコ動画で動画を視聴した際の情報を基にして、転送速度を表示するサイト 2008年5月ニコニコ渋滞情報としてtraffic.nicovideo.jpのサブドメインで開始 終了したが、2012年11月に「ニコニコスピードチェッカー」として復活。 |
| ニコニコアンケート ニコ割アンケート         | 2008年7月29日  | 2014年11月21日                             | ニコ割の機能を使って、一斉参加のアンケートを行う。 終了後、しばらくすると集計結果を発表する。後述のニコニコアンケートにバージョンアップする形でサービス終了。 niconicoシリーズ利用者を対象に一斉アンケートを行う。結果は動画、あるいはwebページの形で、アンケート直後に確認できる。 ニコ割アンケートの発展系。生放送など、動画以外の各サービス利用者も対象にするなど、機能強化がなされている。 |
| ニコニコ動画ドイツ語                        | 2008年7月18日  | 2011年12月8日                              | ドイツ語版ニコニコ動画。 |
| ニコニコ動画スペイン語                      | 2008年7月18日  | 2011年12月8日                              | スペイン語版ニコニコ動画。 |
| ニコニコミュニティ                          | 2008年7月5日   | 2024年8月5日                               | コミュニティのフォロワーのみ閲覧できるクローズコミュニティと全てのユーザーが閲覧できるオープンコミュニティが作成できる コミュニティにニコニコ動画を登録する機能 ニコニコ動画でコミュニティフォロワーのみに動画公開する「コミュニティ専用動画」機能 ニコニコ生放送での「コミュニティフォロワー限定番組」の配信 コミュニティフォロワー専用掲示板がある。 ユーザー生放送はコミュニティに紐づけられている為、コミュニティがない場合には自動で1つ作成される |
| ニコニ・コモンズ                            | 2008年8月15日  |                                            | 様々な素材を自由に投稿・管理・利用できる。コンテンツツリー、クリエイター奨励プログラムはここで管理している。 |
| ニコニコポイント                            | 2008年10月15日 |                                            | ニコニコのサービスで使えるポイントシステム 2008年10月ニコニコメダルゲームとai sp@ceでサービス開始 ニコニコチャンネルでのレンタル型都度課金（TVOD） ニコニ広告の出稿（動画および生放送、nicocas） ニコニコチャンネル（ブロマガ）での有料記事の個別購入 有料ブロマガチャンネルの入会月の前に配信されたバックナンバー記事の購入 有料生放送のネットチケット購入 有料生放送のプレゼント用シリアルコード購入 ニコニコアプリ内のゲームでのアイテム購入 BOOK☆WALKER（PC版・Androidアプリ版）での電子書籍購入 ニコニコ漫画での有料コンテンツ購入 ニコニコ生放送でのギフトチケットの購入 ニコニコ超会議チケットの購入 あちらのお客様からシステムを利用した番組における差入れ商品の購入                                                                                                |
| ニコニコメダルゲーム（仮称）                | 2008年10月15日 | 2008年10月21日                             | ニコニコポイントでミニゲームが遊べる。 |
| ニコニコチャンネル                          | 2008年12月5日  |                                            | サブスクリプション型ファンコミュニティプラットフォーム 企業・団体・一般ユーザーが動画や生放送、記事コンテンツを配信し、収益化を選択できる 企業、団体からのコミュニティサイトと動画を提供する機能。 チャンネル毎に月額課金が可能。2013年からは一部のユーザーも開設出来るようになった。 2015年4月を境に、ユーザーチャンネルも申請制に移行した。 |
| ニコニコ神社                                | 2009年2月12日  | 2009年2月18日                              | おみくじサイト。一回100ニコニコポイントが必要だった。 |
| ニコニコ直販                                | 2009年2月14日  | 2014年12月25日                             | 通信販売サイト 2009年2月14日ドワンゴ・エージー・エンタテインメントの運営でショップサーブ上にニコニコ直販をオープン 第一弾予約受付商品としてfigma「ビリー・ヘリントン」の予約受付開始した 2009年11月AG-ONE（MAGES.）に運営移管、2010年4月にniconicoアカウントと連携したchokuhan.nicovideo.jpに移転 2014年12月25日にサイトを休止、2015年6月19日に「MAGES.online shop」（キャラアニ.comの一部）への移転告知がされた |
| ニコニ広告                                  | 2009年3月10日  |                                            | 気に入った動画を、ユーザが宣伝できる機能。 2014年7月1日からは、ニコニ広告チケット機能が追加。 2017年5月17日からは、Androidアプリから動画の広告が可能になった。 |
| ニコニコ実況                                | 2009年7月24日  | 2020年12月16日（ニコ生内のサービスへ移行） | テレビやラジオを使いながら、リアルタイムで他のユーザーとコメントを共有できるサービス 地上波テレビ放送とユーザチャンネルでの実況用サービス。 第一回試験（2009年7月24日～7月29日）、第二回試験（2009年8月26日～8月31日）、2009年11月28日 |
| ニコニコ静画                                | 2009年11月14日 |                                            | 静止画サービスのポータルサイト 投稿された画像とコメントをスライドショーとして閲覧できる静止画投稿掲示板サイト「ニコニコ静画」として開始 2010年3月5日イラスト投稿「描いてみた（イラスト）」コーナーが開始し、ニコニコ静画（W）にバージョンアップ 2010年8月27日「ニコニコで漫画を描いてみた」（ニコニコ漫画）を開始 2011年4月28日「イラスト（描いてみた）」がニコニコ静画のメインサービスとなり（W）の表記を消える 2011年8月11日「ニコニコ春画」を開始 2011年11月8日「ニコニコ静画（電子書籍）」（ニコニコ電子書籍）を開始し、ニコニコ静画は静画の総合サイトとなる |
| お題                                        | 2009年11月14日 | 2016年5月31日                              | 投稿された画像とコメントをスライドショーとして閲覧できる静止画投稿掲示板サイト 元々のニコニコ静画のメインサービス。 |
| ニコニコDVD                                 | 2010年1月11日  | 2012年3月6日                               | 手持ちのDVDをコメント付きで見られるサービス。 |
| ニコニコ静画（マンガ）                      | 2010年8月27日  |                                            | 雑誌連載の作品やユーザー投稿の漫画がコメント付きで読めるマンガサイト 2010年8月27日「ニコニコで漫画を描いてみた」として開始 2011年11月8日「ニコニコ漫画」に改称 2012年3月13日漫画作品投稿サービスを開始し「ニコニコ静画（マンガ）」に改称 |
| ニコゲー                                    | 2010年9月14日  | 2011年4月27日                              | niconicoアカウントと連携しスパイク運営が運営するウェブ上でFLASHベースのゲームを作成できるサービス |
| ニコニコニュース                            | 2010年10月29日 |                                            | 様々なジャンルのニュースを紹介する総合ニュースサイト |
| ニコニコアプリ                              | 2010年12月9日  | 2023年9月27日                              | PCブラウザゲームプラットフォーム。 厳選されたさまざまなアプリをニコニコ動画プレイヤー上で楽しめるサービス。 HTML5版への移行に伴い、ニコニコ動画とニコニコ生放送での提供を終了 |
| ニコクーポン                                | 2011年2月4日   | 2011年11月30日                             | フューチャースコープ運営のニコニコ動画と連動したクーポンサイト |
| Niconico.com                                | 2011年4月18日  | 2012年11月11日                             | Nico Nico INC.運営のニコニコ動画の英語版 YouTubeとDailyMotionの動画の引用に対応 ニコニコ動画の言語設定に統合させれる形で閉鎖 |
| ニコニコボランティア                        | 2011年4月27日  | 終了時期不明                               | 東日本大震災関連のボランティア情報サイト |
| ニコニコチケットセンター                    | 2011年7月12日  | 2013年3月14日                              | ニコファーレ等で行われるライブイベントのチケットの情報サイト |
| VOCALOID×niconico-ボカニコ-                 | 2011年7月12日  | 終了時期不明                               | ニコニコのボーカロイド音楽ポータルサイト 2011年7月12日にVOCALOID専門ページ「ボカロ音楽」として開始。2013年2月2日「ボカニコ」にリニューアル |
| ニコニコ春画                                | 2011年8月11日  | 2025年1月29日                              | アダルト要素のあるイラストサイト |
| スマートフォンブラウザ版ニコニコ            | 2011年8月2日   |                                            | ニコニコのスマートフォンブラウザサイト 2011年8月2日ニコニコ動画、ニコニコ生放送、ニコニコチャンネルのAndroid端末対応サイトとして開始、その後iOS端末に対応 |
| ニコニコ地震速報                            | 2011年10月20日 | 終了時期不明                               | ライフビジネスウェザーから情報を受けて震度4以上の地震が発生した場合にニコニコ動画の『動画視聴ページ』とニコニコ生放送の生放送ページで通知を行う。地図上に震源と各地域の震度が表示される。表には発生時刻、最大震度、震源地、震源の深さ、マグニチュードが表示される。 |
| ニコニコ電子書籍                            | 2011年11月8日  | 2018年9月25日                              | 2011年11月8日角川グループとの提携によりコメントが流れる電子書籍サービス「ニコニコ静画（電子書籍）」として開始。 2017年9月19日コメント機能とAdobe Flash Playerビューワを廃止し「ニコニコ電子書籍」に改称 2018年9月25日電子書籍購入サービスをBOOK☆WALKERとBN Reader（スマホアプリ）に統合し、以前に購入した電子書籍をPCで閲覧するサイトになった |
| ニコニコショッピング（仮）                  | 2012年5月3日   | 2012年9月28日                              | ユーザー参加型のショッピングサイト |
| ニコニコスピードチェッカー                  | 2012年11月下旬 | 終了時期不明                               | 動画を見るときの回線快適度をチェックできる。ニコニコ渋滞情報の後継。 |
| ニベントカレンダー                          | 2012年3月6日   | 2015年5月19日                              | ニコニコ系イベント情報をまとめるポータルサイト。 |
| ニコニコポイントをもらおう！                | 2012年10月5日  |                                            | 無料登録と買い物でニコニコポイントが貰えるリワード広告サイト 「ニコニコポイントをお得にもらおう！」として開始 2019年共同運営会社をアドウェイズからW TOKYOに変更し、サイトをニューアル。 |
| ニコニコ静画の印刷工房（β）                 | 5月3日         | 2015年9月30日                              | 大英グループが運営していたオンデマンドグッズ通販サイト ニコニコ静画の投稿イラストをグッズ化して販売することができた |
| ニコニ立体                                  | 2014年5月2日   |                                            | 3Dモデルの投稿・公開・閲覧ができるサイト |
| nicocas                                     | 2014年12月12日 | 2014年12月17日                             | iOSアプリからTwitterアカウントでログインして配信するサービス PCは閲覧のみ対応 |
| ゲームマガジン                              | 2015年5月27日  | 独立                                       | 連載型ゲーム配信サイト「ニコニコゲームマガジン」として創刊、 電ファミニコゲーマー開始に合わせて「電ファミニコゲームマガジン」に改称 2018年ドワンゴとスタジオカラーの共同出資のバカーへの運営移管に伴い「ゲームマガジン」に改称 2019年運営会社の独立（MBO）によるサーバー移管とブラウザ版のURL変更に伴い、ゲーム画面のコメント機能が廃止 類似サービスRPGアツマールと違いログインなしでゲーム画面にコメント投稿できた |
| ニコナレ niconare                           | 2015年10月25日 | 2019年8月15日                              | プレゼンテーション共有サイト 2019年2月7日「niconare」にリニューアルされ、スマホアプリとスライド画面にコメントが流れる機能が廃止された |
| 電ファミニコゲーマー                        | 2016年2月8日   | 独立                                       | ゲームに特化した「キュレーション」と「攻略サイト」が連携するUGC主体のゲームメディアサービスとしてサービス開始 当初は電撃とファミ通とniconicoのカドカワと4Gamer.netのハーツユナイテッドグループが設立したリインフォースが運営 8月ドワンゴの運営移管され11月にniconicoアカウントとの連携が行われたが2017年5月1日キュレーション機能とアプリが終了 それに伴いゲームメディア電ファミ記事置き場をメインサイトに変更 |
| ゲームアツマール                            | 2016年11月24日 | 2023年6月28日                              | niconicoの自作ゲーム投稿コミュニティサービス RPGツクールMVで制作したゲームを投稿することができる ゲーム画面にコメントを投稿（流す）ことができる 2021年2月4日よりサービス名を「RPGアツマール」から「ゲームアツマール」に変更 |
| friends.nico                                | 2017年4月19日  | 2019年4月28日                              | ニコニコアカウント連携としたniconicoのMastodonのインスタンス |
| ニコニコまとめ                              | 2017年11月28日 | 2019年5月22日。                            | 株式会社evaluni運営のキュレーションサイト ニコニコ動画に投稿された動画から動画の切り出し画像や動画につけられたコメントを組み合わせて、まとめ記事を作成する |
| dアニメストア ニコニコ支店                  | 2017年12月1日  |                                            | 定額制アニメ見放題サービス「dアニメストア」のニコニコバージョン。 月額400円（税別）でアニメ作品が視聴できる。 2018年5月18日にチャンネル動画のコメントが引用されるようになった。 |
| ニコニコ生放送の実験放送                    | 2018年5月31日  | 2019年4月11日                              | ニコニコ生放送に新機能を搭載するための公開テスト niconico（く）発表会ではニコ動とニコ生とは別の第三のサービス「nicocas」として開始する予定だったが、ニコ生の実験サービスに方針変更 第一弾（2018年5月31日～6月14日）は、ランダムに選ばれたユーザーのみ、第二弾（2018年7月5日～7月9日）からはプレミアム会員であれば全員放送することが可能だった、 第三弾（2018年8月1日～2019年4月11日）は実験放送専用のスマートフォンアプリ「nicocas」をリリースし一般会員でもスマートフォンアプリから放送することができた 2019年4月11日ニコニコ生放送への機能統合に伴いリダイレクト化 |
| Nアニメ                                     | 2018年10月1日  |                                            | ニコニコのアニメ総合情報サイト。 2018年4月25日より試験運用を始め、2018年10月1日に本運用がスタートした。 |
| ASMR村                                      | 2018年10月22日 | 終了時期不明                               | ASMRに関するニコニコ動画のポータルサイト |
| ニコニコQ                                   | 2018年7月5日   |                                            | アンケート&クイズ作成サイト 投稿されているクイズ・アンケートをニコニコ生放送または外部のライブ配信サービスで使用できる 2018年7月5日より試験運用開始 |
| Nトレンド                                   | 2020年9月1日   | 2021年6月30日                              | niconicoコンテンツをまとめるサイト |
| NicoFT                                      | 2023年3月29日  |                                            | ニコニコのNFTマーケットプレイス |

#### niconicoのアプリ一覧
| 名称                                                | 開始日                                             | 終了日         | 解説 |
| --------------------------------------------------- | -------------------------------------------------- | -------------- | --- |
| ニコニコムービーメーカー                            | 2008年3月5日                                       | 2015年6月18日  | 株式会社インターネットによるニコニコ動画公式の静止画動画作成ソフト アドレスは「nm」から始まる。 swfファイルでの新規動画投稿の終了に伴いサポート終了 |
| ニコニコメッセ                                      | 2008年9月3日                                       | 2013年4月8日   | ニコニコ動画右上の共有ボタンでWindows Live Messenger内にニコニコ動画を表示させる Messengerに入力したコメントをMessenger内のニコニコ動画に表示させる機能 |
| ニコニコアラート                                    | 2008年9月3日                                       | 2010年9月30日  | ニコニコ動画のRSSをWindows Live Alertsに表示するサービス |
| ニコガジェ                                          | 2008年9月25日                                      | 終了時期不明   | サムライワークス提供のニコニコ動画公式のガジェット |
| ai sp@ce                                            | 2008年10月15日                                     | 2011年6月30日  | ドワンゴ、ヘッドロック、ブシロード、ビジュアルアーツ、CIRCUSの全5社からなる ai sp@ce 製作委員会が運営していたニコニコ動画アカウントと連携した3D生活空間サービス ai sp@ce内の街頭スクリーンにニコニコ動画の映像がランダム再生されていた ai sp@ce内マイルームのテレビでニコニコ動画の再生ができた |
| ニコニコムービーメーカー（動画）                    | 2009年2月20日                                      | 2015年5月      | 株式会社インターネットによるニコニコ動画公式の動画作成ソフト |
| 「ニコニコ動画」iPhoneアプリ                        | 2009年4月27日                                      |                | 2009年4月にApp Storeで「ニコニコ動画」iPhoneアプリとしてリリース 2013年9月30日に生放送機能を追加し「niconico」iPhoneアプリにバージョンアップ 2019年12月10日に生放送機能を廃止 |
| ニコ生アラート（本家）                              | 2009年8月27日                                      | 2019年9月2日   | ニコニコ生放送の公式番組や自分が参加しているチャンネル・コミュニティの生放送が開始された時にお知らせするツール |
| 「ニコニコ生放送」iPhoneアプリ                      | 2010年5月17日                                      | 2013年9月30日  | |
| ニコニコリモコン                                    | 2011年6月2日                                       | 2013年3月14日  | 携帯電話アプリでニコニコ動画を操作するサービス |
| ニコルソン                                          | 2011年9月12日（iOS） 2012年1月（Android）          | 2013年5月31日  | ニコニコ動画アカウントと連携した音声コミュニケーションアプリ音声チャットとテキストチャットの音声LIVE配信「ライブ」機能と 音声とテキストメッセージを投稿する投稿型音声コンテンツ「るすログ」機能搭載                                                                                             |
| ニコガジェット                                      | 2011年10月14日                                     | 終了時期不明   | ググッドマーケティング提供のニコニコ動画の便利機能付きTVちゃんガジェット |
| ニコニコ電子書籍（アプリアプリ）                    | 2011年11月8日（iOS） 2012年4月24日（Android）      | 2018年9月25日  | 「ニコニコ静画（電子書籍）」としてリリース 2017年9月に電子書籍内のコメント廃止など「ニコニコ電子書籍」にリニューアル |
| 光iフレーム2アプリ「ニコニコ」                      | 2011年12月上旬                                     | 終了時期不明   | Androidタブレット光iフレーム2で動画と生放送が視聴できた。 |
| PS Vita専用アプリ「ニコニコ」                       | 2011年12月17日                                     | 2019年12月17日 | PlayStation Vitaでニコニコが楽しめるアプリ。 動画・生放送視聴のほか、高機能な生放送配信も可能。 2012年度グッドデザイン賞受賞 |
| ニコニコ動画プレーヤー for au                       | 2012年3月1日                                       | 2019年12月3日  | auスマートパス会員専用Android向け視聴アプリ |
| Niconico Live Encoder                               | 2012年2月9日                                       | 2018年11月30日 | Xsplitエンジンをベースにしたニコ生配信専用のWindows用ソフト |
| ビエラ・コネクト版「niconico」                      | 2012年9月25日                                      | 2019年3月26日  | パナソニックのVIERAとDIGAで採用されている インターネットサービス「ビエラ・コネクト」向けアプリ 動画と生放送の視聴に対応していた。 |
| アプリキャスト版「ニコニコ動画 ～ピックアップ～」   | 2012年9月27日                                      | 2016年10月31日 | ソニーブラビアのネットワークサービスSony Entertainment Network向けアプリ |
| Windowsアプリ「niconico」                           | 2012年10月26日                                     | 2018年7月31日  | Microsoft Store （Windows Store）向けアプリ |
| 「ニコニコ動画」Androidアプリ                       | 2012年11月21日                                     |                | Android端末専用ニコニコ動画視聴アプリ 動画のバックグラウンド再生に対応。 2019年12月10日に生放送機能を廃止 |
| Smart TV Boxアプリ「niconico」                      | 2012年11月28日                                     | 2019年8月21日  | KDDIのセットトップボックスSmart TV Box向けアプリ |
| Wii U向け「ニコニコ」                               | 2012年12月8日                                      | 2019年11月28日 | 任天堂Wii Uで「ニコニコ」が楽しめるWii U専用ソフト 2013年度グッドデザイン賞受賞 |
| ニコニコ生放送プレイヤー for au                     | 2013年7月18日                                      | 2019年12月3日  | auスマートパス会員専用生放送視聴アプリ |
| 光BOX+アプリ「ニコニコ ～動画・生放送～」           | 2013年12月2日                                      | 2019年3月28日  | NTT西日本のセットトップボックス「光BOX+」向けアプリ |
| ニンテンドー3DS「ニコニコ」                         | 2014年2月14日                                      | 2023年3月31日  | ニンテンドー3DSで「ニコニコ」が楽しめる3DS専用ソフト 独自機能として飛び出す「3Dコメント」機能、 「すれちがいマーケティング（スレマ）」機能がある |
| niconico コメントビューア                           | 2014年8月5日                                       | 2019年11月28日 | ニコニコ動画のコメント閲覧専用Androidアプリ |
| ニコニコスマホSDK                                   | 2014年8月8日                                       | 2018年9月28日  | スマホアプリ用ソフトウェア開発キット（SDK） アプリに組み込むことで、ゲームのプレイ動画などをニコニコ動画に投稿する機能や、 ニコニコ生放送にて実況プレイを行う機能、 視聴者コメントを画面に表示させる機能などをiOS/Androidアプリへ導入することができた                                           |
| ブラビア向け「niconico」                            | 2014年8月12日                                      | 2019年9月25日  | ソニーブラビアのネットワークサービスSony Entertainment Network向けアプリ |
| Xbox One向け「niconico」                            | 2014年11月20日                                     | 2018年8月31日  | Xbox ストアで提供されていたXbox One向けアプリ |
| nicocas                                             | 2014年12月12日                                     | 2014年12月17日 | iOSアプリからTwitterアカウントでログインして配信するサービス |
| ボカコレ（iOS）                                     | 2011年3月2日                                       |                | ニコニコ動画の音声再生に特化したアプリ 元々非公式アプリだったが、2015年1月に公式での運用を開始 2022年9月にNicoBoxからボカコレに名称を変更 |
| ボカコレ（Android）                                 | 2015年3月30日                                      |                | ニコニコ動画の音声再生に特化したアプリ このアプリ内のみで設定できる「プレイリスト」という機能がある。 2022年9月にNicoBoxからボカコレに名称を変更 |
| Android TV搭載ソニーブラビア用アプリ「niconico」    | 2015年7月4日                                       | 2019年9月25日  | |
| ニコニコ漫画（アプリ）                              | 2015年9月15日（Android） 2015年11月13日 （iOS）    |                | 雑誌連載の作品やユーザー投稿の漫画が読める「niconico」の漫画アプリ コメント機能にも対応している。 |
| ニコルン                                            | 2015年10月25日                                     | 2016年3月17日  | ニコニコで活躍するユーザーや著名人とリアルタイムでチャットを楽しむことができるスマホアプリ |
| ニコナレ（iOS）                                     | 2015年10月25日                                     | 2019年2月7日   | プレゼンテーション共有アプリ |
| Amazon Fire TV向け「niconico」                      | 2015年10月28日                                     | 2019年9月25日  | Amazon Fire TV/Stick向けアプリ |
| LGテレビ向けアプリ「niconico」                      | 2015年12月10日                                     | 2019年6月27日  | |
| niconicoVR                                          | 2015年12月18日                                     | 2018年12月12日 | 「Gear VR」向けアプリ。 niconicoがVR空間で楽しめるようになるアプリで、ニコニコ動画／生放送の視聴のほか、360度の生放送の視聴にも対応。 また、ポテチが食べたくなったりするときに便利な「手元カメラ」機能も搭載。                                                                                  |
| niconico event+                                     | 2016年1月20日                                      | 2017年6月30日  | ニコニコが主催するイベントや公式生放送をまとめて確認できるアプリ |
| 電ファミニコゲーマー（アプリ）                      | 2016年2月8日                                       | 2017年5月11日  | ゲーム特化型情報キュレーションアプリ |
| AQUOSココロビジョンプレーヤー向けアプリ「niconico」 | 2016年6月10日                                      | 2019年6月27日  | シャープのネットプレーヤーAQUOSココロビジョンプレーヤー向けのアプリ |
| レグザ向けアプリ「niconico」                        | 2016年8月4日                                       | 2019年8月29日  | 東芝レグザ向けのアプリ |
| 【配信専用】ニコニコ生放送                          | 2016年10月20日                                     | 2019年7月1日   | niconicoスマホ版アプリよりも高画質に配信可能なニコ生配信専用のアプリ。 |
| ニコニコチャンネル                                  | 2016年11月3日(iOS) 2017年3月3日(Android)           | 2023年8月31日  | 登録したり入会したりしているチャンネルごとのアプリをホーム画面上に登録することができ、アプリ限定のコンテンツを見ることができたり、 ニコニコ動画やニコニコ生放送だけでなく、TwitterやYoutubeのコンテンツも確認できる。                                                                           |
| #コンパス 戦闘摂理解析システム                      | 2016年12月17日                                     |                | niconico x NHN PlayArt 共同開発プロジェクト。バトルSNSスマホゲーム。 3分間でステージ内にある5本のポータルキーを3vs3で取り合う。 ヒーローの絵師やボカロPはニコニコにゆかりのある方を採用。 ニコニコSDKを利用してゲーム内から直接ニコ生配信をすることもできる。                                   |
| Nintendo Switch「niconico」                         | 2017年7月13日                                      |                | Nintendo Switch向けのニコニコ視聴アプリ。 2025年6月現在、Switchの後継機であるNintendo Switch 2には対応していない。 |
| ゲーマガ                                            | 2017年8月4日(iOS/Android)                          | 独立           | niconicoの連載型ゲーム配信サイト「電ファミニコゲームマガジン」のゲームが遊べるiOS/Android対応アプリ |
| NicoBox for au                                      | 2017年10月24日                                     |                | auスマートパス会員が使用できる音声再生アプリ。バックグラウンド再生にも対応している。 |
| ケーブルプラスSTB向けアプリ「niconico」             | 2017年11月                                         | 2019年8月21日  | KDDIのセットトップボックス「ケーブルプラスSTB」向けアプリ |
| AQUOS向けアプリ「niconico」                         | 2017年11月11日                                     | 2019年6月27日  | Android TV対応のシャープ液晶テレビ「AQUOS」向けアプリ |
| Apple TV向けアプリ「niconico TV」                   | 2017年11月28日                                     | 2020年3月18日  | アップル社の「Apple TV」向けのアプリ |
| Air Stick向けアプリ「niconico」                     | 2018年1月18日                                      | 2019年9月25日  | CCC AIRのAndroid TV端末「Air Stick」向けのアプリ レオパレス21の提供する「Life Stick」にも対応 |
| Virtual Cast                                        | 2018年4月13日                                      |                | ドワンゴとインフィニットループの共同開発したVRライブ・コミュニケーションサービス 「凸機能」や「アイテム」、「コメント投下」などの機能がある ニコニコ生放送以外でも放送可能 |
| 「ニコニコ生放送」アプリ                            | 2018年8月1日（Android） 2018年8月30日（iOS）       |                | 2018年8月にニコニコ生放送の「実験放送」用アプリ「nicocas」としてリリース 2019年4月11日にニコニコ生放送の「ユーザー生放送」に対応 2019年7月25日にニコニコ動画の視聴機能を廃止し生放送専用アプリ「ニコニコ生放送」アプリに変更                                                                    |
| BN Reader                                           | 2018年9月25日                                      | 名称変更       | 電子書籍アプリ「BOOK☆WALKER」と「ニコニコ書籍」を統合したもの。 ニコニコ書籍で購入したものはこちらでも閲覧できる。 「BOOK WALKER」アプリに名称を変更 |
| N Air                                               | 2018年10月1日                                      |                | Streamlabs OBSをベースにしたニコニコ生放送公式のWindows用ソフト 他サービスでも使用可能 |
| カスタムキャスト                                    | 2018年10月3日（Android） 2018年10月3日（iOS）      |                | ドワンゴとS-Courtが共同開発したスマートフォンアプリ 3Dアバターカスタマイズと「ニコニコ生放送」アプリでの配信が可能 |
| ニコニコニュース（アプリ）                          | 2018年10月11日                                     | 2019年3月29日  | ニコニコニュースのiOS/Androidアプリ。 アプリ独自の機能として画像非表示する通信量節約モードとオフラインでも読めるが実装 |
| ARTILIFE                                            | 2018年12月18日（iOS・PC） 2019年3月19日（Android） | 2019年6月30日  | 人工生命プロジェクト 開発段階で宮崎駿に激怒されたこともある。 niconicoアカウントを使用してスマートフォン・PCアプリで自分の人工生命を育てることができた nicocasとも連携していた |

## 文化
ニコニコ動画では特定のジャンルにこだわらず、その他にも幅広い分野の動画が投稿されている。マイナーバンドのPVの動画などが公開後投稿されていたり、ネタとする動画はもちろんのこと、ネタではないスポーツやCM、科学番組の動画が投稿されていたり と、「動画共有サービス」としての成長を見せた。
膨大な数の動画の中で特定の動画が脚光を浴びることがある。ほとんどは一過性の流行であるが、一部は継続的な人気となるものもあり、例えば2007年2月上旬には、『新・豪血寺一族 -煩悩開放- レッツゴー!陰陽師 PV』『True My Heart』『あいつこそがテニスの王子様』の人気上位動画3つの合計で、わずか一晩で30万回再生・10万コメントを超える「祭り」状態が続いた。さらにその人気から『レッツゴー!陰陽師』と　東方projectの二次創作曲『魔理沙は大変なものを盗んでいきました』のdwango.jpにおける着うた独占配信が始まり広告を掲載した。
2007年2月中旬に藤崎瑞希（2chの神）の動画が配信開始となった。は腐りおたくたちをぶった切るのキャッチフレーズで人気となった。また番外編として藤崎瑞希が興奮しておっくせんまんを熱唱したがあまり好評ではなかった。
片岡義朗によると川上量生は、ニコ動が大きく成長したのは、「東方Project」「アイマス」「初音ミク」「[テニミュ（ミュージカル・テニスの王子様）」の相乗効果だと答えている。

### ゲーム
稼動当初から、特にRPGやアクションゲームのプレイ動画が人気を集めてきた。スーパープレイとは逆に稚拙なプレイ動画やいわゆるクソゲーのプレイ動画（『チーターマン』など）がネタ動画として人気を得ることがあるほか、恋愛ゲームのプレイ動画が人気を呼ぶこともあった。近年では一般人によるゲームの実況プレイも人気がある。
『THE IDOLM@STER』のPV風動画も（β）サービス時より同ゲームユーザーからの根強い人気があり、プレイ画面のほか、PVをゲーム以外の様々な音楽に合わせるMADムービーなども大量に投稿されている。同人ゲーム「東方Project」の作品も人気が高く、ゲームの実況だけでなく、ゲーム音楽を基にした二次創作音楽・動画、音楽やキャラクターを使ったMAD動画なども非常に多い。

### 音楽、空耳
人気を集める音楽としては、一般的なPVムービーのほか、アニメソングも見受けられる。VOCALOIDに様々な音楽を歌わせる動画も人気があり、初音ミクが話題となるきっかけの一つとなった。VOCALOIDのオリジナル曲をプロの作曲家が制作したり、そのオリジナル曲をプロの歌手が歌唱する動画も存在する。また、MikuMikuDanceと呼ばれる3Dで初音ミクを動かせるツールが提供され、やがてVOCALOID以外のキャラクターのモデルデータも制作されるようになり、それらを活用した3D動画が投稿されている。音楽（原曲やアレンジなど）をメドレー方式で聴かせる作品もみられ、ニコニコ動画で話題となった曲を繋ぎ合わせた組曲『ニコニコ動画』は特に人気である。音楽を投稿者自身が歌ってみたり演奏してみたりした動画も多く、一定の人気を集める歌い手もいる。
またコメント機能で誰でも気軽にネタが書き込めるため、アニメやゲームなどの音楽（『あいつこそがテニスの王子様』、『Nursery Rhyme -ナーサリィ☆ライム- OP』など）や外国曲、日本国外版アニメ（英語版『るろうに剣心 -明治剣客浪漫譚-』の「フタエノキワミ、アッー!」 など）など、様々な空耳ネタが作られて人気を博している。
大きな特徴として、日本音楽著作権協会より原盤権の使用許諾を得た楽曲についてはそのまま使用してもよい。使える楽曲についてはniconico許諾楽曲検索で検索することができる。

### その他
「漢字テスト」「タイピング」「アンケート」などといったニコニコ動画の特色であるコメント機能を有効に使った動画も投稿されている。一枚絵をスライドショーのように流す画像集や、イラスト講座的な動画（「描いてみた」など）もある。
動画制作能力の高いユーザーによる巧妙なMADムービーやCMのMADムービーが高い人気を博す一方で、日常風景を映したもの（ペット撮影動画、料理動画、車載動画など）や投稿者本人が何らかの形で出演する動画もある。
他の動画投稿サイトであまり見られないものとしては、企業や個人がプログラムや工作物などを自作し、その過程や完成品を披露するという動画がある。そうした投稿動画は「ニコニコ技術部」のタグを自ら付けるけることが出来、図画工作の延長線的なものから十二分に実用的な「製品」（マウスやPCカバー、動画製作ソフトなど）まで、幅広い投稿に支えられ親しまれている。「ニコニコ技術部」という名称は単なる分類上の便宜的な名称に過ぎないが、2008年4月20日には有志によってオライリー・ジャパン主催の企画展「Make:Tokyo Meeting」（MTM）に出展し、以後もMTMに連続出展するなど、単なる動画の題材を超えた積極的活動も行われている。
2008年5月30日にBSイレブンで放送された『テレブリッド』で司会の金剛地武志が生放送中にニコニコ動画用のVTRを作った（6月1日現在『テレブリッド』で検索しても動画は出てこない）。

### エイプリルフール
2008年以降は、エイプリルフール企画として4月1日に以下の限定バージョンが公開されている。
2008年4月1日 - ニコニコ動画 2.0(笑)
コメントが逆の方向（左から右）に流れる「時空逆転機能」が搭載された。また、この日よりコメント欄からピザの注文ができる（「@ピザ」と入力すると注文画面が開く）ようになった。このピザの注文機能はドミノ・ピザとの共同事業であった（2009年4月1日以降はピザーラ）が、2024年5月28日をもって提供を終了した。名称に関し、当時流布していたバズワードにWeb 2.0がある。（笑）の項も参照。
2009年4月1日 - ニコニコ動画(βββ)
ニコニコ動画史上最速バージョン（当時）として、コメントが赤くなり3倍のスピードで流れる「高速プレイヤー」が搭載された。動画再生ページのHTMLソースには、この機能を有効化するために動画プレイヤーに渡すパラメータ名として "theRevengeOfChar"（文字の復讐）という文字列が使用された（"Char" はアニメ作品『機動戦士ガンダム』の登場人物であるシャアの英字名と同じであり、同人物が登場する作品に『逆襲のシャア』がある。コメントの赤と3倍のスピードについては、シャア専用モビルスーツの項を参照）。
2010年4月1日 - （ニコニコ動画黒字化）
バージョンはそのままの（9）だが、サイト外観の色調が白黒になり、「ニコニコ動画黒字化」として文字どおり、全てのコメント文字が黒色で表示された。動画プレイヤー上には「黒字化をやめる」というボタンがあり、これを押すと「赤字になりました」と表示され、コメントの文字が赤色になる。それまでニコニコ動画事業が一度も黒字化していないことを逆手に取った自虐ネタだが、2010年度第二四半期（2010年1月1日 - 3月31日）に初の黒字化を実際に達成していたことが2010年5月13日に報告されている。
2011年4月1日 - 公開自粛
3月11日に発生した、東北地方太平洋沖地震（東日本大震災）及び東京電力・福島第一原子力発電所での事故により、エイプリルフール限定バージョンの公開は自粛された。
2012年4月1日 - 次世代プレイヤー「タッチ実装」
カーソルが実物の腕や手になり、「マウスで操作する」を選ぶとマウスを持った物に変わる。Appleの製品紹介ビデオをもじったプレゼン動画も公開されている。
ニコニコテレビちゃんの声として大山のぶ代を紹介。削除された動画や時報の声も大山に変更されている。
2013年4月1日 - 次世代プレイヤー「Zwatch」
ニコニコ動画のプレイヤーが「超プレイヤー」となり、『ドラゴンボールZ』の超サイヤ人のような黄色いオーラをまとった外観となる。プレイヤーの右側には再生数・コメント数・マイリスト数・サムネイルがスカウターを模したデザインで表示されている。また、コメントボタンが「かめはめ波」表記となり、直近に投稿されたコメントがエネルギー弾となって効果音とともに画面を横切る。さらに、「超プレイヤー神」に切り替えることで、プレイヤーのオーラが赤くなり、コメントのエネルギー弾が太くなって効果音が変化する。本ジョークバージョンは映画『ドラゴンボールZ 神と神』とのタイアップであり、「超プレイヤー神」は本作において初登場する概念である「超サイヤ人神（ゴッド）」にちなんでいる。
ニコニコ生放送のプレイヤーも、一部の公式生放送を除いて、全てのコメントがエネルギー弾に変化する。さらに、「かめはめ波」という言葉を含むコメントを投稿すると、エネルギー弾の色と効果音が変化しかめはめ波になる、放送画面上に黄色いオーラが表示され、出演者が超サイヤ人になれるという機能を備える。
2014年4月1日 - 「nicobot Samba」
バージョンは「GINZA」のままだが、動画再生時に通常コメントやNG設定を行う欄の部分に「動画」というタブができ、そこに表示される【CLEAN】ボタンを押すと、画面左下からロボット掃除機「nicobot Samba」が動画上に現れ動画を掃除するというもの。掃除後は自動で運営の動画にジャンプし、そこでは「nicoionKY」のスイッチがあり、そのスイッチを押すと、コメントが全て綺麗（ポジティブ）な言葉 に変化する。尚、「nicoobot Samba」はスイッチの下部分、「nicoionKY」ではタブ右上から元に戻すことができた。
2015年4月1日 - 「もっとも感情を認識できる方式」を用いた「コメント音声入力サービス」・中武デパートオープン
ニコニコ動画の公式スマートフォンアプリに、音声でコメントを入力できる機能が実装された。その実態は、24時間限定で存在した「ニコニコ音声入力センター」に直接電話をかけ、コメントしたい動画のIDと再生時間、およびコメントの内容を口頭で電話口のオペレータに伝え、それをスタッフが手動を入力するというもの。「ニコニコ音声入力センター」で電話を受ける様子は公式の生放送で中継され、24時間で742個のコメントが音声によって入力された。
また、池袋のニコニコ本社では、音楽バンドのTUBEを東武と西武の中間に見立て制作されたグッズを販売する「中武デパート」が1日限定でオープンした。
2016年4月1日 - タラコくんナビゲータ
ニコニコ大百科の記事上に「タラコくん」というタラコくちびるのキャラクターが現れ、歴代の「今週のオススメ記事」とその運営コメントが吹き出しで表示された。また、西村博之の名言が表示されることもあった。あまりにも不評だったため、15時に提供を終了。その後、2016年11月1日には未来検索ブラジルより、このキャラクターが登場するAndroid用ゲームアプリ「タラコたたき」がリリース。翌2017年6月にはiOS向けにもリリースされた。
2017年4月1日
ニコニコ大百科の背景がカラフルな付箋の模様に変更。翌2日に元に戻った。その後、同年のニコニコ超会議2017の開催日（4月29日・30日）にもこの背景に変更された。
2018年4月1日 - 未開催
「niconico（く）」サービス発表会における批判をうけ、サービス改善の為、行われなかった。

### 夏季限定ホラーバージョン
2011年 - 黄泉
ニコニコ動画のトップページのどこかにある「襖（ふすま）」をクリックすると出現。
夏らしくデザインや動画がすべてホラーチックになっている。
2012年 - 常闇
ニコニコ動画のトップページしたに「（ユーザー名）ちゃん なんで来てくれないの? もっと遊んでよ」というメッセージと共に「行く」というリンクがあるのでクリックすると出現。
前年の黄泉同様ホラーチックになっている。
2013年 - 呪われたページ
2014年 - 妖怪
ニコニコトップに『新バージョン「妖怪」を試してみる』が表示されているのでクリックすると出現。
「黄泉」・「常闇」同様、夏らしくホラーチックになっている。
2015年 - ニコニ廃校
ニコニコトップに黒板や廃校の画像が表示されているのでクリックすると出現。
「黄泉」「常闇」「妖怪」同様、ホラーチックになっている。
2016年 - お宿ニコニコ
ニコニコトップに『お宿ニコニコのご予約』が表示されるので『予約する』クリックすると出現。
そのままでは普通のページだが、特定の場所をクリックすると、ホラーチックのページに変化する。
2017年 - ニコニコ君の夏休み
ニコニコのユーザーページに夜アクセスすると「夜は不思議なことが起こるんだ…○○さん（ユーザーネーム）は気づいた？」と表示されクリックするとニコニコ君の夏休みのページにジャンプするが下にスクロールしていくとホラーページになる。(余談だが、昼に「ニコニコ君の夏休み」にアクセスすると何にも起こらない)
2018年 - ニコニコ的恋愛シミュレーション
ニコニコマイページにアクセスすると、メッセージが表示される。クリックすると、理想の相手を選ぶページが開き、選ぶとその相手が色々な動画や生放送を紹介してくれる。

## 諸問題

### 著作権問題
他の動画共有サイトと同様に、ニコニコ動画にアップロードされているアニメ、ミュージカルライブ、テレビCM、テレビ番組などは、ほとんどの動画が著作権者に無断でアップロードされたものである。利用規約では著作権侵害になるファイルのアップロードを禁止している。
権利者（個人、法人、法定代理人含む）から権利を侵害されているとの申し立てがあれば、審査し削除するとしている。その他肖像権などの権利侵害もこれに準ずる姿勢を取っている。性的描写を含むアダルトコンテンツは閲覧者の判断で報告できるが、著作権に関しては権利者からの申し立てのみ受け付け、無関係な個人や企業が代理となる申し立てでは削除されない。
連続アニメーション作品の本編や連続ドラマ作品の本編や邦画を含む映画などのアップロードに迅速に対処するため、著作権侵害動画の削除（報告）ツールを法人向けに提供している（2007年6月10日前後より、権利侵害とみなされ削除された動画の削除告知は専用のものが表示されている）。削除は「権利を侵害された者」による報告のみ受け付けている。いわば「権利を侵害された者の自助努力」に任せる方法として、一部のコンテンツ制作者がこうした運営の手法をラジオ等で強烈な批判を成したこともあった。2007年10月1日には権利保護を強化する方針を発表、権利者との対話を強化し、権利保護システムや監視体制の強化、利用者への啓発活動に取り組むとした。ニコニコ動画 (SP1) 開始直後の2008年3月11日には、ニワンゴがNHKやキー局に対し、著作権侵害をしている既存の放送番組動画を削除し、監視体制を強めて今後再投稿されても直ちに削除する、との宣言を行った。
著作権保護体制の強化により、インディーズバンドによるオリジナル曲のPVやライブ映像を、本人（著作権者）がアップロードしたにもかかわらず、運営側が権利侵害と誤認し削除してしまったことがあった。2008年7月5日より、権利者の申し立てにより動画が削除された場合、削除を申し立てた法人・団体の名前が明記される。なお、権利者が個人の場合は「個人」と表記される。
2008年3月25日にJASRACのシンポジウム「動画共有サイトに代表される新たな流通と著作権」では、当時のドワンゴ会長の川上量生は「著作者が望まないものであれば、コンテンツの丸上げであろうと、2次利用のマッシュアップだろうと削除する。YouTubeのように、動画IDのようなものを作って自動検知するようなシステムも開発している」と述べ、更に「完璧にやるのは不可能で、現実的な解を模索中。個々の権利者と話し合いながら、できるだけ多くの人が納得するような削除ルールを考えていきたい」と述べているために誤った削除も認めている。
2008年4月1日に日本音楽著作権協会 (JASRAC) と楽曲の使用についての包括契約を締結し、「JASRACが管理する曲」を演奏したり歌ったりした動画を（合法的に）アップロードできるようになった。ただし、アップロードが認められるのは「自分で演奏、または演奏しながら歌ったりした動画作品」であり、CDやDVDのカラオケトラック（音源）をそのまま使用した場合は包括契約の対象外となり、著作権侵害とされるので、打ち込みしたものを歌うなどの対策が必要となる。
2008年7月2日には、社団法人日本映画製作者連盟、有限責任中間法人日本動画協会、社団法人日本映像ソフト協会の3団体からの要請を受けていたニワンゴがこれらの団体と協議し、ニワンゴから「これら3団体の会員各社の著作権を侵害する動画はMAD動画も含み速やかに削除する」ことが提案され、3団体が申し入れ書を受領したことが親会社ドワンゴより発表された。ただし、近年では著作物を使用しない「手描きMAD」と呼ばれるタイプの動画も存在しており、「MAD」という線引き自体が曖昧な側面もある。
2010年10月28日のニコニコ大会議において当時の角川グループ会長の角川歴彦はニコニコ動画内のMAD動画について、「すべてのものを認めるわけではないが、アニメ作品に対する愛のあるMADコンテンツについてはできる限り容認していく」という旨の発言をVTRおよび会場内でされた。
例外として2011年7月4日 より太郎の楽曲「男女」が「多くの人に聴いてもらいたい」という太郎本人の意向でニコニコでの原盤使用が許諾された。
2013年8月10日、ニュースサイト「エコーニュース」において、上場企業であるドワンゴ社がニコニコ動画を使って著作権法違反であるまとめサイトの契約斡旋を行っているとしてコンプライアンスとまとめサイトに関する質問状を送っているが、ドワンゴ社、ニワンゴ社は質問に対する回答は期限を過ぎてもしていない。

#### 動画投稿者の不祥事
- 2009年に日本のロックバンド「DIR EN GREY」の発売前の楽曲をニコニコ動画にアップロードしたとして著作権法違反で会社員の男が書類送検された[645]。
- 2011年5月に40作品以上の映画を無断アップロードしたとして高知県高知市の男性が逮捕された[646]。
- 2011年8月にガンダム最新作を無断アップロードしたとして無職の男が逮捕された[647]。

### その他
- 2020年11月25日、YouTuberが篠山町連続差別落書き事件を題材として現地を取材し、差別が発生する心理メカニズムに迫ろうとした動画がYouTubeとニコニコ動画並びに、ライブドアブログ（LINE）に公開されたが、地元自治会は差別だとして兵庫県丹波篠山市に相談、同市は「住民のプライバシーや名誉権を侵害している」と判断した。サイト管理者に削除を要請したが、表現の自由の範囲内と判断し応じなかったため、市と地元自治会長の連名で、2020年10－12月、3社を相手取り、仮処分を申し立てた。その後、YouTubeとライブドアブログは管理者が自主的に削除された。一方でドワンゴは、「投稿動画の内容を確認したが、任意では削除しない」として争う姿勢を示したため同支部が2021年2月、「差別が助長された」として丹波篠山市と地元自治会がサイト管理会社ドワンゴに動画削除を求める仮処分を申し立て、2021年5月には神戸地裁柏原支部が削除を命じる決定を出した。ドワンゴは自治会長のプライバシー侵害などを認める決定を受け、動画を削除した。丹波篠山市は直接的な当事者ではないためと決定を速やかに得る目的で最終的には申立人から外れた。丹波篠山市長の酒井隆明は、「申立人と積極的にかかわったが、部落差別をなくすのは市の責務で、長年取り組んできた」と弁明、表現の自由の侵害には当たらないという立場を示した。部落差別問題を扱った動画の削除を命じる仮処分は全国初であった[648][649][650]。

## 関連商品

### 書籍
- ニコニコ動画ファンブック 完全保存版!!!―超人気動画サイトの裏までわかる!（2007年8月20日）
- ニコニコ動画完全攻略マニュアル（2007年12月19日）
- 超カンタン!ニコニコ動画―人気サイトを、無料で「閲覧」「保存」「投稿」!（2008年1月）
- ニコニコ動画を200%楽しむ本（2008年2月25日）
- 初めてのニコニコ動画―僕たちは動画でつながっている!（2008年2月）
- はじめてのニコニコ動画―コメントの「書き込み方」や動画の「アップロード/ダウンロード」（2008年4月）
- アスペクトムック 『MAD動画マニアックス』 タブロイド、ユービック、有村悠、麻草郁、越智灯子、御徒町ジョン、かーず、他（2008年11月9日） ISBN 978-4-7572-1548-1
- アスキー新書「ニコニコ動画が未来をつくる ドワンゴ物語」佐々木俊尚（2009年10月9日 アスキー・メディアワークス）
- ニコニコ動画の中の人シリーズ（PHP研究所）
  - ニコニコ動画の中の人 うp主50人くらい（？）紹介してみた（2011年2月19日）
  - 公式ニコニコ動画の中の人 2冊目（2011年11月29日）
- アスキームック「ニコニコ動画めもりある ニコニコ大会議編」（2011年11月2日 アスキー・メディアワークス）
- ゲーム実況の中の人シリーズ（PHP研究所）
  - ゲーム実況の中の人（2012年6月12日）
  - ゲーム実況の中の人 2冊目（2013年10月29日）
  - ゲーム実況の中の人 3冊目（2014年4月23日）
- 「ニコニコ哲学」川上量生（2014年11月14日 日経BP社）

### CD
- ランティス組曲 feat.Nico Nico Artists（2008年3月5日 ランティス）
- ランティスの缶詰 by Nico Nico Artists（2008年4月9日 ランティス）
- EXIT TRANCE PRESENTS ウマウマできるトランスを作ってみたシリーズ（エグジットチューンズ）
  - ウマウマできるトランスを作ってみた（2008年4月14日）
  - ウマウマできるトランスを作ってみた2 作者は病気シリーズ（2008年8月20日）
  - ウマウマできるトランスを作ってみた3 サムネで余裕でした（2009年1月7日）
  - ウマウマできるトランスを作ってみた4 ごらんの有様だよ（2009年4月1日）
  - ウマウマできるトランスを作ってみた5 ハイパー賢者タイム（2009年6月17日）
  - ウマウマできるトランスを作ってみた6 どうしてこうなった（2009年10月7日）
  - ウマウマできるトランスを作ってみた7 支払いは任せろーバリバリ（2010年2月3日）
  - ウマウマできるトランスを作ってみた8 反省してま〜す（2010年6月2日）
  - ウマウマできるトランスを作ってみた9 ここに病院を建てよう（2010年9月15日）
  - ウマウマできるトランスを作ってみた COMPLETE BEST（2009年7月15日）
  - ウマウマできるトランスを作ってみた COMPLETE BEST2（2010年7月21日）
- ウッーウッーウマウマ（2008年5月21日 エグジットチューンズ）
- ウッーウッーウマウマ SPEEDアルバム（2008年6月18日 エグジットチューンズ）
- ニコニコ動画せれくちょん（ドワンゴ・ミュージックエンタテインメント）
  - CDで聞いてみて。 〜ニコニコ動画せれくちょん〜（2008年7月9日）
  - ニコニコ動画せれくちょん 〜才能の無駄遣い〜（2009年7月1日）
- ニコニ紅白〜みんなで楽しく遊んじゃいました〜（2009年12月9日 ドリーミュージック）
- ニコニコ動画公認 ニコニコサウンドマーケットvol.1（2010年6月23日 ドワンゴ・ミュージックエンタテインメント）
- ニコニコ動画（CD）ビギナーズディスク（2010年9月8日 ドワンゴ・ミュージックエンタテインメント Records レンタル限定CD）
- VOCALOID BEST from ニコニコ動画（2011年6月22日）
  - VOCALOID BEST from ニコニコ動画 (あか)（ソニー・ミュージックダイレクト）
  - VOCALOID BEST from ニコニコ動画 (あお)（ドワンゴ・ミュージックエンタテインメント）
- ニコニコワンダーランド（2013年4月17日 ドワンゴ・ユーザーエンタテインメント）

## ニコニコと関係する企業

### KADOKAWAグループ
KADOKAWA
KADOKAWA（現：KADOKAWA KEY-PROCESS）とドワンゴの統合会社として2014年10月に設立されたドワンゴの親会社。ニコニコにアニメ・漫画などのコンテンツを提供。
ドワンゴ
ニコニコの運営会社。
株式会社カスタムキャスト
ドワンゴとS-courtの共同出資会社で3Dアバター作成アプリ「カスタムキャスト」を運営。「ニコニコ生放送」スマートフォンアプリの機能「バーチャルライブ配信」と連携。
株式会社バーチャルキャスト
ドワンゴの子会社でVRライブ・コミュニケーションサービス「バーチャルキャスト」を運営。

### パートナー企業
未来検索ブラジル
niconicoのサービスであるニコニコ大百科の元運営会社でニワンゴの元株主。同社提供のモリタポがプレミアム会員料金の決済に対応。
エイベックス・エンタテインメント
公式ページを開設、同社所属のアーティストのプロモーションビデオやオリジナルビデオを配信。PVが中心となっているが、中には桃井はるこのようにニコニコ動画ユーザーを狙ったようなネタのオリジナルビデオを制作している場合もある。2010年12月20日『やまだひさしのニコラジ』内で社長本人からavex発売の楽曲をニコ動内で使用することを許可する旨の発表があった。かつてドワンゴは、エイベックス・グループ・ホールディングスの持分法適用関連会社だった。
吉本興業グループ
公式ページ「よしよし動画」を開設。ドワンゴとKADOKAWAは吉本興業の株式を保有。
アニプレックス
2010年7月にセキレイチャンネルを開設。ニコニコ動画内でTVアニメを配信。
中国中央電視台
2016年8月にドワンゴとの提携を発表 してCCTV公式チャンネルを開設。中国国家主席（中国共産党総書記）の演説中継や中国人民解放軍の記者会見などを配信。なお、ドワンゴ元会長の川上は中華人民共和国のネット管理政策を度々擁護してることで知られる。
任天堂
ニンテンドーネットワークとニンテンドーアカウントでニコニコ会員登録およびログインが可能。Nintendo Switch版ソフト「niconico」、ニンテンドー3DS版ソフト「ニコニコ」でニコニコ動画の視聴が可能。
ソニー・インタラクティブエンタテインメント
PlayStation Networkでニコニコ会員登録およびログインが可能。PlayStation 4でニコニコ生放送のゲーム配信・視聴が可能。かつては、PlayStation Vita用アプリ「ニコニコ」でニコニコ動画とニコニコ生放送の視聴ができた。(現在はサービス終了済み。)
LINEヤフー（旧：ヤフー）
Yahoo! JAPAN IDで、ニコニコ会員登録およびログインが可能。
Google
Googleアカウントでニコニコ会員登録およびログインが可能。niconicoの動画広告とバナー広告にGoogleの広告を採用。
Apple
Apple IDでニコニコ会員登録およびログインが可能。ただし、Apple IDへのiPhone、iPod touch、iPadあるいはMacintoshの関連づけが必要。
Twitter
Twitterアカウントでニコニコ会員登録およびログインが可能。
Facebook
Facebookアカウントでニコニコ会員登録およびログインが可能。
LINE
LINEアカウントでニコニコ会員登録およびログインが可能。
Amazon.com
ニコニコ動画のインストリーム広告が広告プラットフォームAmazon Publisher ServicesのヘッダービディングソリューションTransparent Ad Marketplaceと接続
アイモバイル
niconicoのバナー広告にi-mobileアドネットワークを使用。
Criteo
バナー広告にCriteoの広告を使用。

## ニコニコに関連する人物
- 西村博之（元ニワンゴ取締役管理人、ニコニコ動画創設者[659]） - 「ニコニコ動画（仮）」の早期サービス開始の提案とサービス名「ニコニコ動画（仮）」を命名。ニコニコ動画初期のプレゼンターとしてニコニコ動画をブランディング。「ニコニコ大百科（仮）」を立ち上げ。
- 戀塚昭彦（ニコニコ動画創設者[659]） - ニコニコ動画初期の開発者。
- 鈴木慎之介（ニコニコ動画創設者[659]） - ニコニコ動画初期の開発者。
- 川上量生（元ドワンゴ代表取締役会長CTO、元ニワンゴ代表取締役社長） - ニコニコ動画初期の企画・開発指揮とサービス名「ニコニコ動画（仮）」を発案。
- 杉谷保幸 - ニコニコ生放送初期の開発者
- 中野真（元ニコニコ動画運営長）
- 杉本誠司 （元ニコニコ事業本部副本部長、元ニワンゴ代表取締役社長）
- 太田豊紀（元ニコニコ事業本部長）
- 千野裕司（元ニコニコ事業本部長）
- 横澤大輔（Fooさん）
- 栗田穣崇（ニコニコ代表兼ドワンゴ取締役）
- 鈴木圭一（ニコニコサービス本部CTO）
- 大野学（ニコニコ事業本部 本部長）
- 小林宏 (実業家)（元ドワンゴ代表取締役社長）
- 荒木隆司 (ドワンゴ)（元ドワンゴ代表取締役社長兼ニコニコ事業統括本部長）
- 夏野剛（元ドワンゴ代表取締役社長） - ニコニコ動画のビジネス化を担当
- 竹中直純（元ニワンゴ取締役）
- 松浦勝人 - エイベックスがドワンゴに出資した際、mixiのようなサービスを作ることを川上に指示し、完成したものがニコニコ動画となった。
- 菅原瑞夫 - 松浦勝人と共に、ニコニコ動画の窮地を救った恩人である。